# Historia okrętów podwodnych

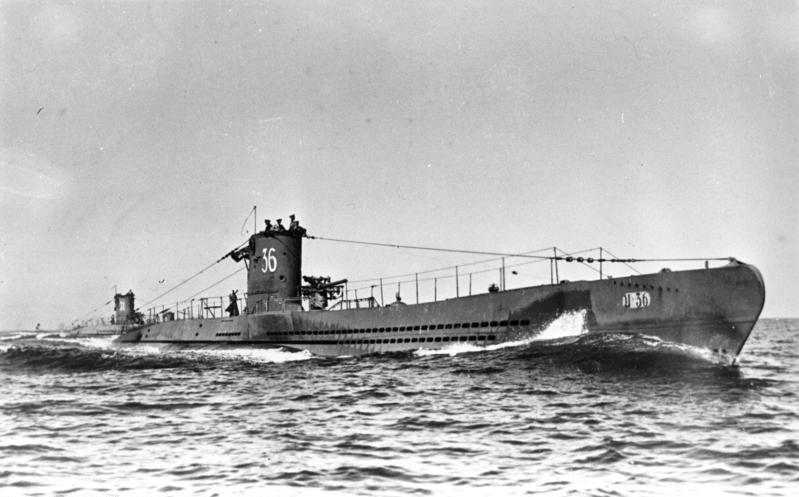
Niemiecki okręt podwodny U-36 typu VIIA

Historia okrętów podwodnych – począwszy od konstrukcji Korneliusza Drebbela z XVII wieku, poprzez projekty Johna Hollanda, późniejsze konstrukcje niemieckie, aż po współczesne jednostki z napędem jądrowym i AIP, okręty podwodne zawsze były w awangardzie postępu technicznego. Od momentu wprowadzenia ich do użytku operacyjnego w marynarkach wojennych, szybko udowodniły, że są jedną z podstawowych klas okrętów w wojnie morskiej, odgrywającą jedną z wiodących ról w strategiach wojskowych głównych potęg morskich świata.
Pierwsze konstrukcje okrętów podwodnych były dziełem entuzjastów, innowatorów, tworzących swoje projekty z wykorzystaniem prywatnych funduszy. Wkrótce jednak udało im się przekonać do idei okrętów zdolnych do prowadzenia walki morskiej pod wodą władze państwowe. Zaangażowanie organizacji państwowych, wiążące się przede wszystkim ze skierowaniem znacznych środków na rozwój konstrukcji podwodnych, szybko przełożyło się na intensywny rozwój tej klasy okrętów na świecie. Już kilkanaście lat po wejściu pierwszych okrętów podwodnych do służby, po wybuchu pierwszej wojny światowej, okręty te stały się jednym z kluczowych oręży wojny morskiej i podstawowym środkiem zwalczania celów morskich przeciwnika. Ta znacząca rola w wojnie morskiej uległa jeszcze wzmocnieniu w trakcie drugiej wojny światowej, w której okręty podwodne stały się najważniejszą – obok lotniskowców – kategorią jednostek morskich, decydującą o wygranej, bądź przegranej w wojnie.
Powojenny rozwój okrętów podwodnych ściśle związany był z uwarunkowaniami zimnej wojny, która w formie wyścigu technologicznego zdeterminowała rozwój jednostek tej klasy w czasie pokoju. Wiodącą rolę odegrała w nim rywalizacja Stanów Zjednoczonych i Związku Radzieckiego, które przygotowując się do ewentualnego konfliktu zbrojnego, przygotowywały swoje floty do planowanych sposobów użycia własnych okrętów podwodnych oraz odpowiedzi na przewidywany sposób ich użycia przez potencjalnego przeciwnika. Zwiastunem nowego etapu rozwoju okrętów podwodnych stał się prawdopodobnie konflikt falklandzki, w którym argentyńskie okręty podwodne z napędem diesel-elektrycznym nie odniosły wprawdzie wymiernych sukcesów bojowych, jednakże udowodniły, że małe okręty podwodne, nawet z tradycyjnym napędem, są w stanie nie ulec nawet wielokrotnie liczniejszemu przeciwnikowi, wiążąc przy tym jego znaczne siły morskie i lotnicze. Spowodowało to wzrost zamówień na budowę jednostek podwodnych z jednej strony, z drugiej zaś wzmożenie wysiłków zmierzających do całkowitego uniezależnienia napędów niejądrowych jednostek tej klasy od dostępu powietrza atmosferycznego.
Od powstania pierwszych konstrukcji rola okrętów podwodnych wciąż się zmienia. Od początku XX wieku niezmiennym natomiast pozostaje fakt, że wobec skrytości i autonomiczności działania oraz nieproporcjonalnie dużej w stosunku do ich rozmiarów siły ognia, a także wobec trudności w ich zwalczaniu, okręty podwodne stanowią trzon liczących się marynarek wojennych na całym świecie.

## Najwcześniejsze konstrukcje

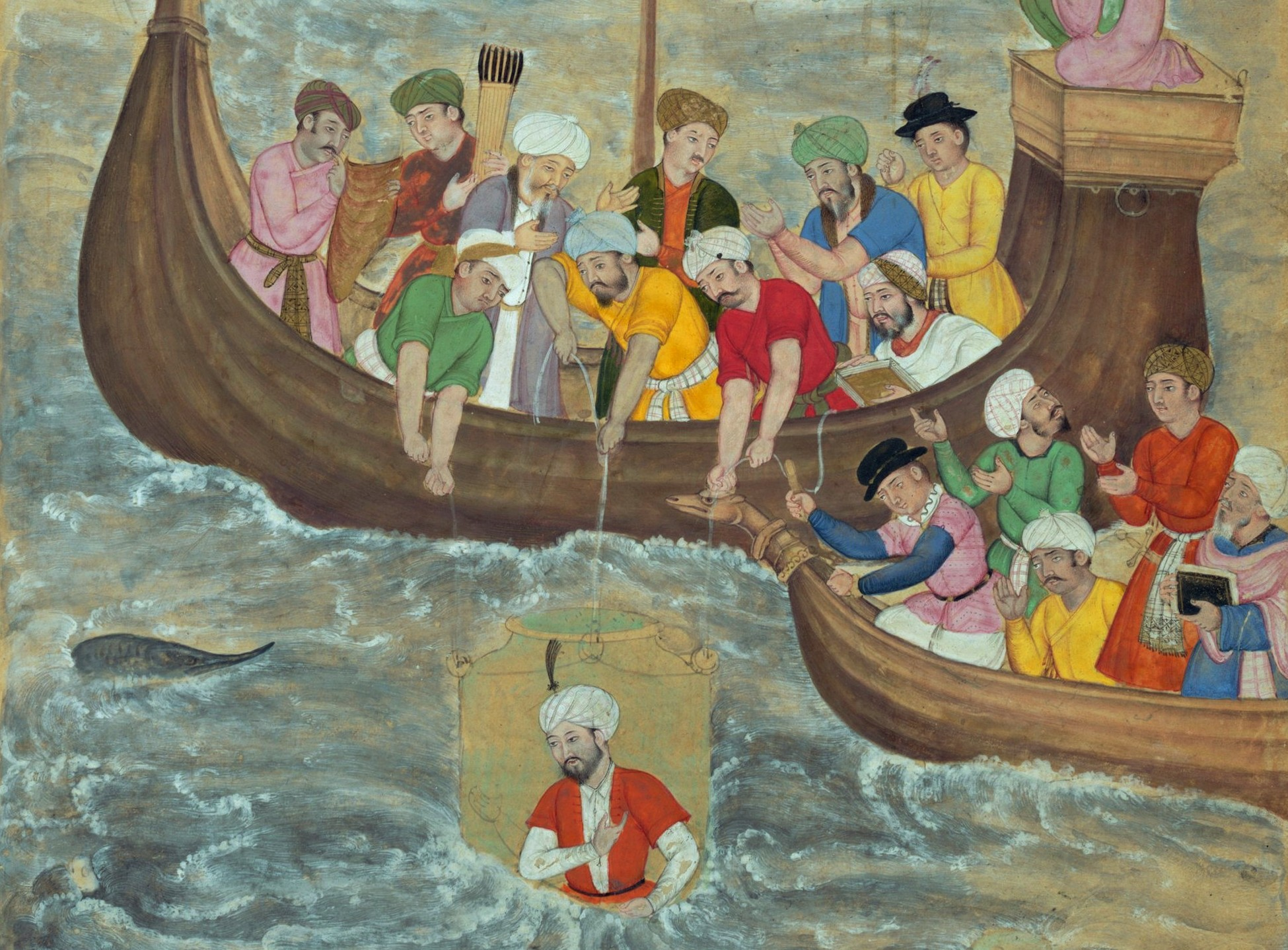
XVI-wieczny obraz islamski przedstawiający zanurzenie Aleksandra Macedońskiego

Ludzkość co najmniej już od czasów Aleksandra Macedońskiego zafascynowana była możliwością pływania podwodnego. Szybko też pojawiły się propozycje wykorzystania zdolnych do zanurzenia jednostek do ataku na wrogie okręty bądź porty. Wczesne konstrukcje jednostek tego rodzaju były jednak efektem talentu innowacyjnego indywidualnych entuzjastów, nie zaś przemyślanego zapotrzebowania władców i państw. Prawdopodobnie pierwszym człowiekiem, którego konstrukcja udanie przepłynęła pod wodą, był Korneliusz Drebbel. W 1623 roku jego napędzana przez 12 wioślarzy jednostka odbyła podwodną podróż wzdłuż Tamizy w Londynie. Jakkolwiek świadkowie opisali wydarzenie, nie zachowały się żadne opisy konstrukcji jednostki.

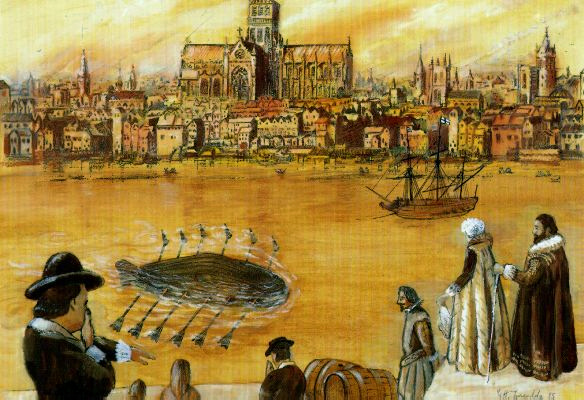
Obraz z XVII wieku przedstawiający łódź podwodną Drebbela

W osiemnastym i dziewiętnastym stuleciu najbardziej płodni w zakresie konstrukcji pojazdów podwodnych byli wynalazcy z Rosji, jednakże bardzo niewiele z ich konstrukcji przeszło z etapu koncepcyjnego do realizacji. Car Piotr I Wielki wsparł propozycję Jefima Nikonowa, który zaoferował budowę „łodzi podwodnej” uzbrojonej w „ogniste rury” stanowiące wczesną europejską formę pocisków rakietowych. Prototyp jednostki został ukończony w 1720 roku, jednakże mimo sukcesu podczas demonstracji nie został ukończony, przede wszystkim z powodu problemów ze szczelnością oraz śmierci władcy w 1725 roku. Prawdopodobnie pierwszym człowiekiem, który użył jednostki podwodnej w walce, był Amerykanin David Bushnell. Dowiódł on możliwości podwodnej eksplozji prochu oraz skonstruował bombę zegarową. Z zamiarem zastosowania obu wynalazków przeciwko brytyjskim okrętom utrzymującym blokadę morską portu Nowy Jork w trakcie amerykańskiej wojny o niepodległość w 1776 roku zbudował swój pierwszy okręt podwodny o nazwie „Turtle”. Utrzymywany w wodzie w pozycji pionowej pojazd wykonany był z drewna, a jego wielkość umożliwiała zmieszczenie jednoosobowej załogi oraz przekładni do poruszania pojazdu. Napędzany siłą mięśni „Turtle” mógł poruszać się z prędkością około 3 węzłów i magazynował zapas powietrza wystarczający na rejs podwodny trwający około 30 minut. Odczepiany ładunek wybuchowy skonstruowany został w taki sposób, aby było możliwe jego przyśrubowanie do kadłuba wrogiego okrętu, a dzięki mechanizmowi zegarowemu eksplozja następować miała po oddaleniu się „Turtle” na bezpieczną odległość.

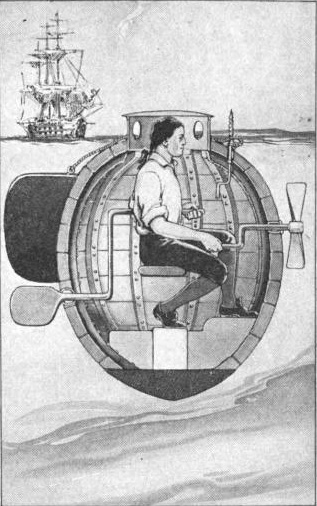
„Turtle” według ilustracji z 1916 roku

W celu obsługi okrętu oraz przeprowadzenia ataku Bushnell wyszkolił ochotnika, żołnierza Ezrę Lee. Wykonał on atak na flagowy okręt admirała Richarda Howe’a HMS „Eagle”. Atak „Turtle” został powstrzymany przez wzmocnione miedzią poszycie kadłuba brytyjskiego okrętu. Mimo że obecność „Turtle” została odkryta, jednostka nie odniosła uszkodzeń.
Następne próby skonstruowania sprawnego okrętu podwodnego związane były z osobą Roberta Fultona. Mimo sukcesów prezentacji modelu konstrukcji dla ministerstwa marynarki, Francja nie zdecydowała się złożyć zamówienia na budowę. Przez następne trzy lata Fulton podróżował po Europie, oferując swoje okręty podwodne wielu rządom. W roku 1800 Fulton powrócił do Francji, gdzie nowy Pierwszy Konsul Napoleon Bonaparte udzielił mu grantu na budowę okrętu. Nowy okręt podwodny Fultona, nazwany „Nautilus”, został ukończony w maju 1801 roku.

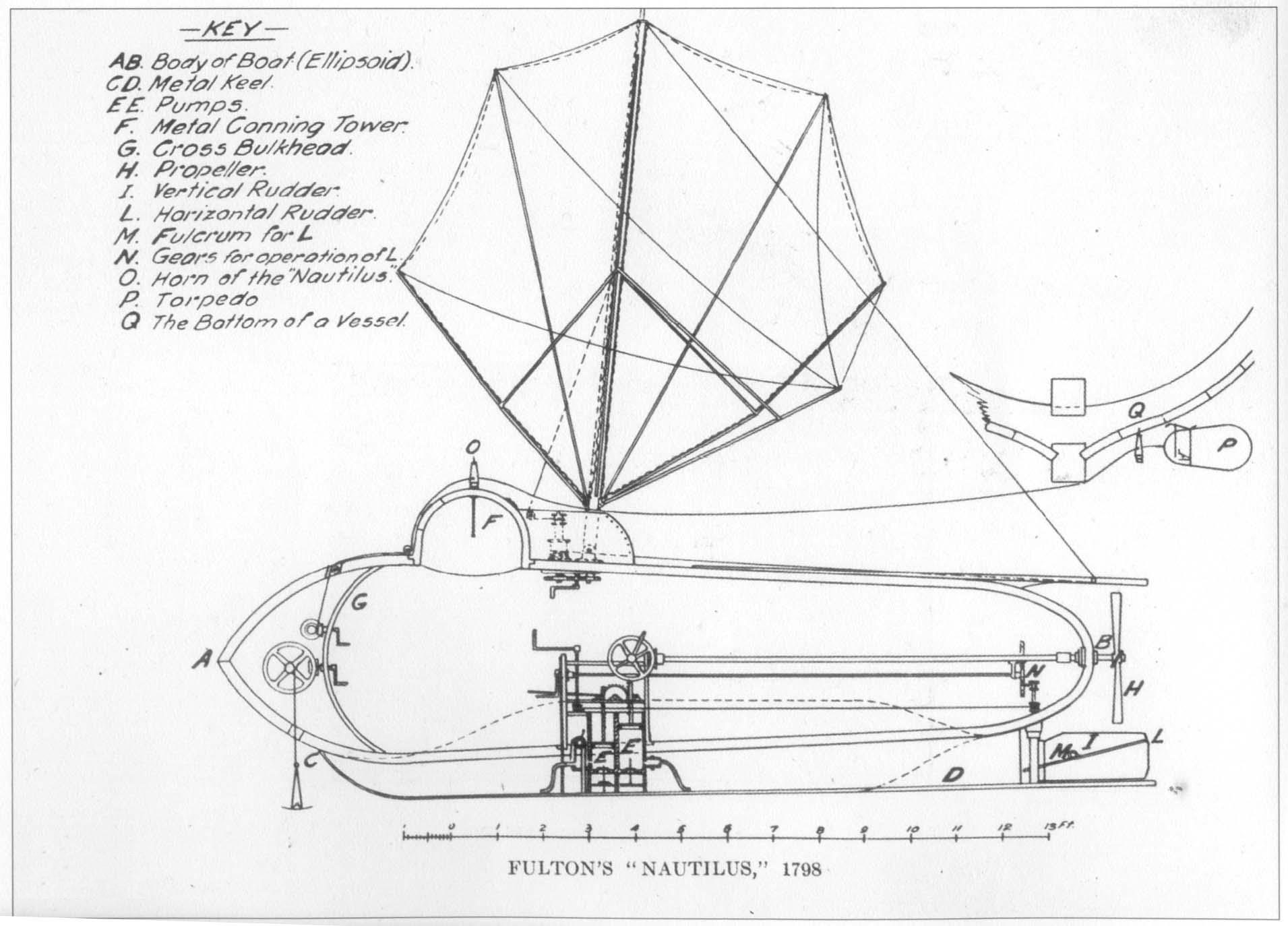
Projekt „Nautilusa” Roberta Fultona z 1798 roku

Okręt napędzany był na powierzchni za pomocą żagla rozpinanego na składanym maszcie, pod wodą zaś siłą ludzkich mięśni. Kadłub zbudowany był z miedzi wzmocnionej żelazną ramą, zanurzał się natomiast dzięki zalaniu zbiornika balastowego oraz poziomym sterom głębokości, które zapewniały też stabilność okrętu w zanurzeniu. Zgromadzone w nim powietrze wystarczało na 3 godziny w zanurzeniu dla czteroosobowej załogi oraz dwóch świec. W późniejszym czasie dodano zbiornik ze skompresowanym powietrzem. Okręt został skonstruowany do przeprowadzania ataku w podobny sposób, jak „Turtle”. Przeprowadzony w pobliżu Brestu test na starym szkunerze zakończył się sukcesem – cel został wysadzony w powietrze. Fulton podjął następnie próbę ataku na brytyjskie okręty prowadzące blokadę wybrzeża, jednakże nieprzyjacielskie jednostki uniemożliwiły „Nautilusowi” zbliżenie się na niezbędną odległość. Spowodowało to utratę zainteresowania Napoleona tą bronią, wobec czego zawiedziony Fulton udał się ponownie do Anglii, gdzie zaoferował swój okręt Brytyjczykom. W 1805 roku „Nautilus” zademonstrował swoje możliwości, topiąc w ramach testu bryg „Dorothy”, jednakże brytyjska flota nie przejawiała większego zainteresowania wynalazkiem. Fulton ostatecznie powrócił do Stanów Zjednoczonych, gdzie udało mu się namówić Kongres do zapewnienia mu środków na budowę kolejnego okrętu. Podjęta tym razem próba była bardziej ambitna – Fulton zbudował okręt z załogą liczącą aż 100 osób napędzany silnikiem parowym samodzielnie zaprojektowanym przez Fultona. Konstruktor zmarł jednak w trakcie testów jednostki, a okręt nazwany „Mute” cumował zapomniany przy nabrzeżu, gdzie ostatecznie zatonął.

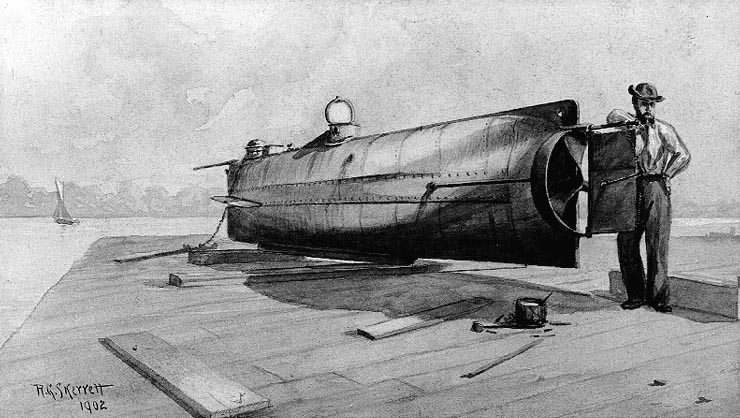
Rycina przedstawiająca CSS „Hunley” w Charleston 6 grudnia 1863 roku

W trakcie wojny brytyjsko-amerykańskiej w 1812 roku, twórca „Turtle”, David Bushnell, zbudował kolejną „łódź podwodną”, która na kotwicowisku New London w stanie Connecticut zaatakowała HMS „Ramillies”. Tym razem operator pojazdu podwodnego zdołał wywiercić dziurę w kadłubie okrętu, jednak śruba przytwierdzająca ładunek wybuchowy do brytyjskiej jednostki odłamała się. Atak ponownie więc nie powiódł się, jednakże i tym razem okręt podwodny zdołał odpłynąć. Jednym z najbardziej znaczących konstruktorów okrętów podwodnych drugiej połowy dziewiętnastego wieku był Niemiec Wilhelm Bauer, który między rokiem 1850 a 1875 zaprojektował kilka jednostek podwodnych, których projekty usiłował sprzedać rządom wielu krajów. Prototyp okrętu „Brandtaucher” Bauer zbudował w 1850 roku w należącej do Augusta Howaldta stoczni w Kilonii. Okręt wziął udział w I wojnie o Szlezwik, gdzie w znacznym stopniu przyczynił się do odsunięcia od brzegu duńskiej floty prowadzącej blokadę Kilonii. Jednostka zatonęła bez ofiar w ludziach 1 lutego 1851 roku. Bauer do końca życia bezskutecznie promował swoje projekty, w tym ulepszoną i powiększoną wersję okrętu.
Rosyjsko-osmańska wojna krymska była stymulatorem rozwoju rodzimych projektów podwodnych w Rosji. Wielu oficerów marynarki tego kraju forsowało idee „łodzi podwodnych” w celu obrony Sewastopola, brak jest jednak dowodów na to, że zbudowano w tym celu jakąkolwiek jednostkę. Proponowano również serię projektów „łodzi podwodnych” mających służyć obronie portów bałtyckich. Po udanej próbie prototypu jednostki korzystającej z napędu parowego, rosyjski rząd stracił zainteresowanie projektem. W 1866 roku stocznia w Sankt Petersburgu zbudowała jednak 355-tonowy okręt napędzany dwoma silnikami na skompresowane powietrze o mocy 70 KM. Skompresowane powietrze używane było także do opróżniania zbiornika balastowego, zastosowano także śluzę powietrzną, przez którą nurek mógł opuszczać okręt celem przyczepienia do celu miny. Do 1871 roku przeprowadzano intensywne testy pojazdu, wówczas jednak okręt przekroczył swoją maksymalną głębokość zanurzenia i jego kadłub uległ implozji.

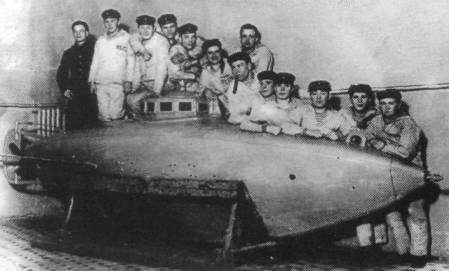
Egzemplarz z serii 50 zbudowanych jednostek projektu Drzewieckiego

Pierwszym na świecie okrętem podwodnym, który przeprowadził skuteczną akcję bojową, był konfederacki okręt „Hunley”. W trakcie amerykańskiej wojny secesyjnej, 17 lutego 1864 roku, zatopił on należący do Unii USS „Housatonic”. Jednostka Konfederacji zdetonowała przy kadłubie „Housatonica” podczepioną na drzewcu minę (zwaną ówcześnie torpedą), która spowodowała eksplozję magazynu amunicji okrętu Unii, która zniszczyła go, natomiast „Hunley” zatonął wkrótce potem z do dziś nieznanych przyczyn. Na pokładzie „Housatonic” zginęło dwóch ludzi, natomiast wraz z „Hunleyem” śmierć poniosło ośmiu marynarzy Konfederacji. Również stany północne zainteresowane były budową okrętów tej klasy; w 1864 roku rząd rozpoczął finansowanie budowy małego, całkowicie metalowego okrętu i napędzanego siłą mięśni okrętu „Intelligent Whale”. Mimo przeznaczenia na ten cel sporej wówczas sumy 50 000 dolarów, konstrukcja okazała się całkowicie nieudana i w 1872 roku projekt zarzucono.
Wybuch wojny rosyjsko-tureckiej w 1877 roku spowodował wsparcie przez wielkiego księcia Konstantego projektów polskiego inżyniera Stefana Drzewieckiego, który wybudował i przetestował dwie udane konstrukcje małych „łodzi podwodnych” napędzanych siłą mięśni ludzkich, co doprowadziło do budowy w Sankt Petersburgu serii 50 jednostek dla rosyjskiego ministerstwa wojny. Armia rosyjska skierowała je do obrony Kronsztadu oraz Sewastopola, zaś w roku 1885 przejęła je marynarka wojenna Rosji. Ta ostatnia jednak wkrótce uznała je za nieefektywne, sam zaś Drzewiecki w 1887 roku wyemigrował do Francji, gdzie stworzył kilka projektów okrętów półzanurzalnych. Jednostki te nie spotkały się jednak z zainteresowaniem francuskiej floty.

## Wczesne jednostki z napędem silnikowym

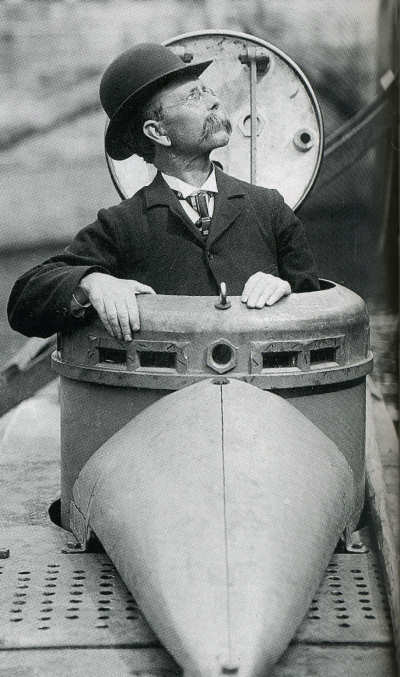
John Holland

W drugiej połowie XIX wieku prace nad konstrukcjami okrętów podwodnych prowadziło wielu innowatorów w różnych krajach, zwłaszcza Thorsten Nordenfelt w Szwecji, Wilhelm Bauer w Niemczech, Maxime Laubeuf we Francji oraz John Holland i Simon Lake w Stanach Zjednoczonych. Pionierami w konstrukcji nowoczesnych okrętów podwodnych z napędem silnikowym byli Amerykanie. W pierwszej kolejności należy zaliczyć do nich Johna Hollanda – amerykańskiego konstruktora i wynalazcę pochodzenia irlandzkiego, który w 1878 roku zwodował swój pierwszy okręt podwodny o długości 14 stóp (4,26 m) korzystając ze wsparcia finansowego antybrytyjskiego Bractwa Feniańskiego. Organizacja zamierzała wykorzystać konstrukcję Hollanda do ataku na flotę imperium brytyjskiego. Według przyświecającej im idei, niepozornie wyglądający statek handlowy miał przenosić flotyllę małych „łodzi podwodnych”, które spuszczone na wodę, miały niespodziewanie zaatakować brytyjskie okręty. Jego drugi okręt, „Finian Ram”, o długości 31 stóp (9,44 m) miał być jego pierwszym okrętem bojowym. Wyposażony był w benzynowy silnik o mocy 15 KM, zaś zanurzał się, utrzymywał głębokość oraz wynurzał nie dzięki balastowi, lecz z użyciem sterów głębokości, z zachowaniem niewielkiej rezerwy wyporu hydrostatycznego. Uzbrojony był w pneumatyczną armatę, która mogła wystrzelić podwodną torpedę o długości 6 stóp (1,8 m). Jeszcze w trakcie testów „Finian Ram”, Holland wraz z Edmundem Zalińskim – wynalazcą polskiego pochodzenia – utworzył przedsiębiorstwo Nautilus Submarine Boat Company, które rozpoczęło budowę kolejnej jednostki „Holland III”, a następnie „Holland IV”. W wyniku nieudanego wodowania 4 września 1885 roku okręt zatonął, został jednak wydobyty, naprawiony i przetestowany. Wspólnikom nie udało się jednak znaleźć nabywcy jednostki i przedsiębiorstwo przestało istnieć jesienią 1886 roku.
W 1888 roku John Holland wygrał ogłoszony przez rząd Stanów Zjednoczonych konkurs na opracowanie projektu okrętu podwodnego i w 1895 roku należące do niego przedsiębiorstwo Torpedo Boat Company otrzymało kontrakt na budowę. Pojazd podwodny, który otrzymał nazwę „Plunger”, napędzany był za pomocą pary na powierzchni oraz przez energię elektryczną w zanurzeniu, w układzie trzyśrubowym. Holland nie zgadzał się jednak z dostarczoną przez amerykańską marynarkę wojenną specyfikacją techniczną okrętu, twierdząc, że okręt o takiej charakterystyce nie może odnieść sukcesu. Po wielu zmianach projektu przewidywania Hollanda sprawdziły się, zaś projekt został zarzucony. Holland zwrócił jednak pieniądze, które otrzymał od marynarki, i na własny koszt rozpoczął opracowywanie nowego projektu.

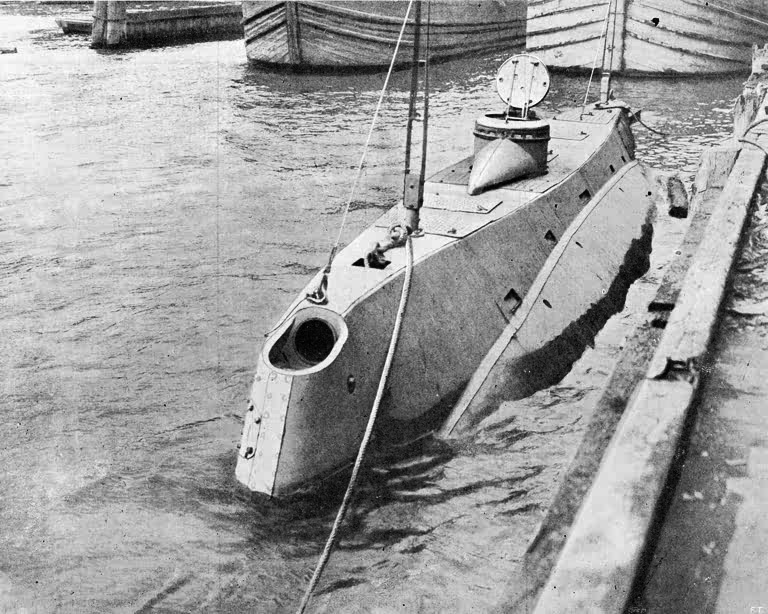
„Holland VI” przed nabyciem przez marynarkę amerykańską

17 maja 1897 roku John Holland zwodował pojazd podwodny napędzany silnikiem benzynowym na powierzchni oraz czerpaną z akumulatorów energią elektryczną w zanurzeniu. Okręt, oznaczany pierwotnie jako „Holand VI”, był pierwszym na świecie okrętem podwodnym o „klasycznym” napędzie wykorzystującym silnik spalinowy na powierzchni morza oraz elektryczny w głębinie. Jednostka o wyporności 64 ton na powierzchni oraz wyporności podwodnej wynoszącej 76 ton, uzbrojona była w jedną wyrzutnię torpedową kalibru 457 mm na dziobie okrętu i trzy torpedy, a także dwa działa dynamitowe – jedno zwrócone do przodu, drugie do tyłu. Działa naprowadzano na cel przez obrót całego okrętu. „Holland VI” został zakupiony przez United States Navy 11 kwietnia 1900 roku, a 12 października 1900 roku oficjalnie wszedł do służby w US Navy jako USS „Holland”. „Holland” miał niewielki zasięg, a pod wodą rozwijał prędkość 5-8 węzłów. Z powodu niedojrzałości technologicznej nowej konstrukcji, ta obsługiwana przez 7-osobową załogę jednostka pełniła jedynie rolę szkoleniową i już w 1905 roku została wycofana z eksploatacji, a przed wybuchem I wojny światowej została pocięta na złom. Niewątpliwie jednak stanowiła wyznacznik trwałego – jak się miało później okazać – trendu. Następny projekt – „Holland VII” odniósł spektakularny sukces – w liczbie 24 egzemplarzy służył we flotach Stanów Zjednoczonych, Wielkiej Brytanii, Rosji, Japonii oraz Holandii, stając się punktem wyjścia do dalszego rozwoju konstrukcji podwodnych tych krajów.

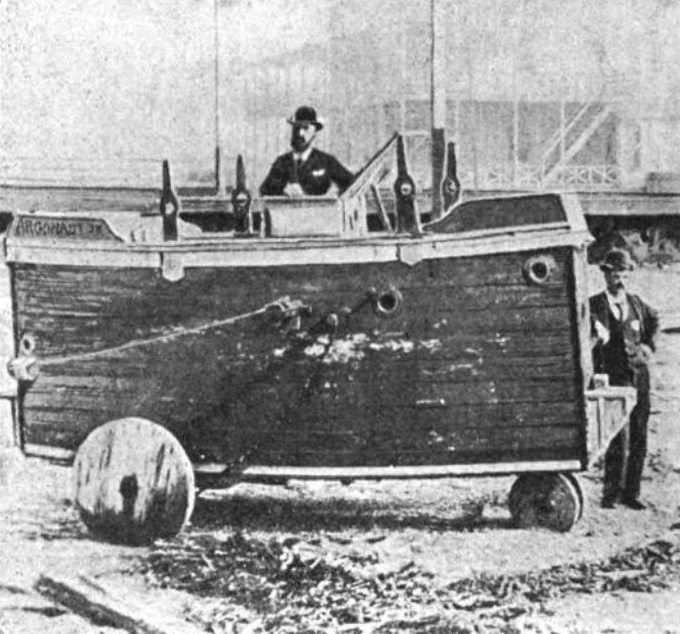
„Argonaut Junior” Simona Lake’a około 1897 roku

John Holland miał bardzo poważnego rywala w walce o względy amerykańskiej marynarki wojennej – Simona Lake’a. Pierwszy eksperymentalny okręt tego genialnego wynalazcy – przedstawianego oryginalnie jako „pionier odkrywców okrętów podwodnych”, dzisiaj zaś jako „ojciec nowoczesnych okrętów podwodnych” – „Argonaut Junior” (czasem opisywany jako „Argonaut I”), był bardzo udaną jednostką zbudowaną prywatnie w 1894 roku. Okręt był napędzany silnikiem benzynowym i energią elektryczną, zaopatrzono go także w koła umożliwiające mu jazdę po dnie morskim. Możliwe było też opuszczanie okrętu pod wodą przez nurków w celu przecinania podmorskich kabli czy też niszczenia min. Sukces tej konstrukcji spowodował, że Lake założył przedsiębiorstwo Lake Submarine Company, które zbudowało kolejny okręt „Argonaut”, operujący jako pierwszy w historii na otwartym morzu. Największym jednak wkładem Lake’a było opracowanie praktycznie działających sterów głębokości, które zostały wprzęgnięte w proces zanurzania okrętu, utrzymywania głębokości oraz wynurzania. Stanowiło to istotną innowację wobec innych konstrukcji – w tym przede wszystkim konstrukcji Hollanda – opierających operowanie podwodne przede wszystkim na systemie balastów. W konstrukcjach Lake’a, podobnie jak we współczesnych okrętach podwodnych, stery głębokości odgrywały równie istotną rolę co zbiornik balastowy. Jego konstrukcje wykorzystywały system dostosowania wypełnienia balastu za pomocą wielu zbiorników i pomp do kontroli wyporności oraz zestaw sterów głębokości do kontroli zanurzenia. System Lake’a czynił okręty potencjalnie mniej bezpiecznymi i mniej doskonałymi hydrodynamicznie, jednak jednostki te zmieniały zanurzenie znacznie szybciej. Dwa pierwsze okręty Simona Lake’a: „Argonaut I” oraz „Argonaut II” nie zyskały uznania w oczach US Navy, zostały jednakże wyeksportowane do Rosji i Austro-Węgier, z racji zaś słabej ochrony patentowej zastosowane w nich rozwiązania zostały w całości przejęte przez największą i najważniejszą niemiecką stocznię okrętową Friedrich Krupp Germaniawerft w Kilonii i jej głównego konstruktora okrętów podwodnych Raimondo Lorenzo D'Equevilley-Montjustina do produkcji jej pierwszych jednostek podwodnych sprzedawanych Rosji, Austro-Węgrom, Norwegii oraz niemieckiej marynarce wojennej.
Niezwykle istotne znaczenie dla rozwoju okrętów podwodnych miały prace konstrukcyjne francuskiego inżyniera Maxima Laubeufa. Po wejściu do służby we francuskiej marynarce wojennej w 1867 roku skonstruowanego przez Charlesa Bruna i Siméona Bourgoisa pierwszego okrętu z napędem mechanicznym (zamiast użycia siły mięśni) („Plongeur”), okazało się, że system napędu oparty na sprężonym powietrzu jest wysoce nieefektywny, toteż „Plongeur” szybko został wyłączony ze służby, a marynarka francuska zaczęła przechodzić na bardziej obiecujący napęd elektryczny. W 1898 roku Marine Nationale ogłosiła międzynarodowy konkurs na projekt okrętu podwodnego, którego zwycięzcą została konstrukcja Maxima Laubeufa o nazwie „Narval”. Mimo że wiele rozwiązań konstrukcyjnych tego okrętu nie przeżyło samej jednostki, Laubeuf po raz pierwszy zastosował w nim fundamentalne dla rozwoju tej klasy okrętów rozwiązanie – podwójny kadłub złożony z wewnętrznego kadłuba sztywnego (ciśnieniowego) oraz zewnętrznego kadłuba lekkiego. Zadaniem pierwszego z nich było wytrzymanie ciśnienia wody, podczas gdy zadaniem zewnętrznego kadłuba lekkiego było polepszenie możliwości w zakresie pływania na powierzchni wody. Pomiędzy kadłubami znajdowały się zbiorniki balastowe i trymujące. Taka konfiguracja kadłuba dominowała w budownictwie okrętów podwodnych aż do zakończenia II wojny światowej. Podobnie jak wszystkie okręty podwodne świata w ciągu następnych niemal 50 lat, „Narval” był jednak w rzeczywistości okrętem nawodnym zaopatrzonym w możliwość zanurzenia na bardzo krótki czas w celu wykonania ataku torpedowego lub ucieczki. Jak wiele francuskich okrętów w okresie następnych 25 lat, „Narval” był wyposażony w silnik parowy – marynarka francuska niechętnie bowiem podchodziła do wykorzystania silników spalinowych z uwagi na ryzyko eksplozji paliwa. Nadto marynarka francuska nie dysponowała w tym okresie wystarczająco mocnym silnikiem Diesla.

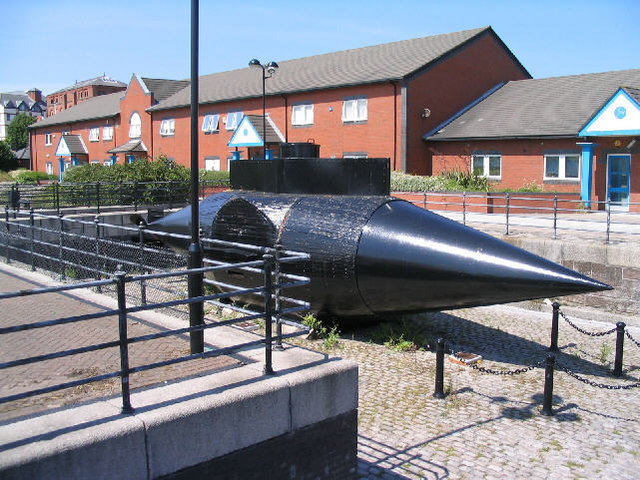
Replika „Resurgama” w Birkenhead

Brytyjska marynarka wojenna późno włączyła w swoje działania operacje podwodne. Royal Navy, której trzonem były wielkie okręty liniowe, postrzegała małe, zdolne do zanurzenia jednostki torpedowe bardziej jako zagrożenie, niż szansę. Większość jej prototypów opierała się na doświadczeniach Hollanda, niemniej jednak Wielka Brytania miała kilka rodzimych konstrukcji. W 1878 roku George Garrett zbudował mały, napędzany ręczną korbą okręt „Resurgam”, a następnie napędzany w zanurzeniu przez przegrzaną parę „Resurgam II”. Garrett nie potrafił zapewnić okrętowi wystarczającej stabilności pionowej, jednak konstrukcja zwróciła uwagę szwedzkiego przemysłowca Thorstena Nordenfelta, który w stoczni AB Palmcrants and Company w Sztokholmie zakontraktował budowę powiększonej wersji „Resurgama”. Jednostka, nazwana „Nordenfelt I”, w roku 1886 została nabyta przez grecką marynarkę wojenną w czasie znaczącego wzrostu napięcia na tle statusu Macedonii. W odpowiedzi rząd Turcji zamówił dwie większe jednostki podobnego typu, które zostały dostarczone w roku 1887, a jedna z nich – wybudowany w brytyjskim Barrow-in-Furness – „Abdül Hamid” – był pierwszym okrętem zdolnym do odpalania torped o własnym napędzie. Ostatnia z jednostek opartych na konstrukcjach Garretta – „Nordenfelt IV”, została w 1887 roku wybudowana dla Rosji. W czasie podróży do Rosji uderzyła jednak o dno w pobliżu Danii i zatonęła.

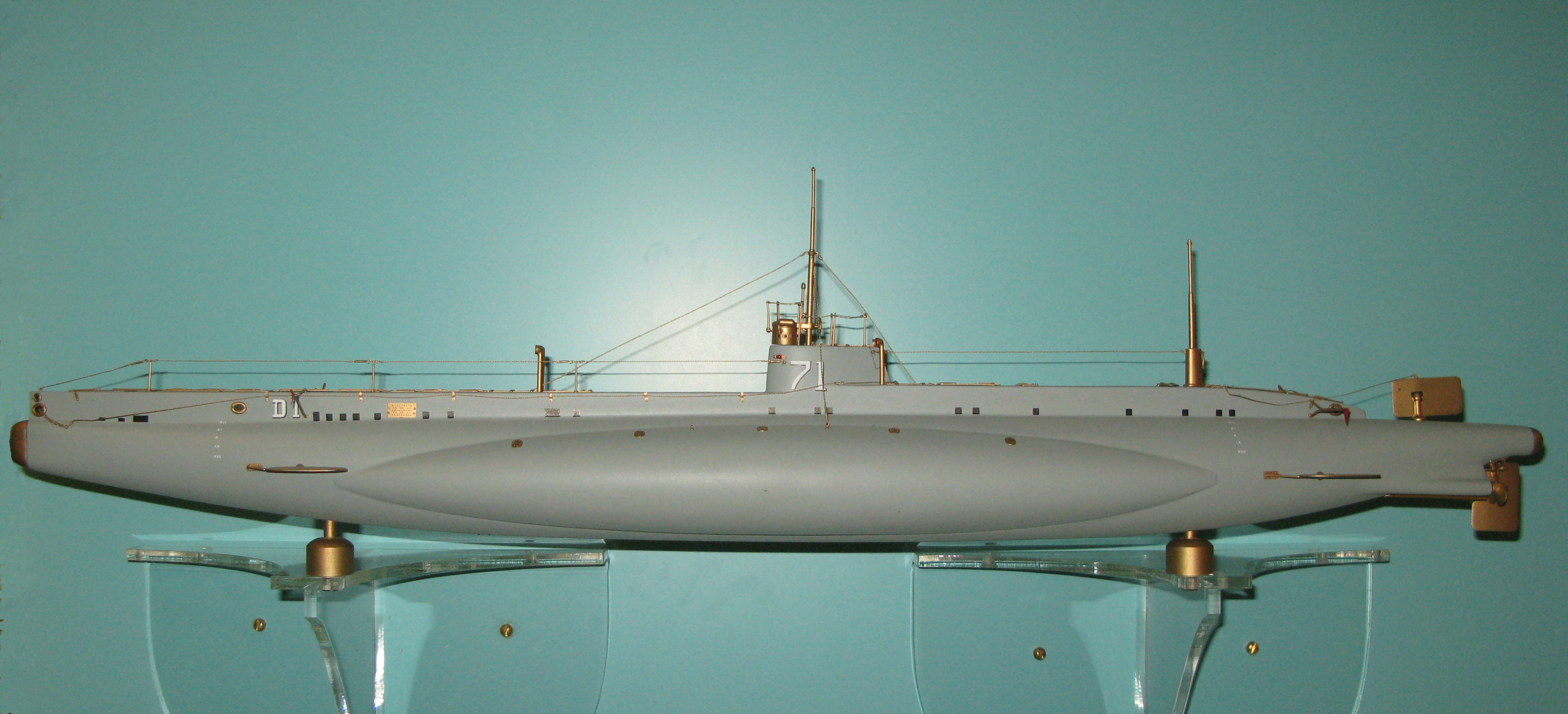
Model HMS „D1” – okrętu prototypowego typu D. Na pierwszym planie – w śródokręciu – widoczny duży lewy zewnętrzny zbiornik balastowy

Wprowadzenie do użytku w 1908 roku brytyjskich jednostek typu D, stanowiło decydujące zerwanie z koncepcją Hollanda. W okrętach tych po raz pierwszy wprowadzono do użytku zewnętrzne zbiorniki balastowe (saddle tanks), znajdujące się na zewnątrz kadłuba. Zbiorniki balastowe tego rodzaju stanowiły od tej pory standard w konstrukcjach okrętów podwodnych aż do zakończenia II wojny światowej. Jednostki typu D stanowiły jednocześnie cezurę wyznaczającą przejście Wielkiej Brytanii do budowy oceanicznych okrętów podwodnych zdolnych do żeglugi na dalekich dystansach.
Mimo prac Wilhelma Bauera, aż do późnych lat dziewiętnastego stulecia, Niemcy nie przejawiały większego zainteresowania okrętami tej klasy. Pierwszym bardziej rozwiniętym projektem była konstrukcja pracującego dla zakładów Kruppa hiszpańskiego inżyniera Raimonda Lorenza D'Equevilley-Montjustina, który opracował jednostkę o nazwie „Forelle”. Okazała się ona umiarkowanym sukcesem z technicznego punktu widzenia, nie spotkała się również z większym zainteresowaniem rządu Niemiec. Krupp bez zgody Lake’a wykorzystał uzyskane od niego informacje do opracowania udanych konstrukcji własnych okrętów z zamiarem ich sprzedaży Rosji, Norwegii, Austro-Węgrom, a ostatecznie także cesarskiej flocie niemieckiej. Aktywność Kruppa i pracującego dla niego D'Equevilleya doprowadziły ostatecznie do utworzenia w 1904 roku przez departament torpedowy floty niemieckiej Unterseebootkonstruktionbüro kierowanego przez Gustava Berlinga. Nowe biuro konstrukcyjne opracowało własne podobne konstrukcje, które skierowano do produkcji w 1907 roku.

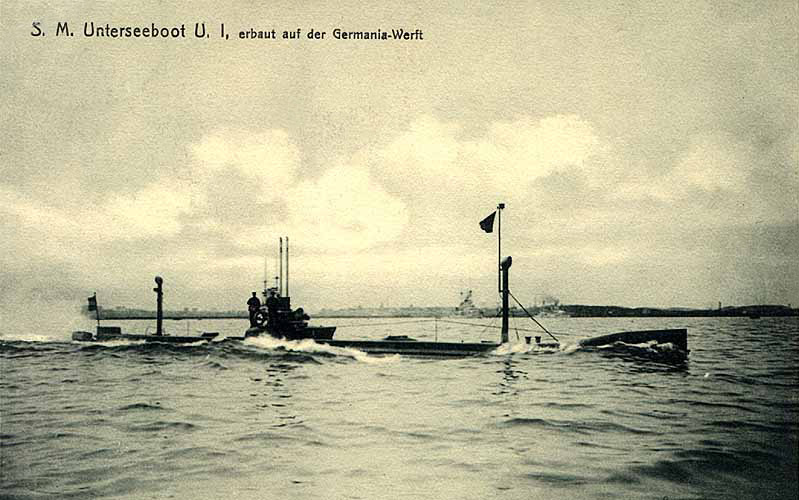
SM U-1 – pierwszy okręt podwodny wcielony do floty Niemiec

Zerwanie przez Kruppa współpracy z obcokrajowcem D'Equevilleyem i zatrudnienie 1 lipca 1907 roku w jego miejsce Hansa Techela, otworzyło Friedrichowi Kruppowi drogę do współpracy z marynarką wojenną Niemiec oraz umożliwiło, poprzedzający wybuch I wojny światowej, szybki rozwój technologiczny. Rezultatem był rozwój techniczny oraz wzrost w zakresie wielkości i zdolności bojowych nowych konstrukcji, choć zaznaczyć należy bardzo powolne przekonywanie się decydentów niemieckiej marynarki do zastąpienia silników benzynowych dieslowskimi jednostkami napędowymi. Pierwszy niemiecki U-Boot otrzymał oznaczenie U-1, a wybudowany został w stoczni Friedrich Krupp Germaniawerft. Okręt wyposażony był w dwa silniki dwusuwowe o łącznej mocy 400 KM oraz dwa silniki elektryczne o identycznej mocy, które pełniły zarazem rolę prądnic ładujących akumulatory. Na powierzchni U-1 dysponował zasięgiem ok. 1500 mil morskich przy prędkości 10 węzłów, natomiast w zanurzeniu zasięg wynosił około 50 mil morskich przy prędkości 5 węzłów. Miał możliwość pływania w zanurzeniu około 10 godzin. Uzbrojenie jednostki stanowiła pojedyncza wyrzutnia torpedowa kalibru 450 mm. Załogę okrętu miało pierwotnie stanowić dwóch oficerów i 10 marynarzy, w wyniku doświadczeń służby w warunkach wojny liczebność załogi zwiększono jednak do 3 oficerów i 19 marynarzy.
Zarówno Włochy, jak i Szwecja rozpoczęły prace nad swoimi rodzimymi projektami w zasadzie równocześnie z Niemcami. Rozwój włoskich jednostek tej klasy zdominowany był przez koncepcje Cesarego Laurentiego, którego projekty odpowiadały propozycjom zanurzalnych jednostek torpedowych Laubeufa. Szwedzka marynarka wojenna wysłała swojego konstruktora Carla Richardsona z misją poznania zagranicznych konstrukcji, toteż wkrótce jego własne projekty zaczęły w dużym stopniu odzwierciedlać podstawowe założenia projektowe Johna Hollanda.
Dalszy rozwój techniczny konstrukcji okrętów podwodnych spowodował, że w przededniu wybuchu I wojny światowej liczące się floty dysponowały bronią, która w sprzyjających warunkach mogłaby pokusić się o doprowadzenie przeciwnika, jeśli nie do przegrania wojny, to do co najmniej do załamania gospodarczego.

## I wojna światowa
W momencie wybuchu I wojny światowej brytyjska Royal Navy i francuska Marine Nationale były największymi na świecie użytkownikami okrętów podwodnych; każda z tych flot miała dwukrotnie więcej okrętów podwodnych niż flota cesarskich Niemiec. Ówczesna flota rosyjska miała stosunkowo długą tradycję operacji podwodnych, jej siły były jednak podzielone między Bałtyk i Morze Czarne. Żadna z flot nie posiadała klarownej doktryny użycia swoich sił podwodnych, ani rzeczywistej świadomości, w jakim kierunku mogą rozwinąć się przyszłe wojenne operacje podwodne.

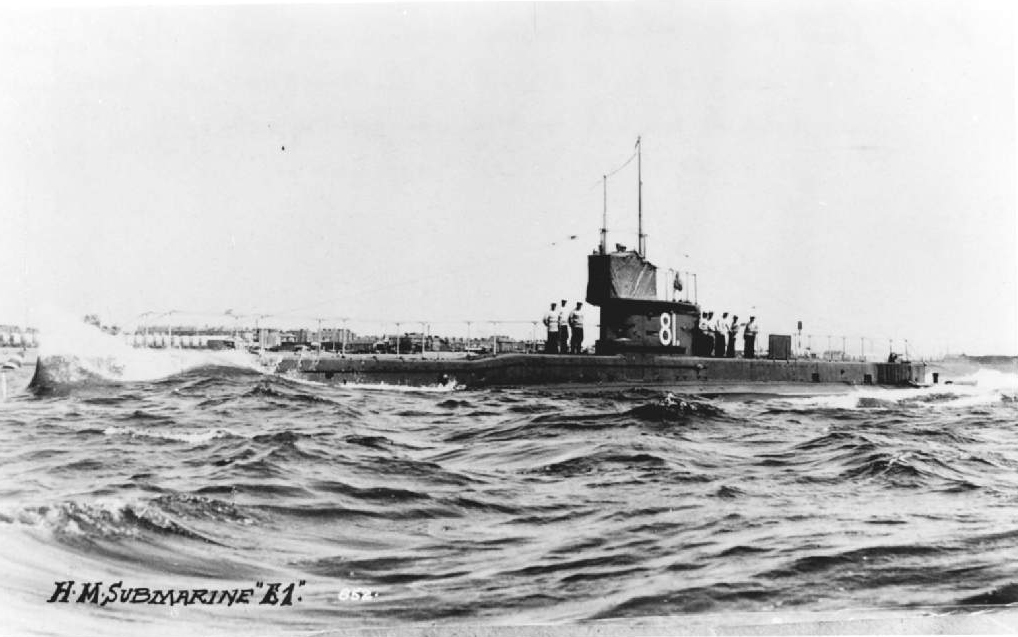
Brytyjski HMS E1

Główne brytyjskie siły podwodne z najnowocześniejszymi okrętami dalekiego zasięgu skupione były w 8. Flotylli Okrętów Podwodnych bazującej w Harwich. Podstawowym zadaniem tych okrętów były ofensywne patrole wzdłuż wybrzeży Niemiec. Starsze okręty o krótszym zasięgu rozmieszczone były w Grimsby, Dover i w Portsmouth, zaś ich zadaniem były patrole o charakterze defensywnym wzdłuż wschodniego i południowego wybrzeża. Francuskie okręty podwodne operowały początkowo w kanale La Manche, w celu tworzenia bariery ochraniającej transporty wojsk z Afryki Północnej do metropolii francuskiej. Flota brytyjska podjęła kilka prób współdziałania okrętów podwodnych z jednostkami nawodnymi w celu zastawienia pułapki i zniszczenia niemieckiej Hochseeflotte, operacje te nie były zbyt udane, jednak Morze Północne z niemieckimi liniami transportowymi stało się w trakcie wojny regularnym miejscem patroli brytyjskich okrętów podwodnych. Jednostki te odniosły pewne sukcesy, zmuszając Niemców do ostrożności w swoich operacjach, jednakże ogólnie nie były zbyt efektywne. Rosja miała na Bałtyku 8 jednostek, z których jednak jedynie jedna zdolna była do prowadzenia działań o większym zasięgu, stąd też Wielka Brytania wysłała na Bałtyk swoje okręty: E1 i E9 celem atakowania linii komunikacyjnych między Szwecją a Niemcami. W roku 1915 liczba okrętów brytyjskich na Bałtyku zwiększyła się o cztery kolejne jednostki. 19 sierpnia 1915 roku E1 uszkodził krążownik liniowy „Von der Tann”, a 23 października E8 zniszczył krążownik pancerny „Prinz Adalbert”. Dodatkowo, brytyjskie i rosyjskie okręty podwodne zatopiły bądź zajęły 17 frachtowców, zaś 4 inne zmusiły do wejścia na mieliznę. To wszystko skłoniło marynarki wojenne Szwecji i Niemiec do podjęcia wysiłku konwojowania statków, co spowodowało radykalne zmniejszenie strat.
Angielsko-francuski atak na Dardanele w kwietniu 1915 roku spowodował wysłanie okrętów na Morze Marmara w celu atakowania tureckiego transportu morskiego i okrętów wspierających. Próbę przejścia podjęło 13 okrętów, udało się to jedynie czterem jednostkom, a po cztery okręty z każdej floty zostały zatopione. Okręty podwodne zatopiły jednak turecki pancernik „Hayreddin Barbarossa”, okręt obrony wybrzeża „Messudiyeh”, 6 mniejszych okrętów, 55 statków handlowych i 148 żaglowców, choć niektóre z tych następnie zostały uratowane. Aż do wybuchu rewolucji w Rosji działania przeciw flocie tureckiej prowadziła także rosyjska marynarka wojenna, której działalność na Morzu Czarnym spowodowała poważne zakłócenia dostaw węgla dla floty w Stambule, co znacznie obniżyło jej sprawność bojową.
W 1914 roku Francja wysłała okręty podwodne na Adriatyk, tracąc przy tym usiłujący 8 grudnia przeniknąć do austriackiej bazy w Pola okręt „Curie” typu Brumaire. Po przystąpieniu do wojny Włoch do 6 jednostek francuskich dołączyło około 20 okrętów włoskich. Obie strony konfliktu prowadziły na Adriatyku operacje polegające na ataku z zaskoczenia i ucieczce, w których operacje okrętów podwodnych odegrały niepoślednią rolę, choć nie odniosły wielkich sukcesów – łącznie zatopiły 6 małych okrętów wojennych i mniej niż 50 statków, tracąc przy tym 12 własnych jednostek.
Alianckie jednostki podwodne wzięły udział także w działaniach przeciwpodwodnych. Między majem a październikiem 1915 roku Wielka Brytania rozpoczęła działania przy pomocy okrętów podwodnych holowanych przez uzbrojone trawlery. Po wykryciu niemieckiego U-Boota, holowany okręt podwodny miał przeprowadzać atak na jednostkę niemiecką. Brytyjczycy szybko jednak zarzucili tę taktykę, gdyż Niemcy zorientowali się w jej założeniach. W ostatnich dwóch latach wojny walka przeciwpodwodna stała się jednak podstawowym zadaniem brytyjskich okrętów podwodnych, w marcu 1918 roku wzmocnionych przez jednostki US Navy. Wspólna kampania wokół Wysp Brytyjskich przyniosła efekt w postaci 13 zatopionych U-Bootów – na 390 prób ataku. Niska skuteczność była w pierwszym rzędzie konsekwencją niewielkiej prędkości podwodnej. Doprowadziło to do rozwoju nowego typu jednostek typu R, których prędkość podwodna niemal dwukrotnie przekraczała prędkość na powierzchni. Okręty te weszły jednak do służby zbyt późno, aby wywrzeć wpływ na przebieg wojny.

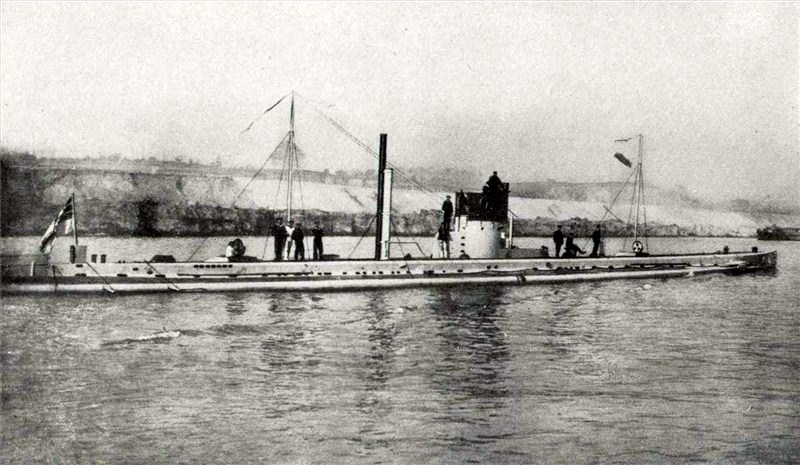
Niemiecki U-9

W momencie wybuchu wojny w 1914 roku zarówno Niemcy, jak i Austro-Węgry miały małe, ale relatywnie nowoczesne floty podwodne (31 operacyjnie czynnych U-Bootów we flocie niemieckiej i 5 jednostek Austro-Węgier). Podobnie jak alianci, państwa te nie miały jasnej doktryny wykorzystania tej klasy okrętów. Niemcy przyjęły jednak strategię kleinkriegu, starając się postawić jednostki Grand Fleet w niekorzystnej sytuacji i zmniejszyć brytyjską flotę za pomocą min i okrętów podwodnych. W 1914 roku niemieckie U-Booty zademonstrowały większą zdolność bojową niż wskazywały na to przedwojenne ćwiczenia, odnosząc znaczące sukcesy. 5 września 1914 roku niemiecki U-21 zatopił lekki krążownik HMS „Pathfinder”, co stanowiło pierwsze w historii zatopienie wrogiego okrętu za pomocą torpedy wystrzelonej spod wody. Najbardziej spektakularnym sukcesem tego okresu było zatopienie 22 września trzech brytyjskich krążowników pancernych HMS „Aboukir”, „Hogue” i „Cressy”. Dowodzony przez Ottona Weddigena U-9 zatopił je w ciągu mniej niż godziny. Royal Navy szybko doszła do przekonania, że niemieckie okręty podwodne są największym zagrożeniem dla jej prymatu. Niezależnie od tego sukcesu, już w 1915 roku stało się jasnym, że strategia kleinkriegu nie jest skuteczna. Przyjęta przez Royal Navy strategia dalekiej blokady efektywnie zamykała Niemcom dostęp do większości zagranicznych linii komunikacyjnych, podczas gdy Grand Fleet – trzymając się daleko od pułapek zastawianych przez niemieckie okręty – skutecznie odcinała Hochseeflotte, poważnie jej szkodząc.
Niemieckie okręty podwodne nie przeprowadziły żadnej skoordynowanej kampanii przeciw statkom handlowym aliantów: transport do Francji Brytyjskiego Korpusu Ekspedycyjnego, a następnie zaopatrzenia dla niego, został przeprowadzony praktycznie bez przeszkód ze strony niemieckiej floty. Niemieckie okręty podwodne zademonstrowały jednak, że U-Booty mogą być efektywne w tej roli, nawet uwzględniając ograniczenia wynikające z Deklaracji Londyńskiej z 1909 roku, która nakładała na okręty wojenne obowiązek brania na pokład załóg statków i pasażerów, bądź zapewnienia im bezpieczeństwa w inny sposób przed zatopieniem. Wzrastająca liczba oficerów niemieckiej marynarki, podobnie jak polityków i biznesmenów, zaczęła postulować „kontrblokadę” Wielkiej Brytanii, z użyciem okrętów podwodnych do ataku i zatapiania wszystkich brytyjskich i neutralnych statków dowożących towary na wyspy. Rząd niemiecki zdawał sobie sprawę z reperkusji wiążących się z atakowaniem jednostek państw naturalnych, zwłaszcza Stanów Zjednoczonych, uznał jednak w końcu, że sprawa warta jest podjęcia ryzyka. 4 lutego 1915 roku wody wokół Wielkiej Brytanii i Irlandii, włączając w to cały kanał La Manche i zachodnią część Morza Północnego, ogłoszone zostały „strefą wojny”, wewnątrz której zatopiony zostanie każdy statek transportowy, brytyjski bądź neutralny, bez zastosowania środków niezbędnych do zapewnienia bezpieczeństwa załogom i pasażerom. W ten sposób, dysponując bardzo ograniczonymi zasobami, marynarka niemiecka rozpoczęła swoją pierwszą nieograniczoną wojnę podwodną przeciw żegludze handlowej.

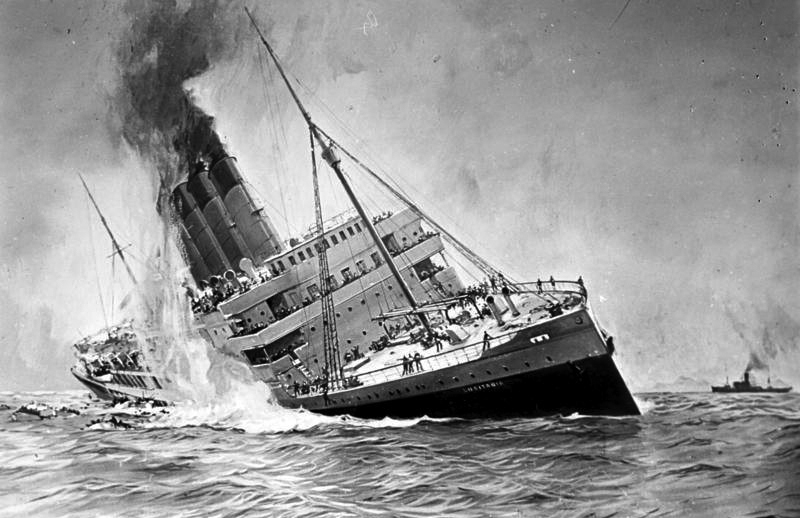
„Lusitania” tonąca po storpedowaniu przez U-20

Niemiecka flota dysponowała zasadniczo nie więcej niż 25 operacyjnymi okrętami podwodnymi, z których jedynie około 1/3 była w każdym czasie na swoich pozycjach bojowych. Kampania rozpoczęła się 28 lutego i niezależnie od małej liczby dostępnych okrętów przebiegała bardzo dobrze. Tylko w marcu Niemcy zatopili 29 statków o łącznym tonażu 89 500 BRT, 33 statki (38 600 BRT) w kwietniu, 53 (126 900 BRT) w maju, 114 (115 291 BRT) w czerwcu, 86 (98 005 BRT) w lipcu, 107 (182 772 BRT) w sierpniu i 58 statków (136 048 BRT) we wrześniu. Brytyjska flota zatopiła wprawdzie 15 U-Bootów, w tym samym czasie jednak Niemcy wprowadzili do służby 25 nowych okrętów. Niemieckie poczynania wywołały ostre reperkusje w stosunkach z państwami neutralnymi, toteż Niemcy zaproponowały krajom neutralnym odszkodowania, a następnie zakazały ataków na ich jednostki. Największym jednak ciosem dla niemieckiej nieograniczonej wojny podwodnej było zatopienie bez ostrzeżenia liniowca „Lusitania”. Dowodzony przez Waltera Schwiegera U-20, 7 maja 1915 roku zatopił pasażerski transatlantyk, w wyniku czego śmierć poniosło 1201 pasażerów i członków załogi, w tym 128 obywateli USA, co spowodowało wielki zatarg dyplomatyczny z USA, wzmocniony jeszcze przez storpedowanie bez ostrzeżenia amerykańskiego statku „Nebraskan”. W efekcie kanclerz Bethmann-Hollweg zakazał wszelkich ataków na duże statki pasażerskie bez względu na banderę, pod jaką płyną. Kiedy dowódcą niemieckiej marynarki został Henning von Holtzendorff, 18 września 1915 roku zatrzymał on większość operacji niemieckich U-Bootów przeciwko statkom. Ograniczył on także wszelkie inne operacje do zasad wynikających z Deklaracji Londyńskiej, kończąc nieograniczoną wojnę podwodną. Do września 1915 roku Brytyjczycy stracili statki o łącznym tonażu 1 294 000 BRT, jednak tonaż nowo wybudowanych do tego czasu statków wyniósł 1 233 000 BRT, a zajęte statki nieprzyjacielskie dodały do tego bilansu dodatkowe 682 000 ton. W ograniczonej kampanii podwodnej między październikiem 1915 a lutym 1916 roku, U-Booty zatopiły 209 statków o łącznym tonażu 506 026 BRT. 29 lutego zezwolono niemieckim okrętom na ataki bez ostrzeżenia na uzbrojone statki handlowe, przez co wojna morska ponownie uległa zaostrzeniu. Zatopienie bez ostrzeżenia francuskiego parowca „Sussex”, w wyniku czego śmierć poniosło 50 pasażerów i członków załogi, ponownie zaostrzyło stosunki ze Stanami Zjednoczonymi, w związku z czym 24 kwietnia Holtzendorff przywrócił swój rozkaz nakazujący niemieckim okrętom działanie zgodnie z postanowieniami Deklaracji Londyńskiej.
Decyzja o ponownym rozpoczęciu kampanii nieograniczonej zapadła 9 stycznia 1917 roku, po brytyjskiej odmowie zawarcia pokoju w Europie Zachodniej. Tym razem w kampanii wzięło udział już około 120 okrętów podwodnych, a straty brytyjskie natychmiast wzrosły dramatycznie, do 564 497 BRT w marcu i 860 334 BRT w kwietniu, przy stracie zaledwie 9 niemieckich okrętów podwodnych. Wprowadzenie przez Wielką Brytanię systemu konwojów spowodowało znaczny spadek strat, z 696 725 ton w czerwcu do 302 599 BRT w listopadzie 1917 roku. Rosły niemieckie straty – w 1918 roku, aż do zawieszenia broni 11 listopada, niemieckie okręty zatopiły łącznie 2 753 882 BRT przy stratach własnych wynoszących 120 jednostek. Sytuacja ta doprowadziła do załamania się niemieckiej kampanii nieograniczonej wojny podwodnej.

## Okres międzywojenny
W okresie między pierwszą a drugą wojną światową liczące się marynarki wojenne skupiły się na rozwoju okrętów zdolnych do wypełniania misji rozpoznawczych, ofensywnych patroli przeciwko okrętom oraz współpracy z własnymi ciężkimi zespołami floty nawodnej. Motywacją w tym względzie były doświadczenia niemieckiej imperialnej marynarki wojennej – zwłaszcza w późniejszym okresie I wojny światowej zmuszonej do działania w warunkach silnego przeciwdziałania ze strony sił przeciwpodwodnych Aliantów. Zasadniczo ówczesne floty zmierzały do budowy okrętów szybszych, silniejszych, potężniej uzbrojonych oraz o dużym zasięgu. Opracowywane w tym czasie okręty wciąż jednak były jedynie zanurzalnymi jednostkami nawodnymi o niewielkich możliwościach podwodnych, których konstrukcja była zoptymalizowana do prowadzenia działań na powierzchni. Pod wodą uzależnione były od silników elektrycznych zasilanych energią z akumulatorów, które z kolei musiały być ładowane na powierzchni dzięki pracującym silnikom Diesla. Największy też wpływ – z wyjątkiem Wielkiej Brytanii i w pewnym stopniu Związku Radzieckiego – na rozwój flot podwodnych, miały konstrukcje niemieckie. Wszystkie zwycięskie w I wojnie światowej mocarstwa – Wielka Brytania, Francja, Włochy, Japonia i USA – na mocy zawieszenia broni oraz traktatu wersalskiego otrzymały po wojnie egzemplarze najnowszych niemieckich U-Bootów. Okręty zostały dokładnie przebadane w celu ustalenia możliwości zastosowania ich rozwiązań konstrukcyjnych w okrętach zwycięskich państw. Najbardziej zainspirowani konstrukcjami niemieckimi byli konstruktorzy włoscy i francuscy, którzy studiowali późne jednostki typów Mittel-U oraz UB III, zanim zaczęli opracowywać swoje pierwsze powojenne konstrukcje. Największy wpływ miały duże „U-krążowniki” – pierwszy francuski typ oceaniczny Requin, czerpał w znaczącym stopniu ze swoich niemieckich pierwowzorów.

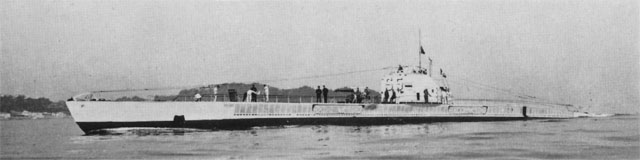
Francuski „Morse” typu Requin

Również niektóre okręty amerykańskie wiele zawdzięczały konstrukcjom niemieckim, a Japonia wprost zatrudniła niemieckich inżynierów do rozwoju konstrukcji typów Kaidai oraz Junsen. Niemcy mieli wpływ na zagraniczne konstrukcje, także w bardziej bezpośredni sposób. W lipcu 1922 roku, w celu obejścia postanowień traktatu wersalskiego zabraniającego Niemcom konstrukcji i budowy własnych okrętów podwodnych, konsorcjum koncernu Kruppa i stoczni Vulcan utworzyło w Holandii przedsiębiorstwo IvS. Przedsiębiorstwo, pracując pod kierunkiem czołowych niemieckich konstruktorów i korzystając ze wsparcia finansowego niemieckiej marynarki wojennej, miało za zadanie zachowanie niemieckiej zdolności do opracowywania okrętów podwodnych. IvS opracowywało konstrukcje, które były budowane dla Turcji, Finlandii, ZSRR, Hiszpanii oraz Szwecji, w tajemnicy opracowało także prototypy przybrzeżnego typu IIA, dalekiego zasięgu IA oraz oceanicznego typu VII dla marynarki wojennej Niemiec.
W dwudziestoleciu międzywojennym największe marynarki budowały małe serie okrętów mających za zadanie spełniać bieżące potrzeby oraz dostarczyć dane techniczne do budowy przyszłych, lepszych modeli. Do połowy lat 30. większość z tych flot dysponowała jednym bądź dwoma podstawowymi typami okrętów. W Stanach Zjednoczonych podjęto próbę standaryzacji okrętów, mającą też dostosować je do wymogów traktatu waszyngtońskiego. Dopiero w 1934 roku USA wprowadziły nową serię okrętów dość innowacyjnego typu Porpoise, którego następcy – jednostki typu Gato – byli reprezentantami pierwszego produkowanego na masową skalę amerykańskiego typu okrętów II wojny światowej.

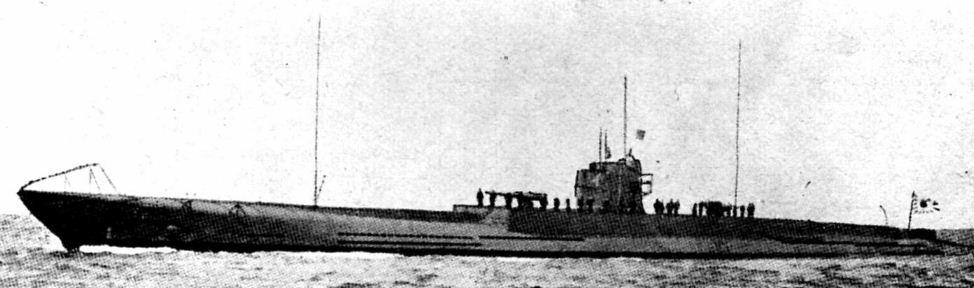
I-1 typu Junsen

Japonia intensywnie rozwijała duże konstrukcje o zasięgu oceanicznym, które miały operować jako integralna część wielkich morskich zespołów bojowych. Opracowany z udziałem konstruktorów niemieckich na podstawie niemieckich krążowników podwodnych z poprzedniej wojny typ Kaidai ewoluował w serie 24 okrętów pięciu typów, zbudowanych w latach 1921–1935. Okręty te miały wyporność od 1390 do 1635 ton standardowych i dysponowały zasięgiem od 10 do 14 tysięcy mil morskich, przy prędkości 10 węzłów, z możliwością operowania podwodnego przez 36 godzin przy prędkości 2 węzłów. „Kraj Wschodzącego Słońca”, przy pomocy niemieckich inżynierów, w latach 1924–1938 wybudował także 8 wielkich krążowników podwodnych typu Junsen, o wyporności 1970-2231 ton i zasięgu operacyjnym 24 000 mil morskich przy prędkości 10 węzłów. W 1939 roku Japonia rozpoczęła standaryzację swojej floty dużych okrętów, rozpoczynając budowę okrętów trzech typów – okrętów dowodzenia z ulepszonymi systemami komunikacji i dowodzenia, typu myśliwskiego ze wzmocnionym uzbrojeniem torpedowym oraz typu rozpoznawczego, któremu dodano hangar i katapultę dla małego wodnosamolotu rozpoznawczego. Ogólnie wyprodukowano 46 tych wielkich okrętów o wyporności około 2100 ton, które ewoluowały w konstrukcję gigantycznych w swoich czasach jednostek typu Sen-toku o wyporności 3530 ton standardowych. W przeciwieństwie do USA Japonia rozwijała także konstrukcję okrętów średniej wielkości, przeznaczonych do operowania na wodach przybrzeżnych, a także obsługiwanych przez dwuosobową załogę miniaturowych łodzi podwodnych, przeznaczonych do skrytych ataków w portach i redach, po tym gdy zostaną przetransportowane w pobliże celów ataku przez większe jednostki.
Niemcy potajemnie opracowywali swoje konstrukcje, omijając postanowienia traktatu wersalskiego, zarówno w IvS jak i w Blohm und Voss. W pierwszym rzędzie odbywało się to za pomocą kontraktów dla zagranicznych marynarek, które były wykonywane w zagranicznych stoczniach pod niemieckim nadzorem. Okręty służyły jako prototypy dla krajowej produkcji, co pozwoliło na ukończenie pierwszego niemieckiego międzywojennego okrętu podwodnego już 29 czerwca 1935 roku – zaledwie 5 miesięcy po odrzuceniu przez Hitlera traktatu wersalskiego. Większość z 1150 niemieckich jednostek podwodnych wcielonych do służby w latach 1935–1945, należała do dwóch grup: 500-tonowych okrętów typu VII (z wariantami) oraz 740-tonowego typu dalekiego zasięgu IX (ukończono budowę niemal 200 okrętów tego typu – z wariantami).
Także rozwój brytyjskich konstrukcji podwodnych w dwudziestoleciu międzywojennym zdominowany został przez koncepcję krążowników podwodnych i jednostek współpracujących z ciężkimi okrętami floty, które ewoluowały z konstrukcji z czasów I wojny światowej. W 1930 roku zapoczątkowane zostało nowe podejście, wraz z początkiem budowy HMS „Swordfish” typu S. Były to jednostki o wyporności 640 ton przeznaczone do ofensywnych patroli na niewielkich akwenach (Kanał La Manche), o zasięgu 3800 mil morskich przy prędkości 9 węzłów, z sześcioma wyrzutniami torpedowymi, 12 torpedami i działem kalibru 76 mm. Większe okręty typu Triton, o zasięgu 4500 mil przy 11 węzłach, pojawiły się w roku 1937.
W okresie międzywojennym Francja skonstruowała trzy typy okrętów: duże jednostki o zasięgu oceanicznym przeznaczone do operacji z flotą, mniejsze okręty do operacji na wodach europejskich oraz grupę jednostek do operacji minowych. 31 dużych okrętów podwodnych typu Redoutable miało wyporność na powierzchni 1384 tony standardowe, przy maksymalnym zasięgu 10 000 mil przy 10 węzłach na powierzchni oraz 60 godzinach w zanurzeniu przy prędkości 2 węzłów. Seria mniejszych jednostek patrolowych liczyła 12 okrętów o wyporności 600 ton, których następcami było 30 ulepszonych jednostek 630-tonowych, z których pewna liczba do upadku Francji w 1940 roku nie została jeszcze ukończona. Francuska marynarka była w posiadaniu także największego w tym czasie okrętu podwodnego świata – „Surcouf”, przeznaczonego do prowadzenia wojny handlowej. Jednostka ta miała wyporność 2880 ton standardowych na powierzchni i dysponowała zasięgiem 10 000 mil morskich przy prędkości 10 węzłów. „Surcouf” wyposażony był w 12 wyrzutni torpedowych i 22 torpedy, 2 działa kalibru 203 mm oraz przechowywany w hangarze i startujący z katapulty wodnosamolot. Jego konstrukcja uwzględniała także niewielkie pomieszczenie przeznaczone do przetrzymywania więźniów z przechwyconych statków oraz łódź motorową do transportu zespołu pryzowego.
Radziecka produkcja okrętów podwodnych rozpoczęta została w roku 1927. Potajemna współpraca z Niemcami dała Sowietom dostęp do danych konstrukcyjnych niemieckich jednostek podwodnych typów UB III i Mittel-U. ZSRR wydobył także i wcielił do służby zatopiony brytyjski okręt L-55, co dało dostęp także do brytyjskich informacji konstrukcyjnych. ZSRR korzystał także z informacji na temat jeszcze carskich konstrukcji Iwana Bubnowa oraz ostatnich jednostek amerykańskiego typu H dostarczonych carskiej Rosji. Synteza tych danych pozwoliła Sowietom na masową produkcję szerokiego wachlarza okrętów podwodnych, wśród których znajdowały się dwie podstawowe serie okrętów przybrzeżnych typu M, dwie serie średniej wielkości okrętów typu Szczuka (konstrukcja oryginalna, lecz pod wpływem praktyki brytyjskiej) oraz późniejszy typ Sriednaja (bądź typ S), będący pochodną niemieckiego typu IA, podwodne stawiacze min typu Leniniec (bądź typ L) opracowane na podstawie L-55 oraz jednostki dalekiego zasięgu typu K. W efekcie intensywnej rozbudowy floty podwodnej, we wrześniu 1939 roku Związek Radziecki dysponował największą flotą podwodną świata.

## II wojna światowa
Na każdym teatrze działań morskich w trakcie drugiej wojny światowej, okręty podwodne odgrywały pierwszoplanową rolę, zwłaszcza zaś radzieckie i niemieckie okręty podwodne na wodach dalekiej północy, niemieckie na Atlantyku, brytyjskie, niemieckie i włoskie na Morzu Śródziemnym oraz japońskie i amerykańskie okręty podwodne na Pacyfiku.
Głównymi niemieckimi morskimi liniami transportowymi były szlaki łączące Niemcy ze Szwecją i Norwegią, a ich ochrona była najważniejszym zadaniem defensywnym niemieckiej floty. Po sukcesie niemieckiej inwazji na Norwegię, Kriegsmarine rozpoczęła operacje konwojowe wzdłuż norweskiego wybrzeża. Zazwyczaj były to małe konwoje złożone z trzech do sześciu statków eskortowanych przez kilka torpedowców, trawlerów i samolotów. Operacje przeciw tym konwojom stanowiły znaczny wysiłek brytyjskiej floty podwodnej, usiłującej zerwać komunikację między Niemcami i źródłami zaopatrzenia, zarówno za pomocą ataków torpedowych, jak i stawiania pól minowych. Po niemieckiej inwazji na ZSRR, jednostki podwodne radzieckiej Floty Północnej rozpoczęły operacje przeciw niemieckiej żegludze w północnej Norwegii, wkrótce zaś do radzieckich okrętów w tym rejonie dołączyły jednostki brytyjskie operujące z radzieckiej bazy w Zatoce Kolskiej. Wspólne działania kontynuowane były aż do 1944 roku, kiedy załogi brytyjskie zostały przewiezione do Wielkiej Brytanii, a ich okręty przekazane ZSRR. Alianckie operacje przeciw żegludze na dalekiej północy kosztowały Niemców stratę około 500 000 ton ładunku – wielkość relatywnie niewielką, jeśli zważyć fakt, że roczny transport ładunków przekraczał 6 mln ton. Radziecki wysiłek w wojnie podwodnej skupiony był dużej mierze także na zwalczaniu transportu między Szwecją a Niemcami. W latach 1942–1944 sowieckie okręty podwodne zatopiły na Bałtyku tylko około 20 statków, o łącznym tonażu około 40 000 BRT, przy około 1900 konwojowanych w tym czasie statków o ładowności 5,6 miliona ton. Lądowe postępy Armii Czerwonej w 1944 roku i pokonanie Finlandii, spowodowały, że większa rolę w zwalczaniu żeglugi niemieckiej zaczęło odgrywać lotnictwo. Mimo tego niemieckie straty w tym zakresie były stosunkowo niewielkie. Utrata niemieckich pozycji nad Bałtykiem na początku 1945 roku spowodowała konieczność ewakuacji ponad 2 milionów żołnierzy i uchodźców. Niezależnie od kilku (kontrowersyjnych) sukcesów – zatopienia „Wilhelma Gustloffa” (9300 ofiar), „General von Steuben” (niemal 4000 ofiar) oraz „Goya” – radzieckie operacje podwodne były bardzo nieefektywne: Niemcy straciły jedynie około 30 statków o ładowności około 100 000 ton. Patrząc ogólnie, kampania alianckich okrętów podwodnych przeciwko niemieckiemu transportowi wojennemu była zarówno nieefektywna jak i kosztowna (Związek Radziecki stracił ponad 40 okrętów podwodnych, alianci zachodni zaś 16). Niemcy przeciwstawili siłom aliantów bardzo skuteczny system namierzania radiowego i dość silną eskortę konwojowanych statków. Innym ważnym teatrem działań sił podwodnych było Morze Śródziemne. Operacje lądowe państw Osi w Afryce spowodowały, że niemieckie potrzeby w zakresie zaopatrzenia wynosiły około 100 000 ton miesięcznie. W marcu 1942 roku niemiecki Afrika Korps otrzymał drogą morską 47 588 ton zaopatrzenia, a w kwietniu tego samego roku 150 389 ton. Flotom Niemiec i Włoch udawało się skutecznie eskortować około 80% konwojowanych statków, tracąc przy tym w wyniku ataków okrętów podwodnych dwa krążowniki i siedem niszczycieli, podczas gdy siły zwalczania okrętów podwodnych państw Osi oraz miny zatopiły w tej kampanii ponad 45 alianckich okrętów podwodnych.

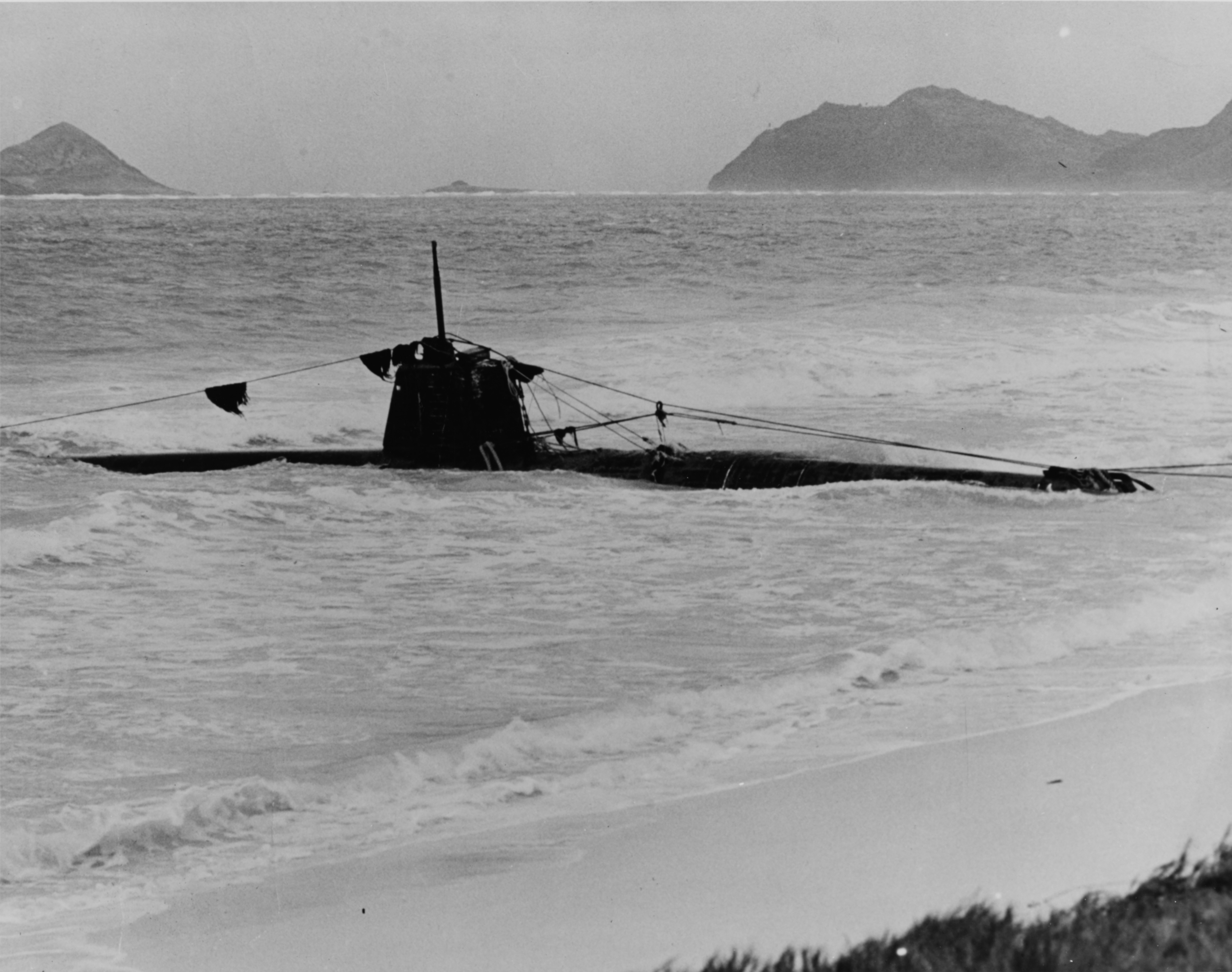
Japońska miniaturowa łódź podwodna HA-19 wysadzona na brzeg, podczas ataku na Pearl Harbor

Zupełnie inny przebieg miała wojna podwodna na pacyficznym teatrze wojny. Tutaj też okręty podwodne – głównie amerykańskie – były najbardziej skuteczne w zwalczaniu nieprzyjacielskiej żeglugi. Krótko po tym, gdy 7 grudnia 1941 roku japońskie lotniskowce zdziesiątkowały amerykańską flotę na Hawajach, wpychając Stany Zjednoczone do wojny, szef operacji morskich US Navy adm. Harold Stark wysłał do podległych sobie sił rozkaz o treści „Execute unrestricted air and submarine warfare against Japan” (Wszcząć nieograniczone powietrzne i podwodne działania wojenne przeciwko Japonii). Stany Zjednoczone oficjalnie weszły do drugiej wojny światowej ze 111 okrętami podwodnymi w służbie i 73 w budowie. Z jednostek operacyjnych, 7 grudnia 1941 roku, 51 znajdowało się na obszarze Pacyfiku – 29 z nich w składzie bazującej na Filipinach Floty Azjatyckiej oraz 22 przydzielone do Floty Pacyfiku z bazą na Hawajach. W momencie japońskiego ataku na Pearl Harbor, w Naval Base Pearl Harbor znajdowało się pięć okrętów podwodnych, które rozmieszczone były na północny wschód od tzw. rzędu pancerników (battleship row). Inne zaangażowane były w tym czasie w operacje w pobliżu wysp, jeszcze kilka innych znajdowało się na zachodnim wybrzeżu kontynentalnych Stanów Zjednoczonych, przechodząc remonty, operacje szkoleniowe lub też znajdując się w trakcie przejścia między Pearl Harbor a Ameryką. Wydany po ataku na amerykańską flotę rozkaz rozpoczęcia nieograniczonej wojny podwodnej oznaczał, że każda jednostka – wojenna bądź transportowa – płynąca pod banderą Japonii powinna zostać zaatakowana. W tym samym dniu rozpoczęły działania również japońska flota podwodna, prowadząc wsparcie operacji morsko-powietrznego zespołu uderzeniowego za pomocą małych okrętów podwodnych typu Ko-hyoteki, które usiłowały wpłynąć do wnętrza bazy, aby spod wody zaatakować amerykańskie okręty. Operacja ta zakończyła się całkowitym niepowodzeniem.

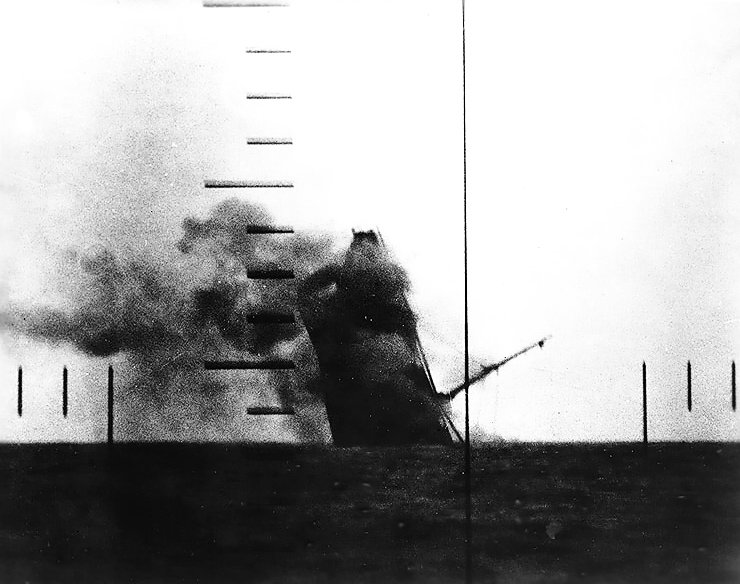
Japoński transportowiec „Nittsu Maru” tonie po storpedowaniu przez USS „Wahoo” 23 marca 1943 roku na Morzu Żółtym. Widok z peryskopu okrętu podwodnego

Przedwojenne plany amerykańskie zakładały wykorzystanie okrętów podwodnych przede wszystkim do celów rozpoznania przed ciężkimi okrętami floty, w którego ramach miały raportować o ruchach floty przeciwnika i spowalniać ją za pomocą ataków torpedowych. W związku z osadzeniem większości ciężkich okrętów amerykańskiej floty na płytkim dnie Pearl Harbor, rola okrętów podwodnych uległa zmianie. Jednostki amerykańskie miały odtąd zwalczać japońską żeglugę, dążąc do odcięcia Wysp Japońskich od zaopatrzenia w surowce z podbitych przez Japonię krajów oraz do zadania jak największych strat japońskiej flocie wojennej. Przez niemal dwa lata wojny amerykańska flota podwodna nękana była problemami technicznymi torped, które masowo nie eksplodowały. Amerykańskie okręty podwodne uzbrojone były w tym czasie w relatywnie nowe torpedy Mark 14 oraz Mark 10, które przed rozpoczęciem działań wojennych doskonale sprawdzały się w testach i podczas ćwiczeń z wykorzystaniem atrap głowic bojowych. Z prawdziwymi głowicami bojowymi w rzeczywistej walce jednak zawodziły, dotyczyło to zwłaszcza torped wyposażonych w zapalnik magnetyczny Mark 6 Mod 1. Jeden po drugim, dowódcy okrętów podwodnych meldowali dowództwu, że mimo wystrzelenia nawet kilkunastu torped do jednego celu i często perfekcyjnych trafień, torpedy nie eksplodowały, bądź też często przechodziły zbyt głęboko pod celem. Dowództwo amerykańskiej floty nie dowierzało tym raportom, ufając raczej opiniom odpowiedzialnego za ich przygotowanie Naval Torpedo Station, twierdzącego, że przyczyną braku zatopień są błędy załóg okrętów podwodnych przy wykonywaniu strzałów. Raportów dowódców było jednak zbyt wiele i inżynierowie Naval Torpedo Station musieli w końcu przyjąć do wiadomości, że powodem niedziałania amerykańskich torped są błędy w konstrukcji zapalników. Dowództwo amerykańskiej floty musiało natomiast uznać błędność swojej przedwojennej „oszczędnościowej” polityki przeprowadzania prób za pomocą jedynie atrap głowic bojowych – które nadawały torpedom zupełnie odmienne charakterystyki i nie oddawały realnej sytuacji w walce – a także tajemnicy, jaka aż do rozpoczęcia wojny otaczała zapalniki magnetyczne Mk 6, na skutek której załogi okrętów podwodnych nie tylko nie mogły się zapoznać z nowym rodzajem zapalnika i przećwiczyć korzystania z niego, ale wręcz aż do rozpoczęcia działań wojennych nigdy o nim nie słyszały.
W lipcu 1943 roku USS „Tinosa” typu Gato napotkał doskonały cel: 19 262-tonowy japoński statek wielorybniczy przerobiony na tankowiec „Tonan Maru Nr. 3” – największy japoński statek transportowy. Dowodzący w tym czasie „Tinosą” Randall „Dan” Daspit – późniejszy wiceadmirał – raportował, że zaatakował japoński statek w sumie 15 torpedami, i tylko jedna z nich eksplodowała w pobliżu rufy statku, niszcząc jego śrubę. They were all good, solid hits, and all duds! (To były same dobre, solidne trafienia i wszystkie do niczego!). Wkrótce jednak błędy w konstrukcji torped zostały naprawione i japońskie okręty oraz statki zaczęły tonąć (sama „Tinosa” zatopiła później 16 statków transportowych). „Pierwsza krew” została przelana przez amerykańskie okręty podwodne już 16 grudnia 1941 roku przez USS „Swordfish”, który u wybrzeży Indochin storpedował i zatopił japoński frachtowiec o ładowności 8662 ton. W połowie 1942 roku marynarka USA zaczęła wprowadzać na pokłady swoich okrętów podwodnych radary przeszukiwania powierzchni morza, które były w stanie wykryć jednostki wroga w nocy i we mgle, zapewniając automatycznie pełny zestaw danych dla pokładowego komputera kontroli ognia (Torpedo Data Computer – TDC), co zapewniało możliwość przeprowadzenia ataku przeciwko jednostkom nieznajdującym się w zasięgu widoczności. Krótko potem US Navy wprowadziła na okrętach podwodnych radary przeszukiwania przestrzeni powietrznej wraz z urządzeniami ostrzegającymi o emisji elektromagnetycznej wrogiego radaru, co zwiększyć miało szansę odpowiednio wczesnego wykrycia wrogich samolotów, aby okręt podwodny był w stanie ukryć się przed nimi poprzez zanurzenie. W międzyczasie, 26 stycznia 1942 roku, USS „Gudgeon” otrzymał od dowódcy sił podwodnych obszaru Pacyfiku (Commander Submarine Pacific Fleet – ComsSubPac) wiadomość o japońskim okręcie podwodnym, który wkrótce powinien przeciąć trasę amerykańskiego okrętu, wracając z patrolu do bazy w Japonii. Już następnego ranka operator sonaru „Gudgeona” wykrył okręt przeciwnika, poruszający się na powierzchni z prędkością ok. 15 węzłów. Dowódca jednostki wydał rozkaz odpalenia 3 torped w kierunku okrętu Cesarstwa, topiąc w ten sposób 1785-tonowy I-73. Był to pierwszy w historii okręt wojenny zatopiony przez amerykańskie okręty podwodne. W miarę upływu wojny, mimo ponoszonych strat, liczba amerykańskich okrętów podwodnych zaczęła wzrastać, co umożliwiło zmianę taktyki i przyjęcie wzorowanej na niemieckiej koncepcji „wilczych stad”, w których kilka okrętów podwodnych operowało razem w jednym rejonie prawdopodobnego przejścia japońskich jednostek, koordynując swoje ataki w celu zwiększenia ich efektywności.

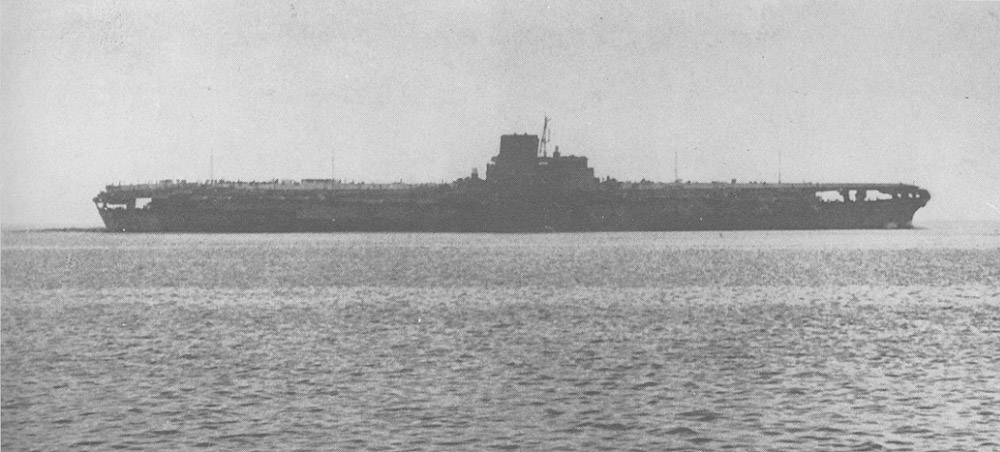
Lotniskowiec „Shinano” w czasie testów, krótko przed storpedowaniem przez USS „Archerfish”

Ogółem, mimo prawie dwuletnich problemów z funkcjonowaniem torped, amerykańska flota podwodna osiągnęła znakomite rezultaty działań, zatapiając 55% całkowitego japońskiego tonażu statków transportowych oraz 29% okrętów wojennych, które Japonia utraciła w ciągu wojny, co jest znakomitym rezultatem, biorąc pod uwagę, że liczba marynarzy pływających na amerykańskich okrętach podwodnych stanowiła zaledwie 1,6% składu osobowego całej US Navy. Japonia zaatakowała Stany Zjednoczone głównie w celu odsunięcia amerykańskiej floty od japońskich działań zmierzających do uzyskania dostępu do surowców naturalnych w Chinach i południowo-wschodniej Azji – w wyniku działań amerykańskich okrętów podwodnych utraciła 1178 statków transportowych o łącznym tonażu ponad 5 mln BRT, co znacząco wpłynęło na zdolność japońskiej gospodarki, uzależnionej od dostaw surowców, do prowadzenia wojny. Straty te w rzeczywistości uniemożliwiły Japonii efektywne prowadzenie wojny. Dodatkowo, te same amerykańskie okręty podwodne zatopiły 214 okrętów wojennych Japonii, w tym: jeden pancernik, cztery wielkie lotniskowce oraz cztery lotniskowce eskortowe, 12 krążowników, 42 niszczyciele i 23 okręty podwodne. Trzy japońskie okręty podwodne zostały zatopione przez USS „Batfish”, w czterodniowym okresie. Również w ciągu czterech dni inny amerykański okręt podwodny USS „Harder” zatopił 3 niszczyciele. „Sealion” zatopił pancernik „Kongo” i niszczyciel w pojedynczym ataku, a USS „Archerfish” posłał na dno największy – aż do czasu powojennych amerykańskich atomowych super-lotniskowców – okręt świata, japoński lotniskowiec „Shinano” o wyporności 62 000 ton, który akurat znajdował się w swoim dziewiczym rejsie, 10 dni po wcieleniu do służby. Działania amerykańskich jednostek w wojnie podwodnej na Pacyfiku były jedną z podwalin amerykańskiego sukcesu w wojnie z Japonią, jednakże sukces ten został okupiony stratą 52 okrętów podwodnych.
Rozpatrzyć należy jednak, że Japonia przyjęła zupełnie odmienną od amerykańskiej strategię użycia okrętów podwodnych. Z racji ogromu przestrzeni Oceanu Spokojnego wyposażyła swoje okręty podwodne w bardzo duży zasięg i prędkość. Wiele z nich zdolnych było do przepłynięcia ponad 20 000 mil i pozostawania w morzu przez ponad 100 dni. Japońska flota jako jedyna z flot II wojny światowej posiadała też operacyjne okręty podwodne przenoszące samoloty. Wprowadzała też do służby okręty dysponujące bardzo dużymi prędkościami w zanurzeniu – przekraczającymi nawet prędkości niemieckich okrętów typu XXI. W połączeniu z doskonałymi – prawdopodobnie najlepszymi ówcześnie na świecie – torpedami typu 95, poziom technologiczny japońskiej floty podwodnej był bardzo wysoki. Biorąc pod uwagę rozmiar floty, zasięg i prędkość okrętów oraz jakość torped, japońskie okręty podwodne osiągnęły w II wojnie światowej zaskakująco niewiele. Powodem tego było prawdopodobnie zaangażowanie japońskich jednostek podwodnych głównie przeciw okrętom wojennym, które w porównaniu do statków transportowych były szybkie, manewrowe i dobrze bronione. Japońska doktryna morska zbudowana była wokół koncepcji walki w pojedynczej rozstrzygającej bitwie, jak to Japonia uczyniła 40 lat wcześniej pod Cuszimą.

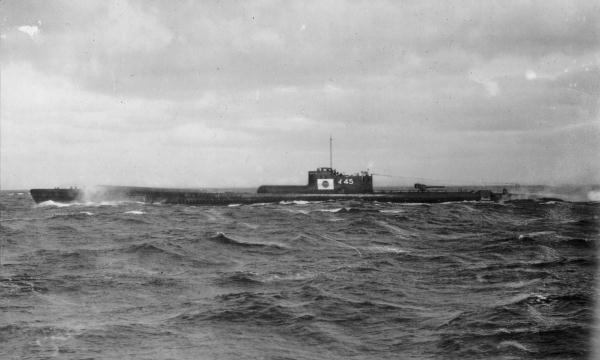
Japoński I-45 typu B, 29 grudnia 1943 roku

Podobnie jak w przedwojennych planach amerykańskich, w japońskiej strategii morskiej okręty podwodne służyć miały jako skauci poprzedzający wielkie jednostki liniowe, których podstawowym zadaniem miało być lokalizowanie, śledzenie oraz atakowanie grup uderzeniowych flot alianckich. Takie podejście przyniosło wprawdzie znaczący sukces w 1942 roku, kiedy japońskie okręty podwodne zatopiły dwa duże lotniskowce, krążownik, kilka niszczycieli i innych okrętów oraz uszkodziły dwa pancerniki, jeden lotniskowiec i krążownik. Aliancki wywiad, technologie, metody i liczby ulegały stałemu polepszeniu, toteż japońskie okręty podwodne nigdy już nie powtórzyły tej skali sukcesów. Z tego powodu przyjmuje się, że japońskie siły podwodne mogły być wykorzystane lepiej, gdyby zostały użyte do zwalczania alianckich statków i patrolowania alianckich linii zaopatrzeniowych, zamiast czaić się na zewnątrz alianckich baz morskich. Ogółem, japońskie okręty podwodne zatopiły 184 statki o łącznej ładowności 907 000 BRT, czyli znacznie mniej niż okręty niemieckie, amerykańskie czy nawet brytyjskie. Jest wielce prawdopodobne, że ewentualna szeroko zakrojona kampania podwodna przeciwko amerykańskiej żegludze wzdłuż zachodniego wybrzeża USA, przy wylocie Kanału Panamskiego, na podejściach do Hawajów, Nowej Zelandii, Australii i w pobliżu Indii, kosztowałaby aliantów znacznie więcej strat od rzeczywiście poniesionych. Utrata znaczącej liczby statków transportowych oraz konieczność rozproszenia sił przeciwpodwodnych na ogromnym obszarze Pacyfiku południowego i centralnego w celu obrony szlaków komunikacyjnych, miałaby prawdopodobnie znacznie bardziej niekorzystne dla Stanów Zjednoczonych konsekwencje – zwłaszcza w 1942 roku – niż miało to miejsce przy przyjętej przez japońskie dowództwo strategii. Z drugiej strony, Japonia prowadziła wojnę ze Stanami Zjednoczonymi i Zjednoczonym Królestwem – dwoma narodami w zaciekłym konflikcie z setkami niemieckich U-Bootów na Atlantyku; państwami, które skierowały ogromne zasoby do prac badawczych i konstrukcyjnych w zakresie broni przeciwpodwodnej. W efekcie, w czerwcu 1944 roku US Navy zatopiła japoński I-52, używając odczytywania japońskich depesz w celu ustalenia jego marszruty, radaru lotniczego zainstalowanego w startującym z lotniskowca samolocie do odnalezienia japońskiego okrętu w nocy, zrzuconej z samolotu boi sonarowej do śledzenia oraz zrzuconych z tego samego samolotu akustycznie naprowadzanych torped do jego zniszczenia.

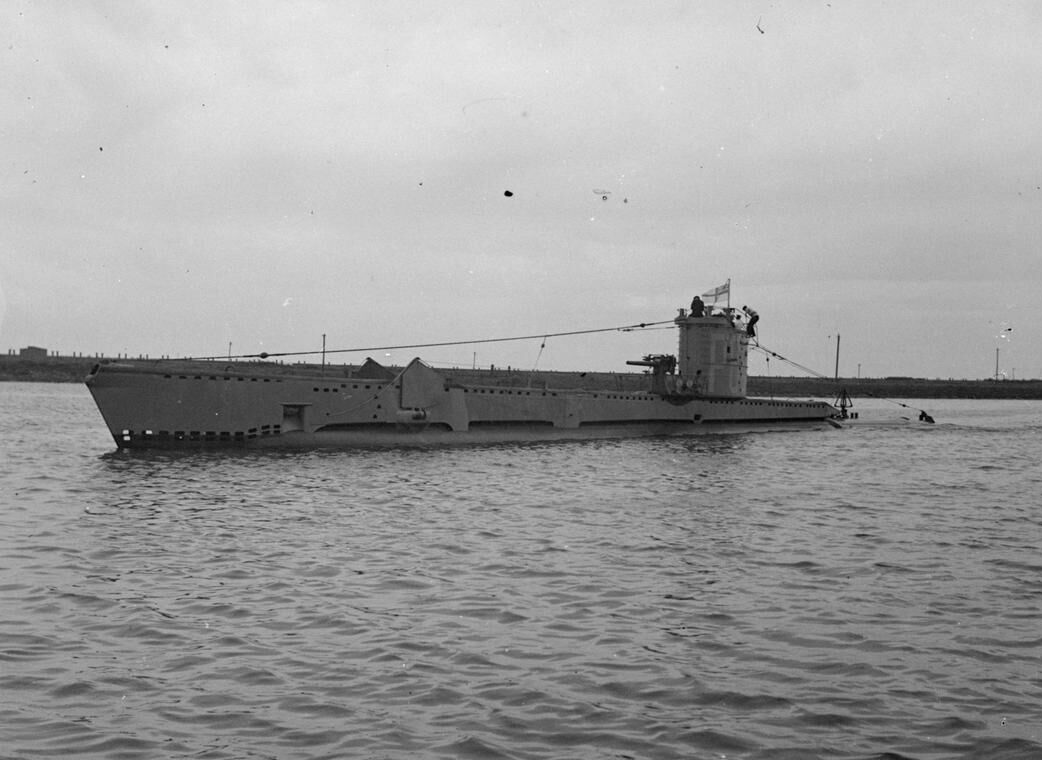
Brytyjski HMS „Venturer”

Niczego takiego japońska flota nie była w stanie w tym czasie pozyskać. Na dodatek, japońskie okręty wykonały setki rejsów, służąc jako okręty zaopatrzeniowe, zamiast wykonywać w tym czasie misje ofensywne przeciwko alianckiej flocie i żegludze. Wszystko to spowodowało, że japońska flota podwodna osiągnęła w trakcie wojny rezultaty dalekie od tych, które można by uznać za zadowalające. Co więcej, zapłaciła za to wysoką cenę. Japonia przystąpiła do wojny z 63 oceanicznymi okrętami podwodnymi (nie licząc na przykład łodzi miniaturowych), 111 okrętów wybudowała podczas wojny, co łącznie dało marynarce japońskiej 174 jednostki. Trzy czwarte z tej liczby (128 okrętów) zostało utraconych w wyniku działań wojennych, co stanowi proporcję zbliżoną do strat hitlerowskich Niemiec. Większość jednak okrętów, które przetrwały wojnę, stanowiły jednostki przeznaczone do działań szkolnych oraz niedawno ukończone, które nie miały jeszcze okazji wziąć udziału w walce. Spośród okrętów, które brały udział w realnej walce, straty były bardzo duże – przykładowo, do końca wojny nie dotrwał żaden z 30 okrętów podwodnych wspierających atak na Pearl Harbor.
Patrząc z dzisiejszej perspektywy, okręty podwodne hitlerowskich Niemiec nigdy w rzeczywistości nie były bliskie doprowadzenia Wielkiej Brytanii do wycofania się z wojny na skutek odcięcia przez nie niezbędnego wyspom brytyjskim do przeżycia zaopatrzenia, jednakże Winston Churchill, ówcześnie premier Wielkiej Brytanii, stwierdził:

Jedyną rzeczą, która naprawdę przerażała mnie podczas wojny, było zagrożenie ze strony U-Bootów... Byłem nawet bardziej zatroskany o tę bitwę, niż o zwycięstwo w wojnie powietrznej zwanej Bitwą o Wielka Brytanię. Ataki U-Bootów były najgorszym koszmarem.

W rzeczywistości Hitler i Trzecia Rzesza byli nieprzygotowani do prowadzenia wojny morskiej z aliantami, z tego też powodu musieli już po raz drugi w XX wieku uciekać się do walki za pomocą tanich, masowo produkowanych okrętów podwodnych. Niemieckie okręty podwodne były naprawdę niczym więcej niż nieco jedynie zmodernizowanymi okrętami z czasu I wojny światowej. Podstawowym U-Bootem II wojny światowej był typ VIIC o wyporności 770 ton, stanowiący ulepszoną i powiększoną wersję okrętów typu UB III, które weszły do służby w 1917 roku.

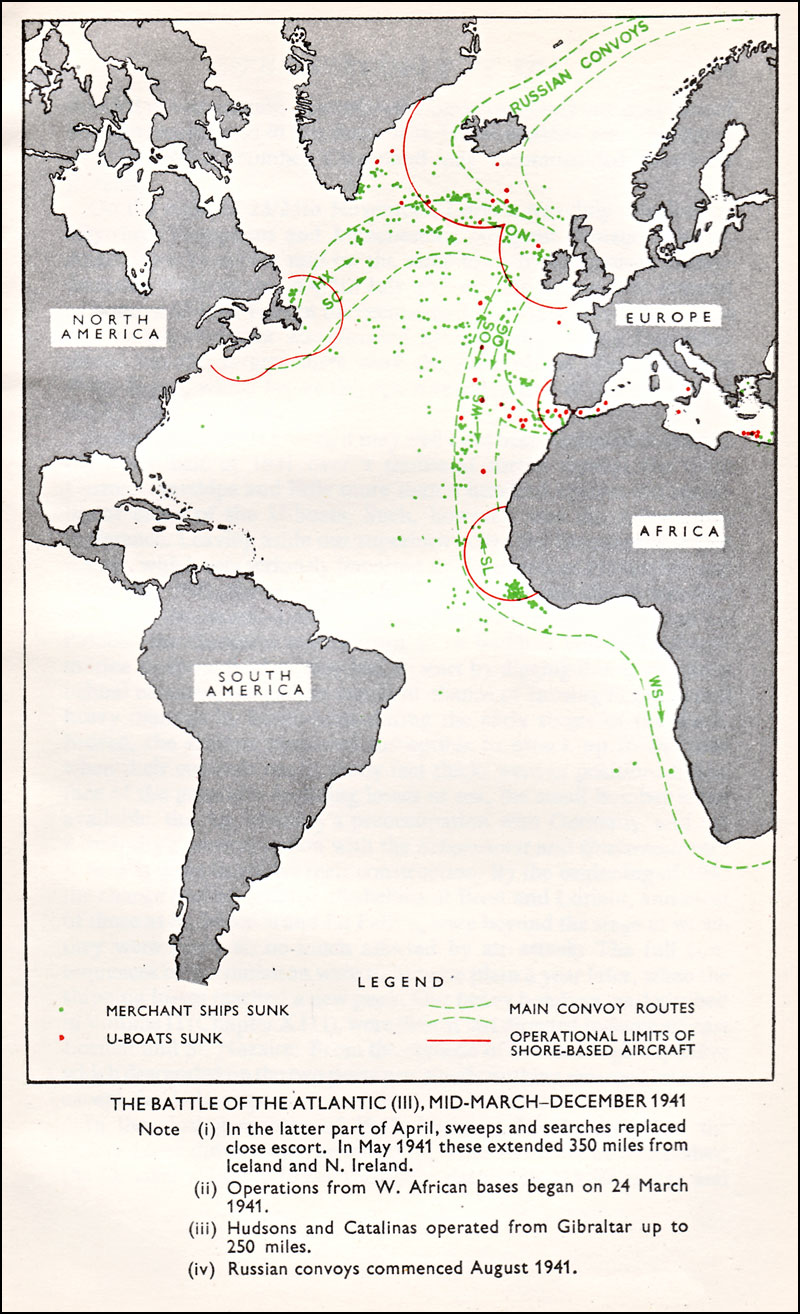
Standardowe trasy konwojów na atlantyckim teatrze II wojny światowej

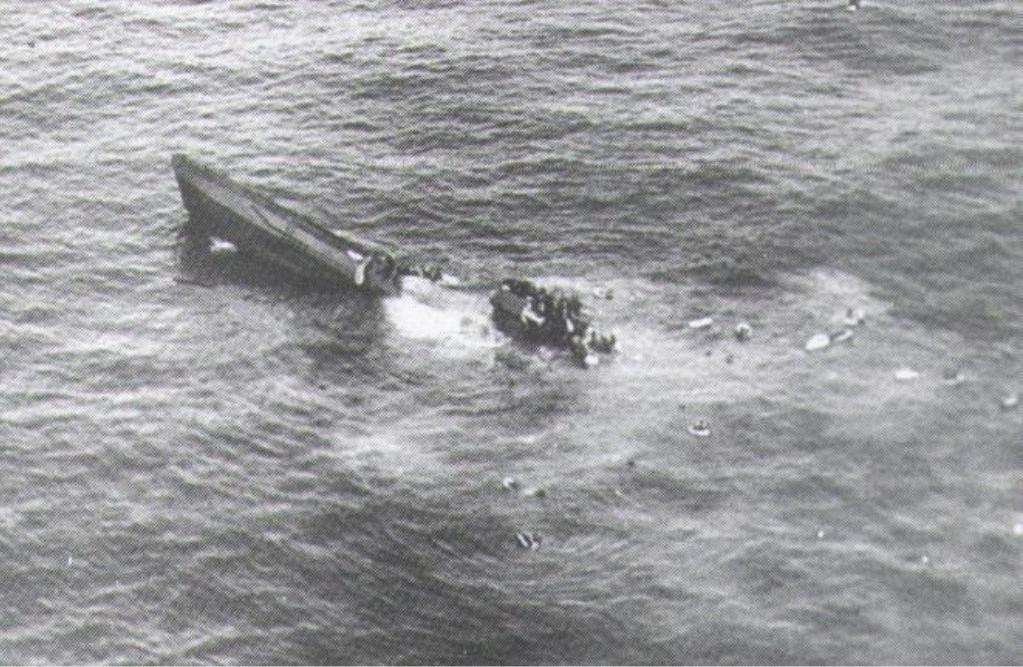
Tonący po zbombardowaniu U-625 typu VIIC

Niemcy prowadzili wojnę przeciwko żegludze handlowej znajdującej się pod kontrolą brytyjską, mającą na celu wprowadzenie tak szczelnej blokady Wysp Brytyjskich, aby wygłodzić kraj i zmusić jego rząd do złożenia broni. Naczelny dowódca niemieckiej floty podwodnej, adm. Karl Dönitz, określił ją jako „wojnę tonażową”. Celem strategicznym było zatapianie możliwie jak największego tonażu w szybszym tempie, niż Brytyjczycy mogli zastępować go nowymi statkami, aby doprowadzić do kryzysu transportowego.
„Wojna tonażowa” z flotą brytyjską w latach 1939–1941 okazała się z różnych powodów fiaskiem. Brak było dostatecznej liczby okrętów podwodnych, a te, które posiadano, miały tyle wad i usterek, że nie nadawały się do wykonania powierzonego im zadania. U-Booty zatopiły w tym okresie 1125 statków o pojemności około 4,5 mln BRT, jednak Wspólnota Brytyjska nadrobiła z nawiązką te straty, dzięki pracy własnych stoczni, zakupom w Stanach Zjednoczonych, objęciu kontrolą flot państw okupowanych przez Niemcy, takich jak: Norwegia, Francja, Belgia, Polska, Jugosławia, Holandia i Grecja oraz zasekwestrowaniu i zdobyciu wielu statków należących do państw Osi. W końcu 1941 roku brytyjska i kontrolowana przez Brytyjczyków flota handlowa, włączając zbiornikowce, była o 3 mln BRT większa niż w 1939 roku. Przystąpienie z końcem 1941 roku Stanów Zjednoczonych do wojny umożliwiło Niemcom otwarte atakowanie słabo lub wcale niebronionych statków na wodach południowo-wschodniego wybrzeża Ameryki, gdzie od grudnia 1941 do sierpnia 1942 roku niemieckie okręty podwodne zatopiły statki o łącznym tonażu 3 mln BRT. Z drugiej jednak strony, rozpoczęło to zakrojony na gigantyczną skalę i prowadzony w niespotykanym tempie amerykański program budowy statków transportowych typu Liberty i uruchomiło ogromny amerykański potencjał w zakresie sił i środków zwalczania okrętów podwodnych. Ogromnego znaczenia nabrał też rozwój technologiczny w zakresie środków zwalczania broni podwodnej. Atakowani zewsząd Brytyjczycy, stojąc w obliczu niezwykle ciężkiej sytuacji, zaczęli wykorzystywać w walce z niemieckimi U-Bootami złamanie szyfrów morskiej wersji Enigmy, precyzyjną naziemną sieć radionamierników w wysokiej częstotliwości (Huff Duff) i zminiaturyzowali te urządzenia, aby mogły być instalowane na okrętach i statkach, zminiaturyzowali też radar, aby można było instalować go na pokładach samolotów w celu wykrywania przebywających przez większość czasu na powierzchni niemieckich okrętów podwodnych. Stany Zjednoczone wprowadziły do służby dalekodystansowe łodzie latające Consolidated Catalina i doskonałe na owe czasy przeciwpodwodne torpedy lotnicze Mark 24 „Fido”. Alianckie sposoby wykrywania i namierzania przyczajonych niemieckich okrętów umożliwiły nie tylko fizyczne zwalczanie U-Bootów, ale też ich omijanie przez konwoje.

Miesięczne straty w sojuszniczych i neutralnych statkach spowodowane operacjami niemieckich U-Bootów podczas drugiej wojny światowej

Jakkolwiek Niemcy również dopracowywali swoją taktykę zwalczania alianckiej żeglugi, zwłaszcza opracowaną na wiele lat przed wojną taktykę grupowego działania okrętów podwodnych znaną pod nazwą operacji „wilczych stad” oraz opracowali wiele nowinek technicznych, w tym torpedy zygzakujące i naprowadzane akustycznie, nie byli jednak w stanie przeciwstawić się prowadzonym z olbrzymim rozmachem alianckim działaniom przeciwpodwodnym, zwłaszcza wobec mizernego wsparcia działań okrętów podwodnych przez lotnictwo rozpoznawcze oraz słabego tempa unowocześniania floty. W efekcie, gdy w połowie 1944 roku niemieckie stocznie zaczęły budować stanowiące diametralnie nową jakość w dziedzinie okrętów podwodnych jednostki typu XXI, było już zbyt późno, aby po raz pierwszy rzeczywiście „podwodne” okręty, które wyznaczyły powojenny kierunek rozwoju broni tej klasy, mogły wpłynąć na ostateczny rezultat działań wojennych. Dopiero tuż przed kapitulacją hitlerowskich Niemiec pierwszy okręt typu XXI U-2511, wypłynął na prawdziwy patrol bojowy w celu zwalczania alianckiej żeglugi. 4 maja 1945 roku wobec nakazującego przerwanie działań rozkazu adm. Dönitz, zawrócił do bazy w norweskim Bergen. Mimo wszystko, od sierpnia 1942 do maja 1945 roku, U-Bootwaffe była w stanie zatopić jeszcze około tysiąca alianckich statków o pojemności 5,7 milionów BRT. Ostateczny więc wynik prowadzonej przez Niemcy „wojny tonażowej” wyniósł około 3 tysięcy zatopionych statków wszystkich typów o ogólnym tonażu około 14 milionów BRT.
Z punktu widzenia dalszego, powojennego rozwoju technologii oraz koncepcji zastosowania okrętów podwodnych, na uwagę zasługują dwa zjawiska, które pojawiły się w trakcie drugiej wojny światowej. Pierwszym z nich jest pojawienie się na szerszą skalę zwalczania okrętów podwodnych za pomocą samych okrętów podwodnych. W trakcie tej wojny, kilkadziesiąt okrętów podwodnych zostało zatopionych przez inne okręty podwodne (w tym 58 okrętów należących do Osi: amerykańskie okręty podwodne zatopiły 23 jednostki japońskie; brytyjskie zaś: 15 niemieckich, 18 włoskich oraz dwa japońskie.). Co prawda, niemal wszystkie zostały zatopione w chwili, gdy płynęły na powierzchni, a więc okręt podwodny przeciwnika atakując je działał w normalnej dla siebie roli przeciwokrętowej, jednakże sam fakt podjęcia działań z zakresu zwalczania okrętów podwodnych przez jednostki tej samej klasy, stanowił zwiastun przyszłej podstawowej roli tych okrętów, która na dobre wykształciła się podczas zimnej wojny. W trakcie drugiej wojny światowej zanotowano tylko jeden przypadek skutecznego ataku okrętu podwodnego na inny okręt podwodny płynący w zanurzeniu – 9 lutego 1945 roku brytyjski HMS „Venturer” zatopił U-864.

### TypXXI

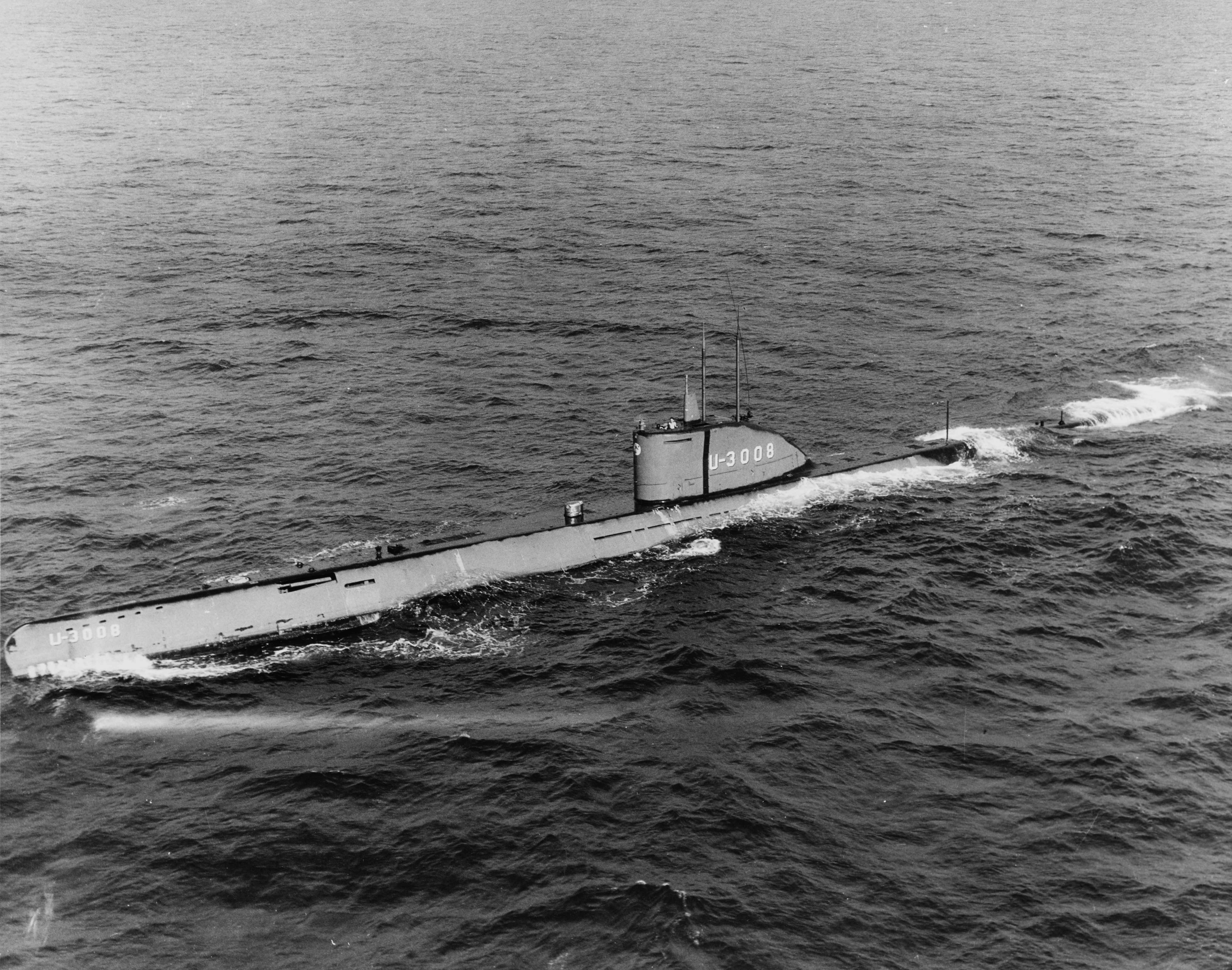
U-3008 typu XXI

Inną cezurą było pojawienie się w trakcie II wojny światowej niemieckich okrętów typu XXI, zwanych też „Elektrobootami”. Olbrzymie niemieckie straty w okrętach podwodnych od 1943 roku, w toku toczącej się wojny o Atlantyk, w których liczba zatapianych U-Bootów zaczęła dorównywać liczbie zatapianych przez nie alianckich jednostek morskich, skłoniły niemieckie dowództwo do podjęcia prac nad nowym typem okrętu o znacznie lepszych własnościach morskich, przede wszystkim zaś szybszego oraz mniej zależnego od dopływu powietrza atmosferycznego. W efekcie tego 19 kwietnia 1944 roku w Gdańsku zwodowano U-3501 typu XXI – pierwszy okręt zdolny do długotrwałego pływania w zanurzeniu, którego prędkość podwodna (17,2 w.) przewyższała prędkość na powierzchni (15,6 w.), a z prędkością 5,5 węzła mógł płynąć w zanurzeniu na dystansie 320 mil morskich (595 km), co stanowiło bezprecedensowe osiągnięcie w zakresie zdolności do długotrwałego pływania podwodnego. Co nawet ważniejsze, wejście do służby okrętów typu XXI stanowiło prawdziwy przełom – po raz pierwszy bowiem w historii, okręty tej klasy mogły stać się prawdziwymi okrętami podwodnymi, długotrwale pływającymi pod wodą, a nie zaś jedynie zwykłymi okrętami nawodnymi, które niemal cały czas spędzają na powierzchni morza, z możliwością krótkotrwałego jedynie „nurkowania” w celu wykonania ataku torpedowego lub ucieczki przed atakującym przeciwnikiem. Program budowy okrętów tego typu podjęty został niejako w charakterze substytutu programu budowy okrętów opracowywanych przez Hellmutha Waltera, wyposażonych w napęd w obiegu zamkniętym, z wykorzystaniem turbiny jego konstrukcji. W związku z faktem, że technologii napędu tego rodzaju daleko było jeszcze do dojrzałości, przygotowany już dla okrętów z tym napędem projekt bardziej opływowego kadłuba postanowiono wykorzystać dla nowego typu jednostek z napędem klasycznym, w którym jednak komorę mającą służyć za zbiornik perhydrolu, wykorzystano do zwiększenia liczby akumulatorów elektrycznych. Okręty tego typu nie zdążyły wpłynąć na przebieg działań wojennych, stały się jednak wzorcem dla wszystkich powojennych konstrukcji okrętów podwodnych.

## Zimna wojna
Okres zimnej wojny zdominowany był przez rywalizację dwóch supermocarstw – Stanów Zjednoczonych i Związku Radzieckiego. Jak w niemal każdej innej dziedzinie wojskowości, także w zakresie budowy oraz operacji okrętów podwodnych rywalizacja tych dwóch państw nadawała ton rozwojowi technicznemu. 9 lutego 1946 roku Stalin wygłosił przemówienie, które William Douglas, sędzia amerykańskiego Sądu Najwyższego, nazwał „deklaracją trzeciej wojny światowej”. Radziecki dyktator stwierdził, że komunizm i kapitalizm nie mogą razem współistnieć i pewnego dnia musi nastąpić ich bezpośrednie starcie, stąd też zdecydował o zatrzymaniu wszelkiego handlu z Zachodem oraz o rozpoczęciu budowy nowoczesnej broni, bez względu na to, jak wiele kosztowałoby to Związek Radziecki.

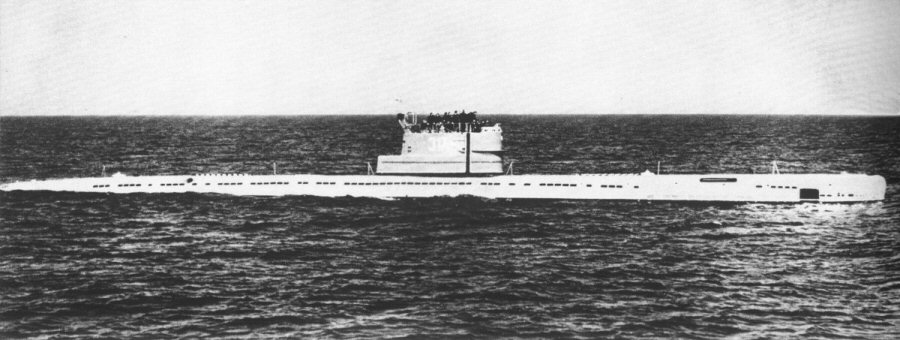
Okręt podwodny projektu 613 w służbie marynarki wojennej PRL ORP „Orzeł”

W rzeczywistości, po drugiej wojnie światowej Związek Radziecki kontynuował rozpoczęty jeszcze przed jej wybuchem, zakrojony na szeroka skalę, program budowy okrętów podwodnych. Program ten został w dużej mierze zahamowany przez niemiecką ofensywę i okupację znacznej części radzieckiego terytorium, łącznie z Ukrainą, na którym znajdował się trzon radzieckiego przemysłu stoczniowego. Tak szybko, jak to było możliwe, ZSRR wznowił program wykorzystując – podobnie jak Stany Zjednoczone – doświadczenia i wiedzę pozyskaną dzięki zdobyczom intelektualnym w Niemczech. O ile, po przebadaniu zdobytych niemieckich okrętów podwodnych specjaliści amerykańscy doznali pewnego rozczarowania typem XXI, o tyle konstruktorzy radzieccy postanowili kontynuować tę linię rozwojową. US Navy przypuszczała, że ZSRR rozpoczął masową produkcję odpowiednika typu XXI, a w 1948 roku jeden z sowieckich admirałów ogłosił zamiar budowy 1200 okrętów podwodnych. W 1950 roku w stanowiącym studium bezpieczeństwa transportu międzynarodowego w przyszłej wojnie „Raporcie Hartwella” oceniano, że ZSRR będzie budował około stu okrętów podwodnych rocznie, a także − podobnie jak Stany Zjednoczone − rozwijał broń nuklearną do ataku na okręty i bazy morskie.

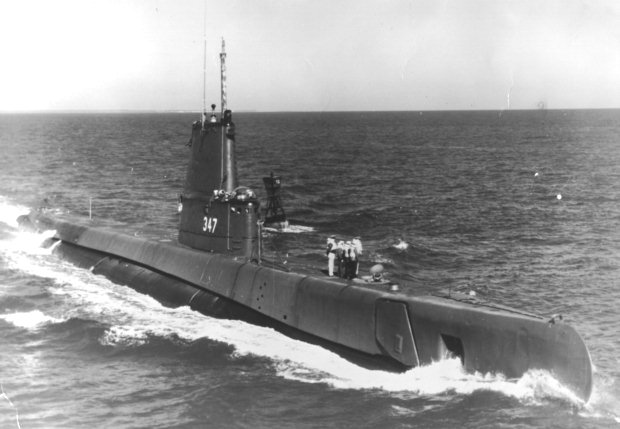
USS „Cubera” po modernizacji GUPPY II

Inne dane wywiadowcze z tego okresu sugerowały, że masowej produkcji jeszcze w Związku Radzieckim nie rozpoczęto, co jednak było interpretowane jako oczekiwanie w tym kraju na opanowanie lepszej od typu XXI technologii okrętów typu XXVI. W rzeczywistości sowiecki odpowiednik typu XXI − prototyp okrętu projektu 613 (kod NATO: Whiskey) pojawił się w 1949 roku, trzy lata później natomiast do służby zaczęły wchodzić okręty projektu 611 (NATO: Zulu) o większym zasięgu. Według oficjalnych amerykańskich szacunków z 1954 roku Związek Radziecki miał 345 okrętów, z czego jednak tylko 47 stanowiących ekwiwalent amerykańskich okrętów standardu GUPPY (Whiskey i Zulu) i 83 konwencjonalnych okrętów podwodnych (dziewięć z chrapami). Od tego momentu tempo radzieckiej produkcji rosło, nigdy jednak nie osiągnęło przewidywanej stopy produkcji stu i więcej jednostek rocznie. W 1956 roku Stany Zjednoczone szacowały, że ZSRR wybudował 160 okrętów podwodnych, jednakże jedynie 76 jednostek ukończono w tym szczytowym dla tempa produkcji roku. Po zamówieniu 236 okrętów typu Whiskey Nikita Chruszczow drastycznie obciął program, kontynuując budowę jedynie następców jednostek Zulu − okrętów dalekiego zasięgu projektu 641 (NATO: Foxtrot), o czym jednak nie wiedziano na Zachodzie. Do tego momentu radziecki program konstrukcji okrętów myśliwskich z napędem atomowym był już w zaawansowanym stadium, co mogło stanowić prawdziwe zagrożenie.

### Rewolucja „Albacore”
Projektanci okrętów III Rzeszy dumni byli z możliwości testowania zaawansowanych kadłubów okrętów podwodnych w tunelu aerodynamicznym, wkrótce po wojnie Amerykanie stwierdzili jednak, że wiedza niemieckich inżynierów i konstruktorów na temat hydrodynamiki okrętów tej klasy była w najlepszym wypadku powierzchowna. Kształt kadłuba niemieckich szybkich okrętów zdeterminowany był przez wewnętrzny układ „ósemki” w celu pomieszczenia w dolnej części zapasu nadtlenku wodoru (perhydrolu), skutkiem czego był znacznie bardziej głęboki niż szeroki, w istocie był jedynie racjonalizacją, a nie optymalizacją. Na dodatek Niemcy natknęli się na problem niestabilności okrętu przy wysokich prędkościach podwodnych, z którym do końca wojny nie byli w stanie sobie poradzić. Bez rozwiązania tego problemu, bez względu na zastosowany układ napędowy, nie jest możliwe zbudowanie dającego się operacyjnie wykorzystać szybkiego okrętu. Aby zaradzić wszystkim problemom związanym z potrzebą zapewnienia amerykańskiej marynarce wojennej okrętów zdolnych rozwijać pod wodą bardzo duże prędkości, US Navy podjęła szereg zakrojonych na szeroką skalę programów rozwojowych w różnych dziedzinach nauki i inżynierii.

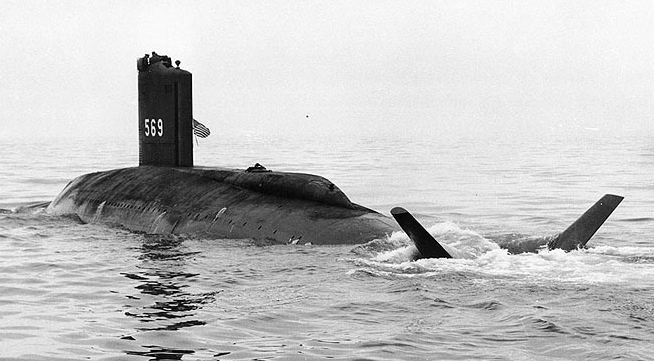
USS „Albacore”, tu z przebudowaną rufą w celu przeprowadzenia doświadczeń z eksperymentalnym usterzeniem ogonowym w kształcie litery „X”

W ramach serii programów GUPPY (Greater Underwater Propulsion Power Program) rozważano napęd za pomocą różnych rodzajów siłowni, w tym systemu Waltera z wewnętrzną komorą cyklu kondensacji (Alton), zewnętrznej komory cyklu kondensacji (Elis), turbiny gazowej w cyklu półzamkniętym (Gentry i Wolverine), turbiny gazowej i silnika Diesla w obiegu zamkniętym (Gumbo). Równolegle od kilku już lat trwał program konstrukcji i budowy napędowego reaktora nuklearnego (Genie). Amerykańskie badania dowiodły, że nie jest możliwe wybudowanie okrętów rozwijających naprawdę duże prędkości podwodne bez rozwiązania wielu problemów związanych z hydrodynamiką kadłuba. Postanowiono więc przeprowadzić serię empirycznych badań na prawdziwej jednostce pływającej zbudowanej w naturalnej skali. Służyć temu miał program badawczy przeprowadzony na specjalnie w tym celu zbudowanej eksperymentalnej jednostce morskiej USS „Albacore”, w którym po raz pierwszy w historii zastosowano niemal całkowicie opływowy kadłub przypominający kształt kropli, zoptymalizowany nie do pływania na powierzchni morza – jak kadłuby dotychczas budowanych okrętów – lecz do pływania podwodnego. Po zwodowaniu okrętu w 1953 roku rozpoczęto serie intensywnych badań, połączonych z wielokrotną przebudową jednostki w celu dostosowania jej do różnorodnych konfiguracji pionowych i poziomych sterów, kiosku, i innych części kadłuba, które poddawano następnie wszechstronnym badaniom. W okręcie całkowicie zrezygnowano z wszelkich wystających z kadłuba elementów, typu: relingi, poręcze, drabinki, etc., zaślepiono też i wygładzono wszelkie otwory w kadłubie, co miało służyć minimalizacji turbulencji i oporów przepływającej wokół kadłuba wody.
„Albacore” był okrętem całkowicie rewolucyjnym: kadłub miał zoptymalizowany do prowadzenia operacji podwodnych kształt, pojedynczą śrubę oraz baterie elektryczne o bardzo dużej pojemności, pozwalające na osiąganie bardzo dużej prędkości podwodnej (aczkolwiek krótkotrwałej). Okręt z nową formą kadłuba zademonstrował też znakomitą manewrowość. Kolejne badania doprowadziły do szeregu usprawnień w zakresie systemów kontroli okrętu, czyniąc okręt bardziej podobnym do samolotu niż jednostki pływającej w dotychczasowym rozumieniu. „Albacore” wielokrotnie podlegał przebudowom, zwłaszcza w części rufowej, która otrzymała całkowicie nowatorski, eksperymentalny rodzaj usterzenia w kształcie litery „X”. Przetestowano także kilka różnych typów śrub napędowych i sterów, różne kształty kiosku, hamulce hydrodynamiczne oraz nowy rodzaj sonaru. Zastosowane rozwiązanie kształtu kadłuba, uczyniło okręt znacznie bardziej stabilnym dynamicznie w każdym zakresie prędkości, ułatwiło zanurzanie oraz znacznie też zwiększyło manewrowość względem okrętów o konwencjonalnym dotychczas kształcie. Dla porównania: powszechnie wcześniej stosowane na świecie okręty podwodne z płaskim pokładem były zazwyczaj niestabilne już powyżej prędkości 8 węzłów. Ich płaski pokład bowiem działał jak niezamierzona powierzchnia sterowa. Dzięki okrągłemu przekrojowi kadłuba, „Albacore” był w dużej mierze pozbawiony tego problemu, co pozwoliło konstruktorom skupić się na innych zagadnieniach, jak sztywność w ruchu pionowym – w celu określenia optymalnego zachowania np. w razie potrzeby uniknięcia ataku. Analizowano m.in., czy dla tego typu sytuacji należy umożliwić jednostce zupełnie swobodne manewry, czy też raczej zabezpieczać ją przed niekontrolowanym zwiększaniem zanurzenia. Temu celowi służyć miała instalacja, a następnie testy hamulców zanurzania. Wyniki prac badawczych były na tyle obiecujące, że dużą część ich rezultatów natychmiast zastosowano w nowo budowanych jednostkach – jednak nie wszystkie. Dla ówczesnego dowództwa marynarki amerykańskiej część nowych koncepcji była zbyt radykalna, inne zaś dowództwo uważało za w niewystarczającym jeszcze stopniu dojrzałe technologicznie. Nie zdecydowano się na zastosowanie w okrętach operacyjnych m.in. systemu zraszania kadłuba roztworem polimerów w celu zmniejszenia oporów opływającej okręt wody, czy też usterzenia ogonowego w konfiguracji „X”. Opracowany jednak w programie badawczym „Albacore” hydrodynamicznie zoptymalizowany kadłub w kształcie łzy, stał się standardem stosowanym – w mniej lub bardziej zbliżonej formie – nie tylko w marynarce amerykańskiej, lecz wkrótce także we wszystkich flotach świata. W tym samym czasie na ukończeniu były już prace nad budową pierwszego na świecie okrętu podwodnego z napędem jądrowym.

### Era atomowa

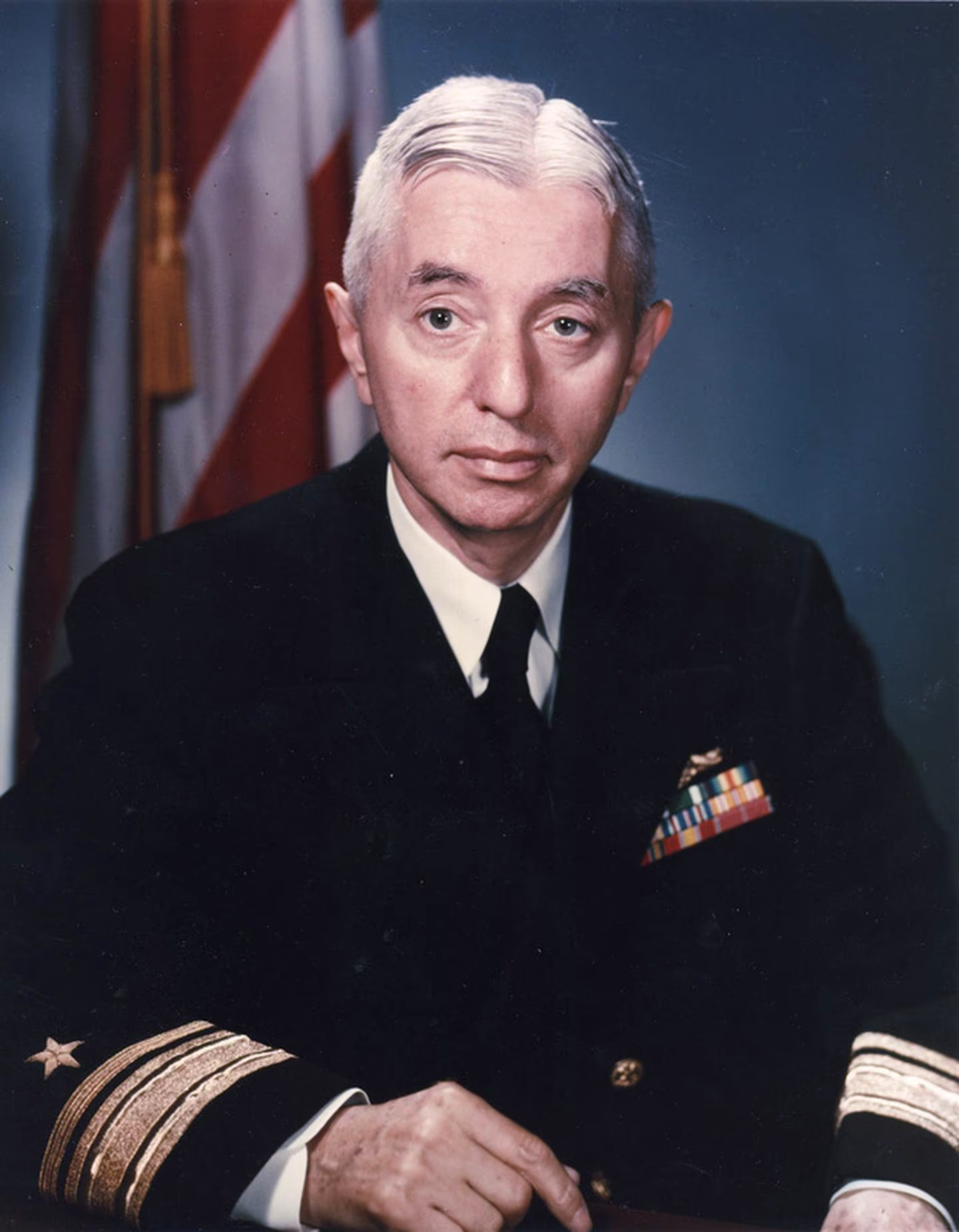
Admirał Hyman Rickover w 1955 roku

Początki amerykańskiego programu napędu jądrowego sięgają roku 1939, kiedy jeden z wiodących amerykańskich fizyków dr George Pegram z Uniwersytetu Columbia zwrócił się do adm. Harolda G. Bowena, szefa Biura Inżynieryjnego Pary marynarki wojennej Stanów Zjednoczonych, kontrolującego laboratorium badawcze Naval Research Laboratory (NRL), z prośbą o spotkanie z naukowcami marynarki w celu przedyskutowania możliwości praktycznego wykorzystania fuzji uranowej. Skutkiem tego spotkania było powstanie pierwszych planów budowy napędu nuklearnego dla okrętów United States Navy. Wybuch drugiej wojny światowej, a zwłaszcza uruchomienie zmierzającego do opracowania bomby atomowej programu Manhattan Engineering District, znanego pod kryptonimem „projekt Manhattan”, na kilka lat zatrzymał program badawczy nad wykorzystaniem energii jądrowej do celów niedestrukcyjnych, jednak już pod koniec wojny marynarka amerykańska wydzieliła do projektu Manhattan kilku naukowców i inżynierów, których zadaniem miała być praca nad napędem jądrowym. Jedną z pięciu przydzielonych przez marynarkę do programu nuklearnego osób był urodzony w Makowie Mazowieckim inżynier Hyman Rickover, który wkrótce objął pod swoje kierownictwo całość amerykańskiego programu napędu jądrowego i kierując nim przez 4 dziesięciolecia faktycznie kierował całym rozwojem amerykańskiej floty podwodnej – stąd też zwany jest dzisiaj „ojcem marynarki atomowej”. Kierowany przez Rickovera departament reaktorów napędowych amerykańskiego Biura Okrętów (Naval Reactors Branch of Bureau of Ships) opracował m.in. reaktor jądrowy S2W, który zainstalowano w zwodowanym w 1954 roku pierwszym okręcie z tego rodzaju napędem USS „Nautilus”.

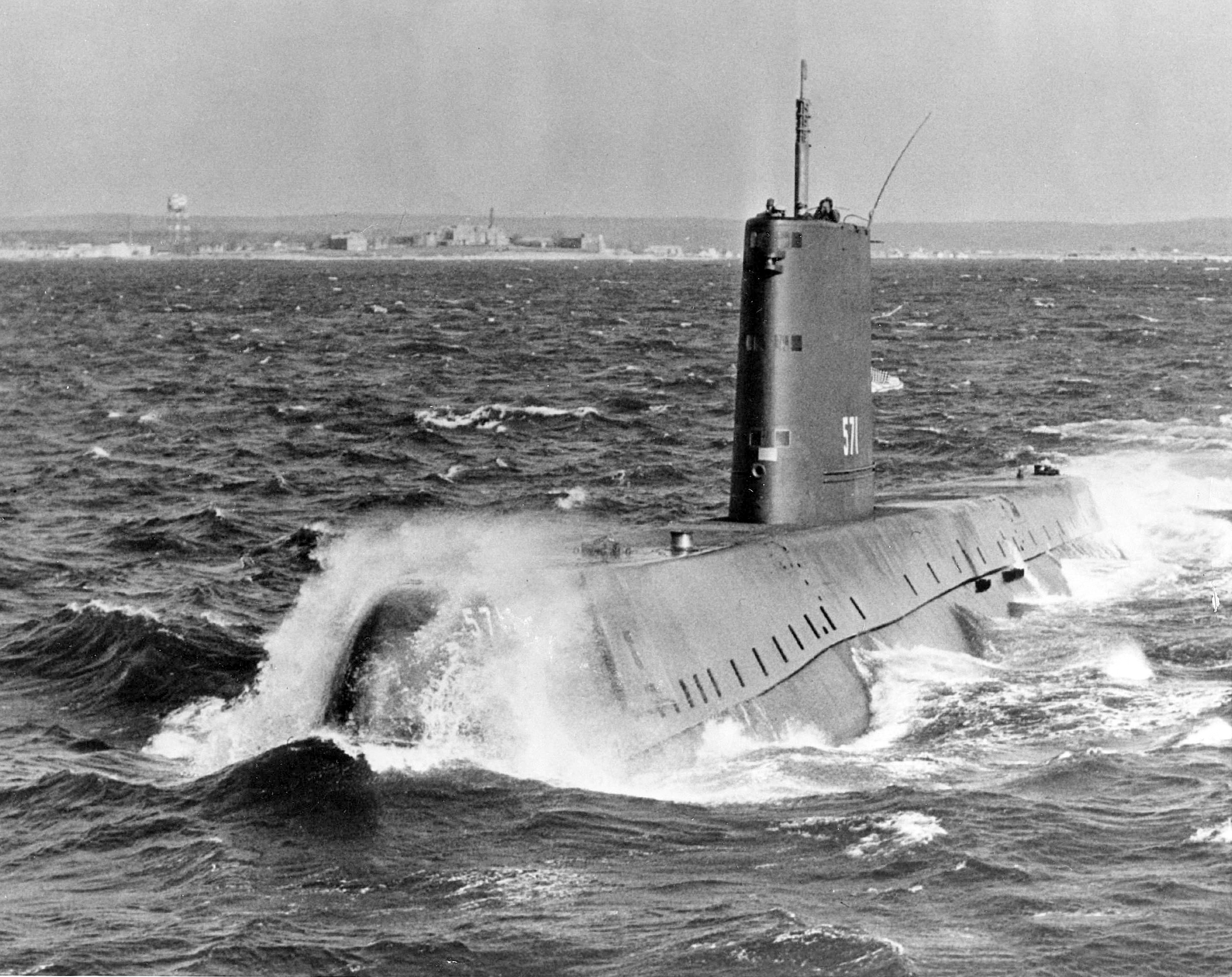
USS „Nautilus” podczas testów morskich

30 grudnia 1954 roku została po raz pierwszy uruchomiona nuklearna siłownia okrętu, a 17 stycznia 1955 roku okręt odpłynął od nabrzeża. Mimo wystąpienia drobnych problemów, które zostały szybko usunięte, okręt płynął w dół rzeki Thames pod dowództwem kmdr. Eugene’a P. Wilkinsona, który lampą sygnałową nadał historyczny sygnał: „Underway on nuclear power” (w drodze na energii nuklearnej).
3 sierpnia 1958 roku „Nautilus” jako pierwszy okręt przepłynął pod biegunem północnym, a testy okrętu oraz przeprowadzone z jego udziałem gry wojenne szybko dowiodły ogromnej przewagi okrętów z napędem jądrowym nad jednostkami z napędem klasycznym. Przeprowadzone zarówno przez marynarkę amerykańską, jak i brytyjską ćwiczenia w zwalczaniu okrętów podwodnych z udziałem „Nautilusa” ujawniły, że wprawione w zwalczaniu okrętów podwodnych siły anglo-amerykańskie są bezradne wobec jednostek tak szybkich pod wodą. Tylko podczas ćwiczeń „Strikeback” w 1957 roku „Nautilus” „zatopił” 16 biorących udział w ćwiczeniach jednostek nawodnych. Paradoksalnie, stało się to powodem dużego zaniepokojenia dowództw marynarki amerykańskiej, które zdawały sobie sprawę z faktu, że Związek Radziecki kończy już prace nad własnym okrętem podwodnym z napędem jądrowym. Marynarka amerykańska świadoma była faktu, że gospodarka kraju w warunkach pokojowych nie jest w stanie dorównać pracującej w trybie wojennym gospodarce radzieckiej w tempie budowy okrętów podwodnych, a amerykańska flota może wkrótce stanąć w obliczu wyposażonej w wielką liczbę okrętów o takim napędzie radzieckiej marynarki wojennej. W sierpniu 1957 roku w radzieckim „zakładzie nr 402” (stocznia „Siewmasz”) w Siewierodwińsku zwodowano pierwszy radziecki atomowy okręt podwodny K-3 „Leninskij Komsomoł” projektu 627. Konstrukcja okazała się niezbyt udana, toteż konstruktorzy z radzieckiego biura konstrukcyjnego SKB-143 szybko wprowadzili poprawki do projektu, zaś przeprojektowane okręty skierowano do produkcji pod oznaczeniem projekt 627A, który w kodzie NATO otrzymał oznaczenie November.
Radzieckie prace nad okrętowym napędem jądrowym sięgają roku 1946, kiedy to wybitny radziecki fizyk Piotr Leonidowicz Kapica zaproponował napęd nuklearny dla okrętów. Kapica, dyrektor Instytutu Problemów Fizycznych, odmówił jednak udziału w radzieckim programie budowy broni jądrowej podobnie jak w programie budowy napędu jądrowego dla okrętów. Został za to usunięty ze stanowiska i zastąpiony przez Anatolija Aleksandrowa (Kapica powrócił na to stanowisko po śmierci Stalina). Z powodu sprzeciwu Ławrientija Berii Aleksandrow nie był jednak w stanie podjąć prac nad napędem nuklearnym aż do zakończenia radzieckich prac nad bombą atomową, kiedy to Związek Radziecki zaczął poszukiwać możliwości dostarczenia broni jądrowej do celu. W 1952 roku Stalin formalnie aprobował uruchomienie projektu rozwoju okrętu podwodnego napędzanego energią jądrową. Opracowana w końcu konstrukcja okrętów projektu 627A nie była – jak amerykańska – oparta na dotychczasowych konstrukcjach okrętów podwodnych o napędzie diesel-elektrycznym, lecz zastosowano całkowicie nowy opływowy kadłub, mający w pełni pozwolić na wykorzystanie mocy siłowni nuklearnej. Wykorzystano w tym celu doświadczenia zebrane przy badaniu w tunelu aerodynamicznym torped, a częściowo także informacje o amerykańskich pracach badawczych nad USS „Albacore”. Ostatecznie, 4 czerwca 1958 roku K-3 odbył pierwszy rejs, korzystając z napędu nuklearnego; 17 stycznia 1959 roku zapadła decyzja o przeznaczeniu tej jednostki jedynie do użytku eksperymentalnego.

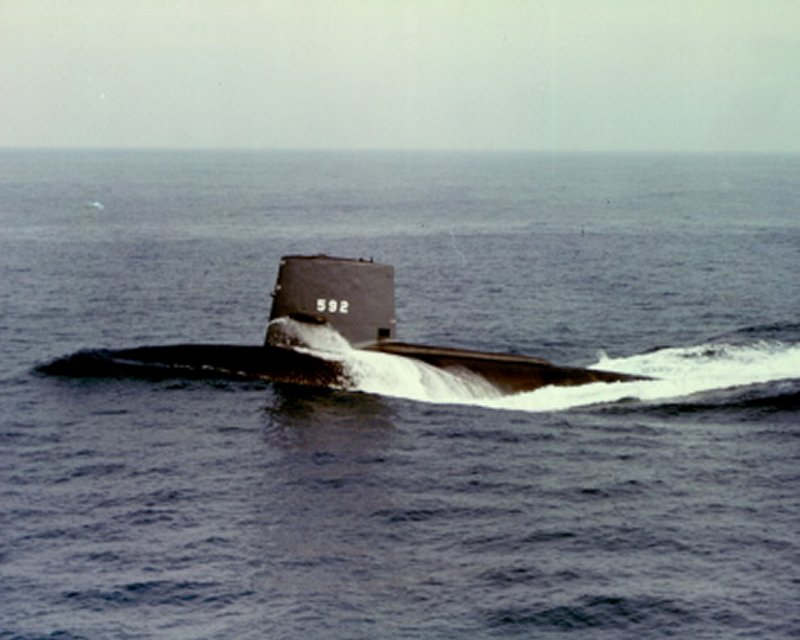
USS „Snook” typu Skipjack

Stany Zjednoczone stały na stanowisku, że ZSRR jest w stanie budować okręty podwodne w tempie, jakie jest niemożliwe do osiągnięcia w USA. Uznano, że jedyną możliwą drogą do zapewnienia amerykańskim siłom podwodnym możliwości przeciwstawienia się flocie Związku Radzieckiego jest zachowanie amerykańskiej przewagi technologicznej, która pozwoli na zrównoważenie radzieckiej przewagi liczebnej. Środkiem ku temu miało być opracowanie bardzo szybkich w zanurzeniu okrętów, przy jednoczesnym zapewnieniu im bardzo dużej zdolności wykrywania i śledzenia okrętów przeciwnika. W 1959 roku wszedł do służby pierwszy okręt całkowicie nowego typu, łączący w sobie kroplowy kadłub typu Albacore z napędem jądrowym. Osiągające pod wodą prędkość 33 węzłów jednostki typu Skipjack były wówczas najszybszymi okrętami podwodnymi na świecie, okazały się jednakże zbyt hałaśliwe jak na wymagania US Navy, toteż już po wybudowaniu 6 jednostek tego typu, amerykańska marynarka wojenna zmieniała plany i pierwotnie siódmy okręt tego typu został znacznie przeprojektowany. W efekcie zmian projektowych powstał całkowicie nowy typ okrętu, od nazwy pierwszej jednostki określany mianem typu Thresher. Były to pierwsze okręty, które de facto stanowiły jedynie dodatek do swojego sonaru, „wokół którego zostały zbudowane”. Zastosowanie przy konstrukcji jego kadłuba sztywnego wytrzymałej stali HY-80 pozwoliło na konstrukcyjne zwiększenie testowej głębokości zanurzenia tych jednostek do 400 metrów, dodatkowe wyposażenie tych okrętów i ich znacznie lepsze wyciszenie sprawiło, że okręty typu Thresher były nieznacznie wolniejsze od jednostek Skipjack.
Podobnie jak dla marynarki amerykańskiej, ważnym dla radzieckiej marynarki wojennej parametrem okrętów podwodnych była prędkość podwodna. Jednym z najważniejszych zadań radzieckich okrętów podwodnych miało być zwalczanie amerykańskich i brytyjskich lotniskowców, toteż okręty, które miały wykonać to zadanie, musiały dysponować prędkościami podwodnymi, które umożliwiłyby im doścignięcie zachodnich zespołów uderzeniowych floty. Już w 1958 roku, kiedy wypłynął w morze pierwszy radziecki okręt podwodny z napędem atomowym, Rada Ministrów ZSRR zatwierdziła wstępne wymagania wobec nowych szybkich okrętów następnej generacji. Podstawowymi założeniami nowego projektu miały być dwukrotne zwiększenie prędkości (względem okrętów projektu 627A), półtorakrotne zwiększenie głębokości zanurzenia, wyposażenie w mały reaktor jądrowy oraz małą turbinę, wyposażenie w odpalany z zanurzenia system rakietowy o niewielkich rozmiarach, przy jednocześnie dużym zasięgu, kontrola okrętu za pomocą systemów w pełni zautomatyzowanych oraz możliwość użycia systemów bojowych okrętu przy pełnej prędkości, zwiększenie ochrony okrętu przeciwko minom, torpedom oraz pociskom rakietowym, zmniejszenie ogólnej wyporności okrętu oraz jego wymiarów, ulepszone warunki bytowe załogi oraz użycie nowych rodzajów materiałów.

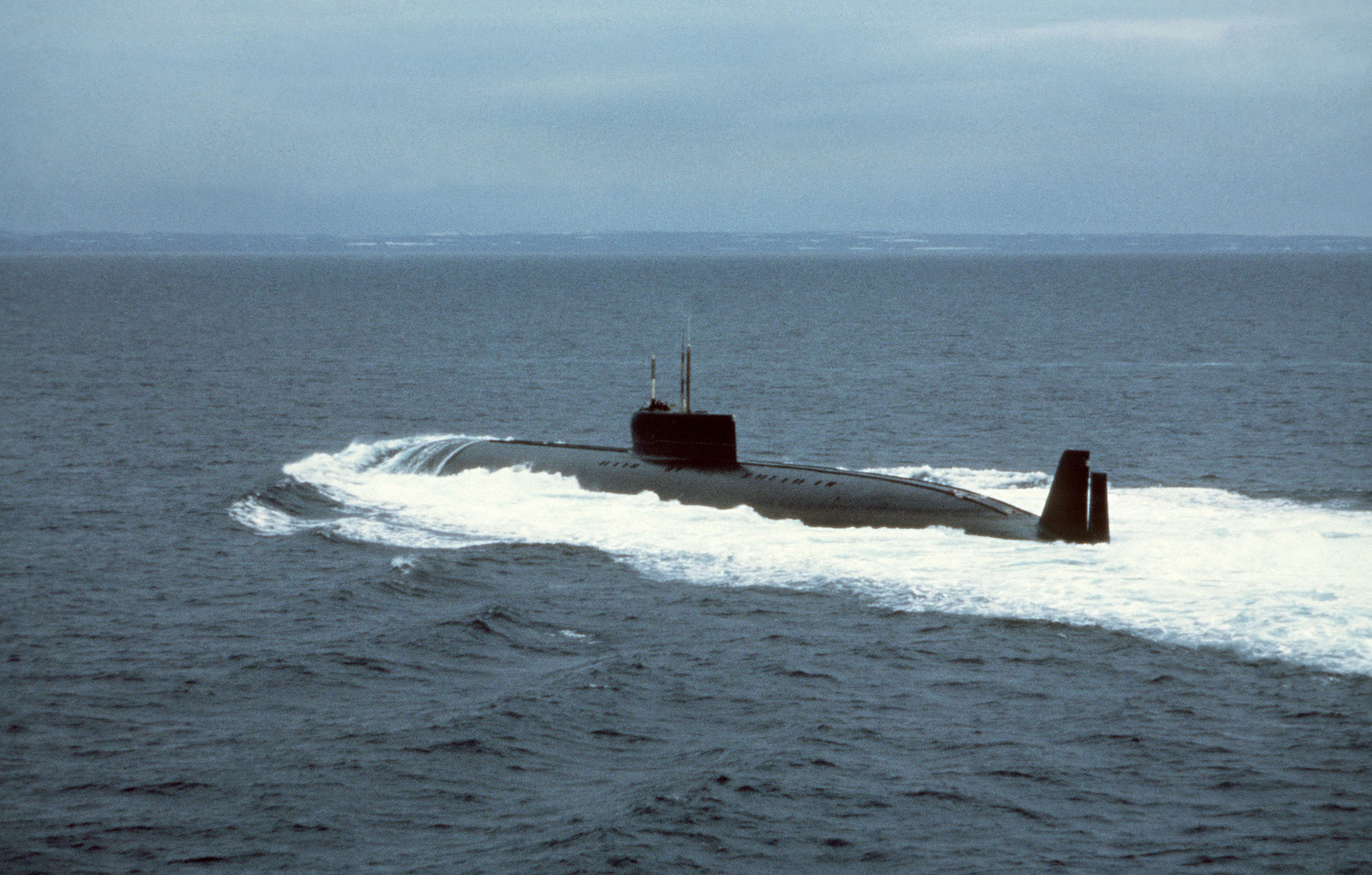
K-162, 26 października 1983 roku

Według tych założeń powstać miały okręty projektu 661 (kod NATO: Papa), a następnie 705 (NATO: Alfa). Po zakończeniu skomplikowanego procesu konstrukcji i budowy pierwszy okręt projektu 661 z oznaczeniem taktycznym K-162 wszedł do służby w 1969 roku. Testy jednostki wykazały jej niezwykłą charakterystykę. Już w trakcie testów osiągnęła prędkość podwodną 42 węzłów przy wykorzystaniu 90% mocy, podczas gdy specyfikacja projektowa „gwarantowała” prędkość 37 do 38 węzłów. W roku 1970, przy wykorzystaniu maksymalnej mocy siłowni, okręt ten osiągnął prędkość 44,7 węzła – największą kiedykolwiek osiągniętą przez załogowy pojazd podwodny. Jednostka ta miała jednak istotne wady, które zadecydowały nie tylko o jej losie, lecz także o niekontynuowaniu produkcji następnych okrętów tego projektu. Jedną z nich była bardzo duża hałaśliwość (już przy prędkości 35 węzłów natężenie generowanego przez maszynownię dźwięku przekraczało 100 dB, co było wartością nieakceptowalną w jednostkach operacyjnych). Okręt został więc ostatecznie wycofany ze służby, po czym w latach 1993–1994 pocięty na złom. Znaczenie projektu Papy dla oceny rozwoju konstrukcji okrętów podwodnych polega głównie na tym, iż była ona swego rodzaju wyznacznikiem przyjętej przez Związek Radziecki filozofii ewolucji okrętów tej klasy. Mimo zakończenia niepowodzeniem całego programu okrętów 661, K-162 demonstrował, w jakim kierunku podąży radziecka marynarka w przyszłości. Wprowadzenie do budowy kadłubów sztywnych stopów tytanu, co miało na celu zwiększenie ich wytrzymałości przy jednoczesnym zmniejszeniu wagi, umożliwiło osiąganie przez okręt niezwykle wysokich prędkości. Jednocześnie K-162 był jednocześnie zwiastunem przyjętej przez marynarkę radziecką zasady ograniczania liczebności załogi, wynikającej z poglądu, iż automatyzacja okrętu – czyli minimalizacja czynnika ludzkiego – zmniejsza ryzyko błędów na pokładzie, a zatem zwiększa stopień bezpieczeństwa okrętu. Była to filozofia biegunowo odmienna od tej prezentowanej przez marynarkę amerykańską w tym względzie, przez admirała Rickovera w pierwszym rzędzie, który, mimo wielu nacisków ze strony oficerów marynarki, nieugięcie stał na stanowisku, że to właśnie człowiek z jego wiedzą, intelektem, doświadczeniem, a nawet intuicją, jest bezpieczniejszy dla okrętu niż maszyna. Stanowczo wykluczał automatyzację obsługi konstruowanych przez „Naval Reactors” siłowni, dopuszczając automatyzację jedynie w zakresie urządzeń kontrolnych – podejmowanie decyzji pozostawiając wyłącznie w gestii człowieka. Zwłaszcza w latach 60. XX wieku, US Navy przeżywała bardzo duże problemy personalne związane z koniecznością obsady dużej liczby wprowadzanych do użytku okrętów. Nigdy jednakże nie szukała rozwiązania problemów personalnych na drodze znacznego zwiększenia stopnia automatyzacji okrętów. Ostatnie, skomputeryzowane typy amerykańskich okrętów podwodnych – wprowadzane do służby z końcem XX i już w XXI wieku, zredukowały liczbę członków załóg zaledwie o pięć procent względem liczebności załóg sprzed dwudziestu pięciu lat. W rzeczywistości taka sytuacja jest dla amerykańskiej marynarki satysfakcjonująca, nie zmieniają tego stanu nawet najnowocześniejsze myśliwskie okręty typu Seawolf oraz Virginia. W tym samym okresie liczebność załóg na okrętach radzieckich zmalała radykalnie. Radzieckie okręty myśliwskie projektu 945 (NATO: Sierra) obsługiwane były przez 60 osób – mniej niż połowę liczby osób obsługujących odpowiadające im okręty amerykańskie. Prawdopodobnie jeszcze ciekawszym jest porównanie amerykańskich okrętów przenoszących międzykontynentalne pociski balistyczne UGM-133 Trident II D-5 typu Ohio z radzieckimi okrętami projektu 949 (NATO: Oscar). Okręty amerykańskie wyposażone są w tym przypadku w pojedynczy reaktor, Oscar natomiast ma dwie siłownie nuklearne. Okręty radzieckie – przy dwóch reaktorach – wymagają w morzu mniejszego zakresu obsługi przez człowieka niż amerykańskie przy jednym; podczas pobytu w porcie wymagają znacznie większego zakresu wsparcia i bieżącej obsługi konserwacyjno-remontowej. Z drugiej strony koszty utrzymania załogi okrętu (płace, szkolenie i trening oraz zaopatrzenie) są znacznie wyższe niż koszty utrzymania pracowników na lądzie.
| Typ               | Wodowanie | Wyporność (podwodna) | Uzbrojenie | Załoga |
| ----------------- | --------- | -------------------- | ---------- | ------ |
| Los Angeles       | 1974      | 6927 t               | 25         | 141    |
| Ohio              | 1976      | 18 750 t             | 24+24      | 163    |
| Los Angeles (VLS) | 1986      | 7102 t               | 25+12      | 141    |
| Seawolf           | 1995      | 9137 t               | 50         | 134    |
| Virginia          | 2003      | 7835 t               | 26+12      | 134    |
| 971 Akuła         | 1982      | 10 700 t             | 40         | 73     |
| 949 Oscar         | 1983      | 22 500 t             | 28+24      | 107    |
| 945 Sierra        | 1983      | 8300 t               | 40         | 60     |

Rekordowo w tym względzie jawiły się radzieckie jednostki projektu 705 (NATO: Alfa), które przy wyporności w zanurzeniu nieco mniejszej niż 3200 ton, obsługiwane były przez jedynie 30 osób załogi.
W lutym 1968 roku znajdujący się w drodze do Wietnamu amerykański lotniskowiec USS „Enterprise” został przechwycony przez sowiecką jednostkę typu November (proj. 627A). November, choć nieco wolniejszy od lotniskowca, okazał się zdolny do przeprowadzenia radzieckich procedur przechwycenia z wykorzystaniem danych z systemu obserwacji oceanicznej. Incydent z „Enterprise” pokazał, że radzieckie okręty są szybsze, niż przypuszczano, w związku z tym uzasadnione było przypuszczenie, że nowe jednostki projektu 671 (NATO: Victor) i 670 (NATO: Charlie) będą jeszcze szybsze – nawet niż amerykańskie okręty Sturgeon i Thresher. Pojawiły się opinie, że ZSRR zdolny jest do budowy 20 takich jednostek rocznie. Remedium w tej sytuacji jawiło się opracowanie nowego, bardzo szybkiego okrętu podwodnego, który byłby w stanie podjąć walkę z szybkimi radzieckimi okrętami, a także wejść w skład eskorty amerykańskich lotniskowców. 6 kwietnia 1974 roku, w należącej do Northropa Grummana stoczni Newport News zwodowano pierwszy okręt nowego typu – Los Angeles, USS „Los Angeles”. Był to duży okręt, o wyporności podwodnej 6927 ton i z wprowadzonym po raz pierwszy od 1959 roku zupełnie nowym reaktorem S6G. „Los Angeles” był pierwszym amerykańskim okrętem od czasów jednostek typu Skate, w których zastosowano inny niż bardzo udany reaktor S5W, który służył w amerykańskiej flocie bezawaryjnie przez niemal 20 lat na około 100 okrętach.

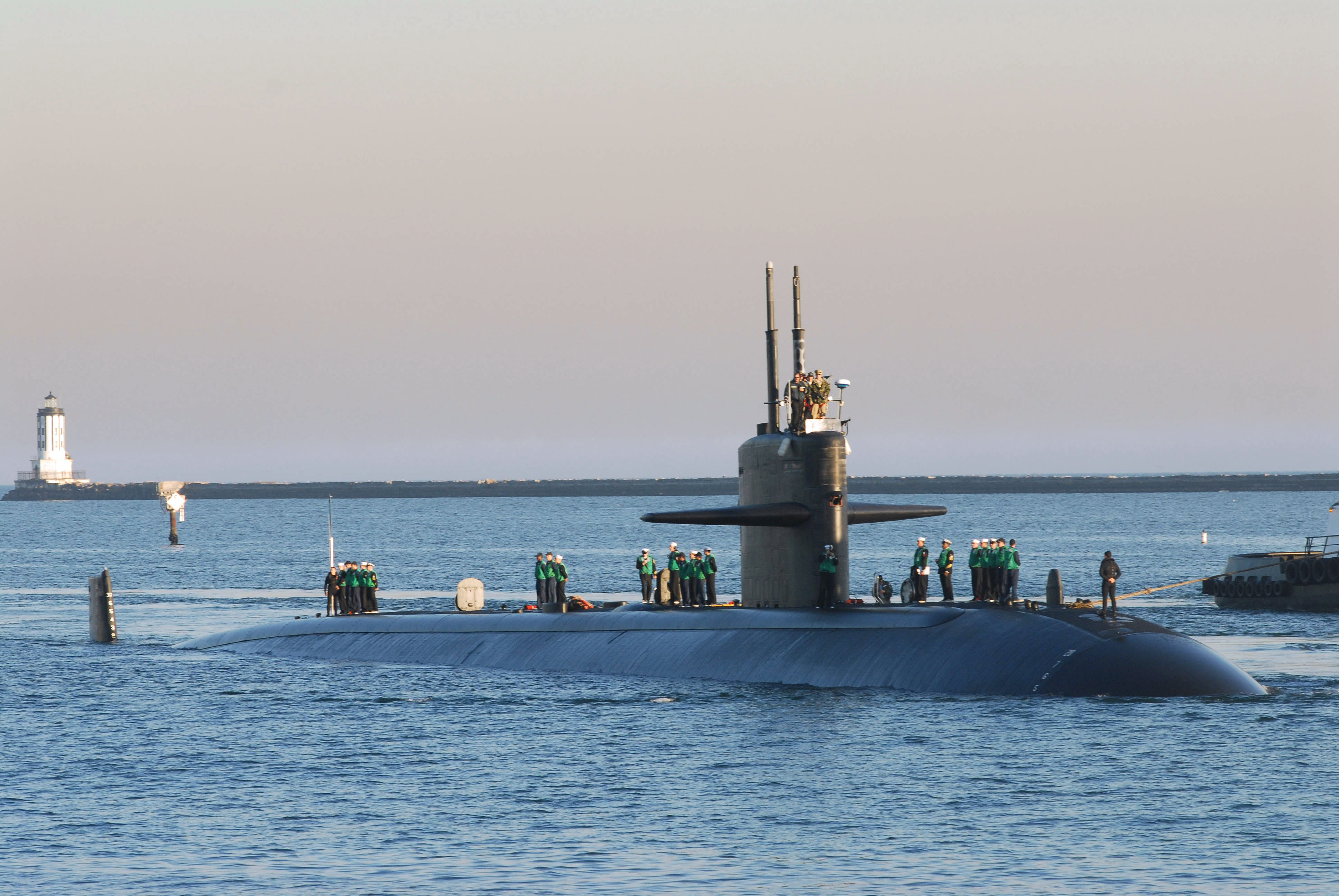
USS „Los Angeles”

W trakcie zimnej wojny marynarka wojenna Stanów Zjednoczonych utraciła przewagę nad flotą Związku Radzieckiego w zakresie prędkości oraz dopuszczalnej głębokości zanurzenia okrętów podwodnych. Przez cały jednak czas priorytetem US Navy były jak najlepsze parametry stealth, w szczególności stopień wyciszenia jednostek, a prymatu w tej dziedzinie nigdy nie utraciła. Dowództwo US Navy wychodziło z założenia, iż torpeda zawsze wyprzedzi okręt podwodny, zawsze też będzie w stanie zejść w ataku głębiej niż jej cel, nie będzie jednak w stanie zniszczyć go, jeśli nie będzie w stanie go zlokalizować bądź śledzić. Mniejszy poziom szumów własnych okrętu daje podwójną korzyść – okręt jest trudniejszy do wykrycia, a własne sensory akustyczne są bardziej wrażliwe na szumy okrętów przeciwnika. Zgodnie z dotychczasową praktyką szczególny nacisk w programie badawczo rozwojowym oraz projektowym okrętów typu Los Angeles, położono więc na zapewnienie im jak najmniejszego poziomu emitowanego do otoczenia dźwięku. Ostateczny rezultat osiągnięto dzięki najbardziej zaawansowanym w tamtych czasach technologiach izolowania wibracji, wygłuszania kadłuba itp., sukcesywnie też unowocześnianym w czasie służby już wybudowanych okrętów. W efekcie osiągnięto wyciszenie konstrukcyjnie znacznie przewyższające analogiczne konstrukcje radzieckie tamtego czasu. W połączeniu ze znacznie wyższą w Stanach Zjednoczonych jakością wykonania poszczególnych elementów jednostek, osiągnięte rezultaty w zakresie wyciszenia wyprzedzały poziom akustycznego stealth ówczesnych okrętów radzieckich o 5 do 10 lat rozwoju. Sytuacji tej nie zmieniło nawet wprowadzenie przez ZSRR do służby następców jednostek Alfa – pierwszych okrętów projektu 971 (Kod NATO: Akuła), ani nawet produkowanych około roku 1990 – okrętów ulepszonego projektu 671RTM (NATO: Improved Victor III).

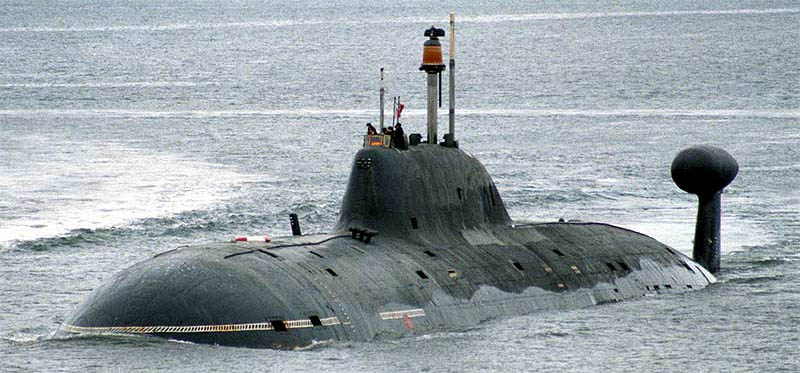
K-157 „Wjepr” typu Akuła II w 2003 roku

Z biegiem lat w amerykańskiej marynarce wojennej zaczęły podnosić się głosy twierdzące o pewnym skostnieniu następcy Biura Okrętów, czyli Dowództwa Systemów Morskich US Navy (Naval Sea Systems Command), jego zbytnim konserwatyzmie i niewystarczającej innowacyjności. Na dodatek, na początku lat 80. XX wieku władzę w Stanach Zjednoczonych objął prezydent Ronald Reagan, który zmienił dotychczasową pasywną strategię uniemożliwiania flocie radzieckiej swobodnego operowania na obszarach Atlantyku i Pacyfiku, na bardziej agresywne podejście w postaci gotowości do ataku na radzieckie jednostki w samym sercu jej obszaru operacyjnego, tj. na wodach radzieckich; zwłaszcza w tzw. bastionach – wyznaczonych i szczególnie bronionych obszarach operowania strategicznych radzieckich okrętów podwodnych przenoszących pociski balistyczne z głowicami jądrowymi, w pobliżu brzegów ZSRR. Po raz pierwszy wówczas w Stanach Zjednoczonych podjęto próbę opracowania konstrukcji nowego okrętu, którego specyfikacja została ustalona na podstawie wyników przeprowadzonych gier wojennych, nie zaś jak do tej pory przeprowadzano gry wojenne z uwzględnieniem możliwości posiadanych okrętów. Na ich podstawie opracowano projekt okrętu zdolnego do długotrwałego przebywania w wodach bezpośrednio okalających Związek Radziecki, wyposażonego też w bardzo dużą liczbę jednostek broni, co zapewniało mu dużą niezależność od zaopatrzenia w bazie, wystarczająco cichego, aby uniknąć wykrycia swojej obecności w tych wodach oraz dysponującego możliwością wykonywania uderzeń na morskie cele podwodne przeciwnika spoza zasięgu jego broni. Trwające przez kilkanaście lat prace nad okrętem o takiej charakterystyce, doprowadziły w końcu do powstania okrętów typu Seawolf – najdroższych jednostek podwodnych świata, których łączny koszt programu badawczego i produkcji ustępował jedynie kosztowi budowy super-lotniskowców typu Nimitz. Za taką cenę otrzymano jednak okręt o niezwykłej w latach 90. charakterystyce akustycznej, który przy prędkości 20 węzłów generował mniejszy hałas niż okręty typu Los Angeles stojąc przy nabrzeżu, zaś wielkość jego prędkości taktycznej przekracza 25 węzłów. Po raz pierwszy w amerykańskiej marynarce wykorzystano w tym celu pędnik wodnoodrzutowy zamiast tradycyjnej śruby okrętowej oraz nową siłownię z zaawansowanym reaktorem S6W wykorzystującym naturalną cyrkulację chłodziwa (bez użycia hałaśliwej pompy cieczy chłodzącej rdzeń reaktora).
Specjalnie dla okrętów tego typu opracowywano też nowy odpalany z wyrzutni torpedowej pocisk przeciwpodwodny wyposażony w startowy silnik rakietowy oraz głowicę jądrową o mocy 200 kT UUM-125 Sea Lance, służący do niszczenia zanurzonych okrętów podwodnych (zwłaszcza strategicznych) na dystansie do 185 kilometrów od punktu startu. Okręt prototypowy tego typu USS „Seawolf” przyjęto do służby 19 lipca 1997 roku, ostatecznie jednak z powodu zakończenia zimnej wojny, planowany początkowo na 30 jednostek program anulowano po wyprodukowaniu zaledwie trzech okrętów tego typu.
Pracujący dla ZSRR w latach 1968–1985 oficer marynarki USA John Walker, wśród wielu informacji o krytycznym znaczeniu dla US Navy, ujawnił wywiadowi radzieckiemu na jak szeroką skalę dowództwo amerykańskiej floty było w stanie śledzić radzieckie okręty podwodne na obszarach Atlantyku i Pacyfiku, zarówno za pomocą systemu obserwacji oceanicznej SOSUS jak i sonarów okrętów podwodnych. Uświadomiło to radzieckiemu dowództwu, jak istotne znaczenie ma wyciszenie.

### Strategiczne okręty rakietowe
Na początku 1944 roku Klaus Riedel – pracownik niemieckiego ośrodka rakietowego w Peenemünde – zaproponował wystrzeliwanie pocisków V-2 na Wielką Brytanię z Morza Północnego, dokąd miały być holowane w kontenerach startowych przez okręty podwodne. Projektowi nadano kryptonim Prufstand XII (Stanowisko badawcze XII). Kontenery V-2 miały około 32 metrów długości, 5,7 metra średnicy oraz wyporność 500 ton, obok jednego pocisku mieściły m.in. pomieszczenie osób obsługujących, pomieszczenie centrum bojowego, zbiornik paliwa rakietowego oraz zbiorniki balastowe. Jeden okręt podwodny mógł holować do trzech pojemników. Planowane było także holowanie kontenerów przez Atlantyk, co miało umożliwić atak na – stanowiący główny cel na kontynencie amerykańskim – Nowy Jork. W ramach tej misji obsługa pocisku podróżować miała na pokładzie okrętu, po czym w celu odpalenia pocisku przejść miała do kontenera, dokonać tankowania pocisku i odpalić go. Projekt kontenerów ukończony został w sierpniu 1944 roku w stoczni Vulkan w Szczecinie, tam też rozpoczęte zostały prace nad ich budową. W momencie zakończenia wojny, trzy kontenery były ukończone w 65–70 procentach, natomiast model prototypowy został przetestowany na wodach przybrzeżnych w pobliżu Peenemünde. Począwszy od października 1945 roku Wielka Brytania, USA oraz ZSRR rozpoczęły serię testów zdobytych lub skompletowanych pocisków V-2. 6 września 1947 roku „amerykański” V-2 został wystrzelony z pokładu lotniczego lotniskowca USS „Midway” (CV-41), co uznawane jest za pierwszy start pocisku balistycznego z platformy mobilnej. W 1949 roku w ZSRR przygotowano wstępny projekt rakietowego okrętu podwodnego pod sygnaturą Projekt P-2, którego planowanym zadaniem było wykonywanie uderzeń na cele lądowe. Projekt opracowany został przez CKB-18 (późniejsze biuro konstrukcyjne Rubin). Okręt miał zakładaną wyporność nawodną niemal 5400 ton, a przenosić miał 12 pocisków R-1 (radzieckich wersji V-2) oraz pocisków manewrujących Łastoczka. W realizacji programu tego okrętu napotkano jednak dużą liczbę problemów, których konstruktorzy nie zdołali pokonać, w tym m.in. problemy ze stabilizacją pocisku przed jego odpaleniem. W pierwszej fazie rozwoju morskich systemów rakietowych woda-ziemia zarówno ZSRR, jak i USA traktowały ten rodzaj broni jako broń wyłącznie taktyczną bez znaczenia strategicznego.

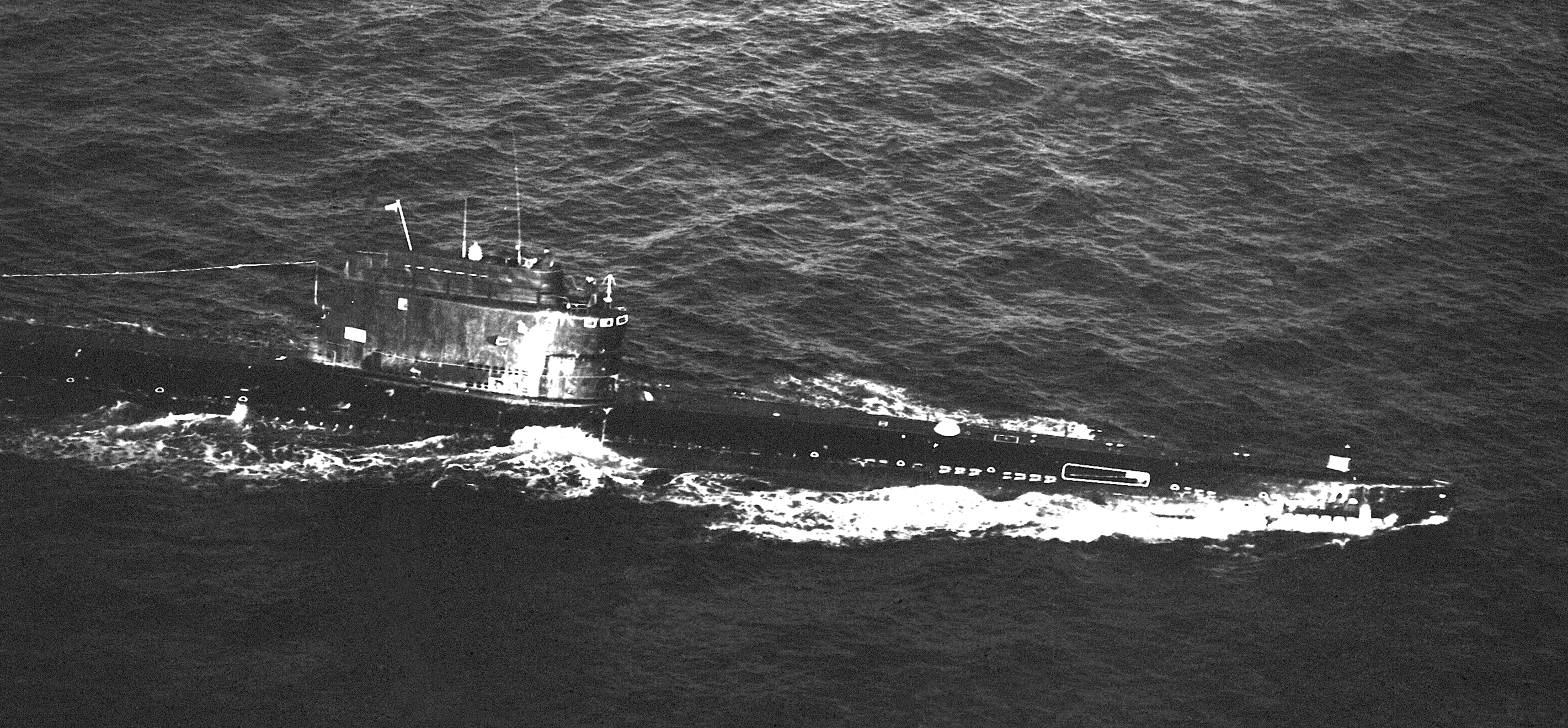
Okręt projektu 611 (NATO: Zulu)

Pierwszym na świecie okrętem podwodnym przenoszącym pociski balistyczne był radziecki zmodyfikowany okręt projektu 611 (kod NATO Zulu) – B-67. Na okręcie tym, dwie pionowe wyrzutnie pocisków R-11FM umieszczono w powiększonym kiosku okrętu, rezygnując przy tym z części baterii elektrycznych w przedziałach znajdujących się pod kioskiem, a także kilku pomieszczeń oficerów, których przeniesiono do magazynu torpedowego. Pierwszy w historii start pocisku balistycznego z pokładu okrętu podwodnego miał miejsce 16 września 1955 roku. Wystrzelony ze znajdującego się na Morzu Białym wynurzonego B-67 pocisk R-11FM trafił w poligon testowy na Nowej Ziemi. W tym też roku rozpoczęto prace nad zmodyfikowaną wersją projektu 611, oznaczoną AW611. W 1959 roku pierwsze pociski R-11FM osiągnęły gotowość operacyjną, dając tym samym ZSRR miano pierwszego państwa uzbrojonego w wystrzeliwane z okrętu podwodnego pociski balistyczne. W trakcie regularnych patroli, pociski te nie były wyposażone w przeznaczone dla nich głowice nuklearne RDS-4 o mocy 10 kt, które przechowywane były na lądzie z możliwością zainstalowania w pociskach w razie zagrożenia atakiem. Po przeniesieniu programu pocisków dla okrętów podwodnych do SKB-385, biuro to rozpoczęło prace nad systemem rakietowym D-2, składającym się z nowego pocisku R-13 oraz nowej serii okrętów podwodnych projektu 629 (NATO: Golf). R-13, o zasięgu 650 km, napędzany był silnikiem na paliwo ciekłe i podobnie jak R-11 wystrzeliwany z powierzchni. Okręty, dla których były przeznaczone, miały taki sam napęd spalinowo-elektryczny jak współczesne im okręty projektu 641 (kod NATO: Foxtrot). Skonstruowane w CKB-16 pod kierunkiem Isanina okręty projektu 629 miały wyporność 2850 ton na powierzchni i mogły przenosić trzy pociski R-13.

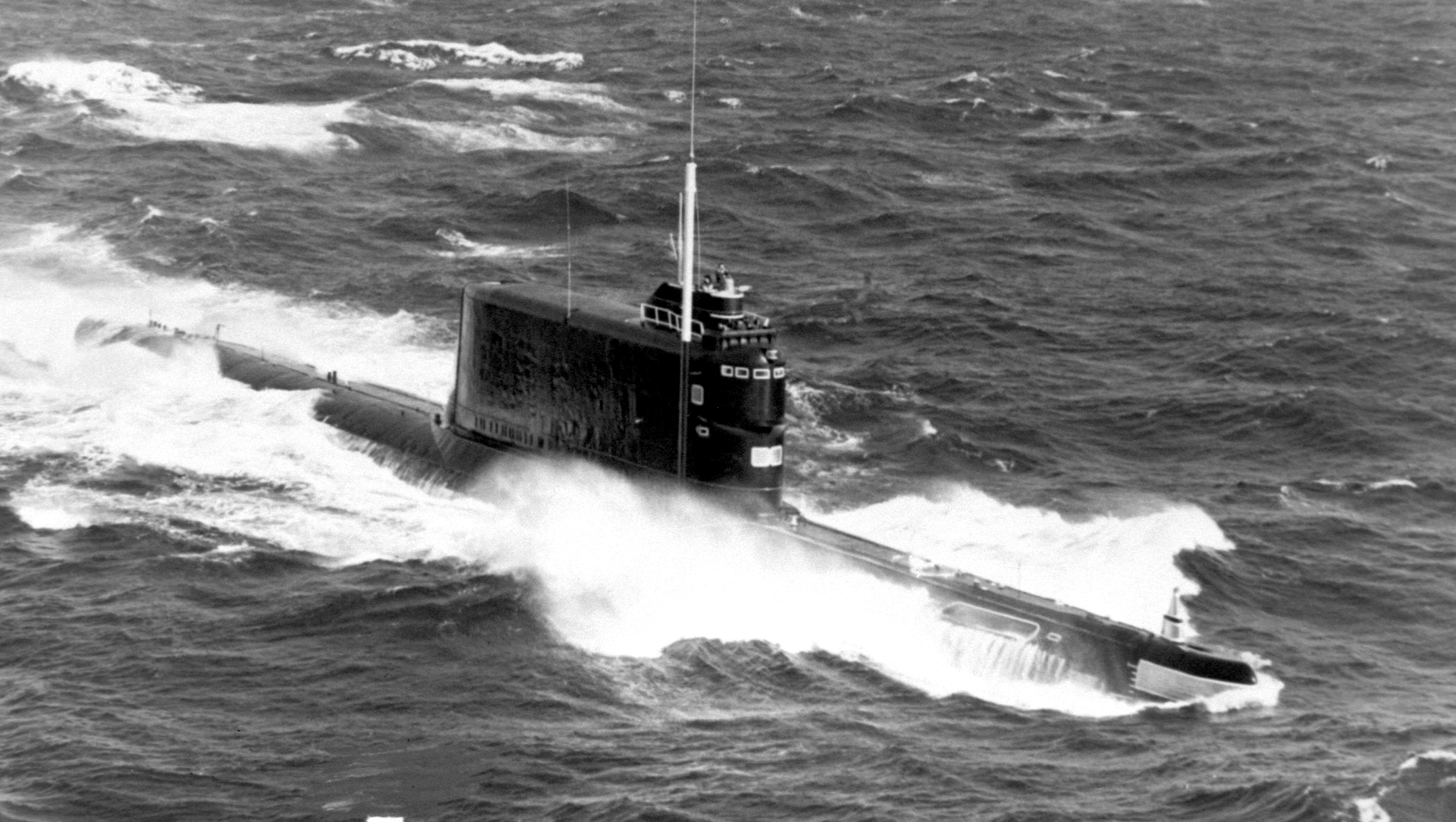
Okręt projektu 629 (NATO: Golf)

Wyrzutnie startowe tych pocisków przechodziły przez całą wysokość kadłuba wewnętrznego, wchodząc aż do kiosku, start zaś pocisków odbywał się na powierzchni, po ich podniesieniu ponad kiosk okrętu. Pierwsze pięć okrętów tego typu przenosiło pociski R-11FM, późniejsze – R-13. W czasie budowy pierwszych jednostek, CKB-16 rozpoczęło rozwój systemu z małym reaktorem, który w okrętach projektu 629 zapewniać miał energię dla ładowania akumulatorów, eliminując konieczność użycia w tym celu silników spalinowych, program ten został jednak przerwany. Okrętem prototypowym projektu 629 był B-41 (oznaczony później K-79), który wybudowany został w Siewierodwińsku i dostarczony marynarce wojennej w roku 1959. W ciągu następnych trzech lat stocznie w Siewierodwińsku i Komsomolsku zbudowały 22 okręty tego projektu. Wybudowane w ostatniej z tych stoczni sekcje dwóch dodatkowych jednostek zostały przekazane Chinom, gdzie następnie jedna z nich została złożona w Darien, przyjmując oznaczenie 035. Druga jednostka nigdy jednak nie została skompletowana.

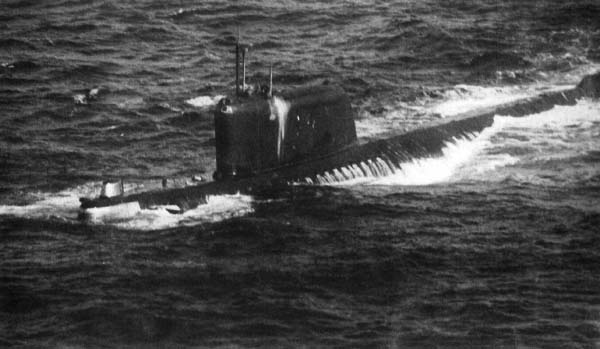
K-19 projektu 658 (NATO: Hotel)

Sposób odpalania pocisków R-11FM i R-13 był skomplikowany i czasochłonny – trwający do półtorej godziny. Nawet jeśli część procedur przedstartowych na okrętach projektu 629 mogła odbywać się pod wodą, w celu zakończenia procedury i odpalenia pocisku okręt musiał się wynurzyć, co potęgowało możliwość i ryzyko wykrycia nawet jeszcze przed wynurzeniem. 20 października 1961 roku przeprowadzono pierwszy na świecie test pocisku balistycznego SLBM uzbrojonego w głowicę termojądrową. Okręt projektu 629 wystrzelił pocisk R-13 z jedną głowicą o mocy 1 Mt, która eksplodowała na poligonie „Tęcza” na Nowej Ziemi. We wrześniu 1956 r. biuro CKB-18, rozpoczęło intensywne prace nad nowym typem okrętu projektu 658 (kod NATO: Hotel). Z uwagi na napięty terminarz, program ten przebiegał bez wcześniejszego opracowania projektu wstępnego. W jego rezultacie, już w pierwszym kwartale następnego roku zakończono opracowywanie projektu okrętów o wyporności nawodnej 4080 ton i długości 114 metrów. Jednostki te zostały pierwotnie wyposażone w trzy pociski R-13 (NATO: SS-N-4), a także w wyrzutnie torpedowe 533 mm oraz 400 mm – podobnie jak okręty projektu 675 (kod NATO: Echo II) – celem zwalczania niszczycieli ZOP. Siłownia tych okrętów podobna była do zainstalowanej w jednostkach projektu 627A (NATO: November) oraz projektów 659 i 675 (NATO: Echo), z dwoma reaktorami WM-A. Wszystkie jednostki tego projektu miały problemy techniczne. Najważniejszą z przyczyn tych problemów była niska jakość wykonania oraz brak, czy też niedostatek kontroli jakości w stoczniach i u dostawców komponentów. W opinii szefa zespołu konstruktorów – Siergieja Kowalowa: To była prawdziwa katastrofa – przeciekające generatory pary, przeciekające kondensatory i, praktycznie, wojskowa użyteczność tych jednostek była wątpliwa. W latach 1960–1962 w Siewierodwińsku ukończono osiem jednostek projektu 658 (Hotel); budowa kolejnych okrętów rakietowych tego typu była planowana, lecz została zatrzymana w roku 1959 w związku z utworzeniem Strategicznych Sił Rakietowych i anulowaniem programów morskich strategicznych sił uderzeniowych.

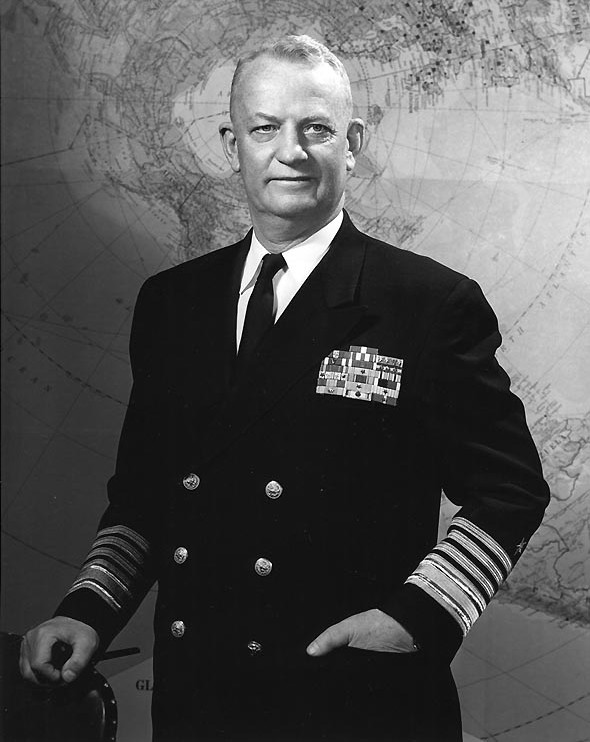
Admirał Arleigh Burke

Inaczej przebiegały początki realizacji idei okrętów podwodnych wystrzeliwujących pociski rakietowe w Stanach Zjednoczonych, w których po początkowych próbach pocisku V-2, pomysł wystrzeliwania pocisków balistycznych z okrętów został nie tylko zarzucony, lecz oficjalnie wręcz zwalczany. Doszło bowiem do tego, że szef operacji morskich w latach 1953–1955, admirał Robert Carney, nałożył restrykcje na oficerów marynarki promujących program balistyczny. Sytuację w tym względzie zmieniło dopiero objęcie w 1955 roku funkcji szefa operacji morskich przez admirała Arleigha Burkego, dla którego wsparcie, wbrew opozycji w marynarce, najwyższego priorytetu programu balistycznego US Navy, było najbardziej znaczącą inicjatywą w trakcie sprawowania przez niego po raz pierwszy tej funkcji, w latach 1955–1957. Burke utworzył specjalne biuro marynarki Special Projects Office (SPO), którego wyłącznym zadaniem miały być prace nad morskimi pociskami balistycznymi i przenoszącymi je okrętami. W celu umożliwienia szybkiej budowy podwodnych nosicieli pocisków balistycznych, US Navy zmieniła plany dotyczące zamówionych już okrętów myśliwskich o napędzie nuklearnym, których budowa została już rozpoczęta. Z tego też względu pierwsze pięć jednostek przenoszących pociski Polaris A-1 (SSBN 598–602), było pochodnymi okrętów myśliwskich typu Skipjack. W programie tym zaplanowano budowę 41 okrętów z napędem jądrowym, z których każdy przenosić miał 16 umieszczonych w pionowych silosach pocisków. Pierwszą serię „41 for Freedom” jak popularnie nazwano 41 jednostek tworzących system rakietowy Polaris-Poseidon, tworzyło 5 okrętów typu George Washington. Wszystkie 41 okrętów, na które składały się także jednostki typów Ethan Allen, Lafayette, James Madison i Benjamin Franklin, wybudowano w rekordowym czasie zaledwie kilku lat.

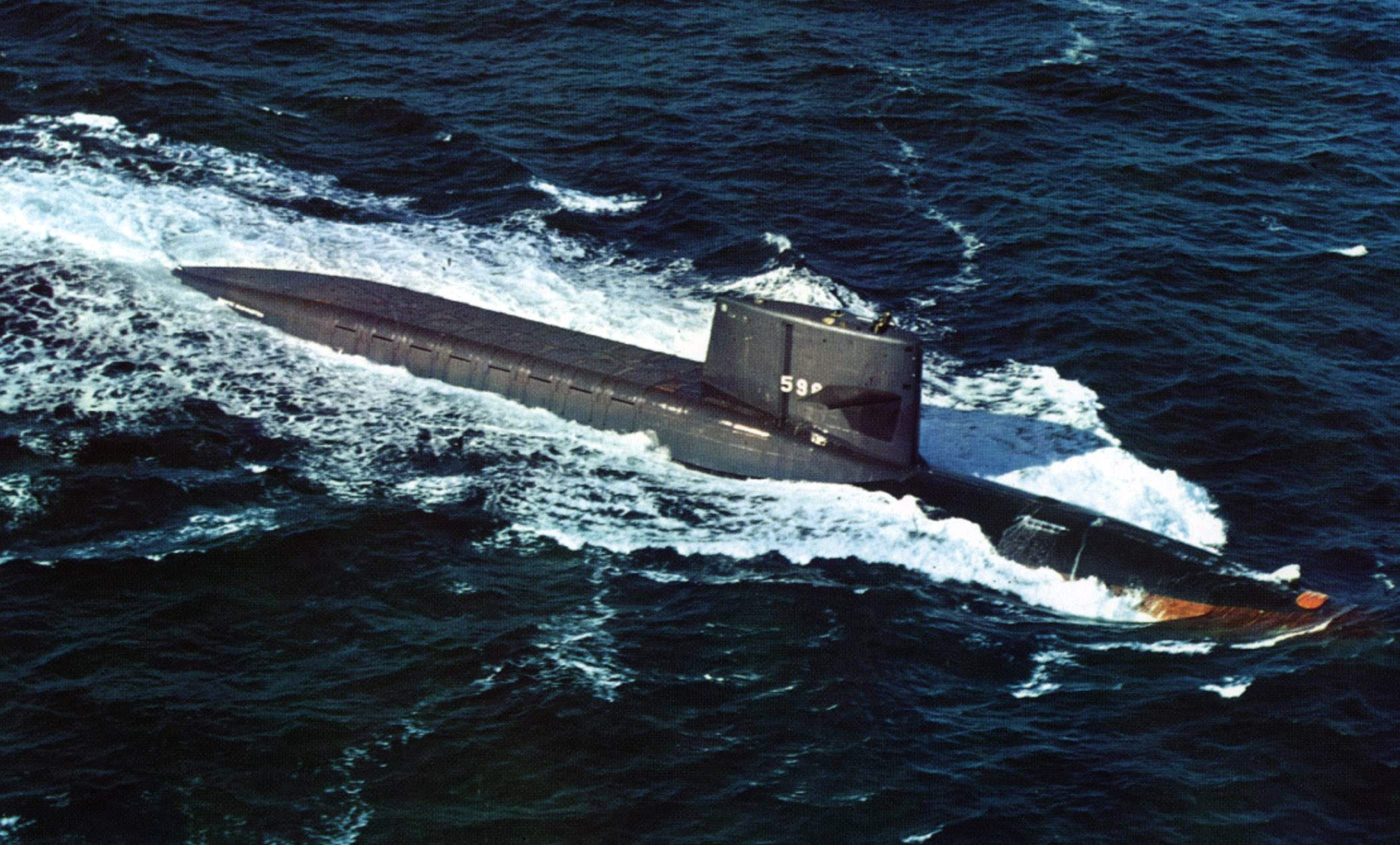
USS „George Washington”, pierwszy strategiczny okręt podwodny z napędem jądrowym

Okręty te miały opływowy kadłub z jedną śrubą oraz siłownią jądrową z reaktorem S5W, zapewniającą moc 15 000 koni mechanicznych. Dla celów pomieszczenia pocisków balistycznych okręty tego typu zostały przedłużone o 39,6 metra, w tym 13,7 m dla urządzeń specjalnej nawigacji oraz kontroli pocisków, 3 metry dla urządzeń pomocniczych oraz 22,9 m dla dwóch rzędów (po osiem w każdym) pojemników startowych. Znacznie większe niż oryginalny typ Skipjack okręty rakietowe miały tę samą siłownię, co czyniło je okrętami zdecydowanie wolniejszymi. Pierwszy okręt SSBN USS „George Washington” powstał z połączenia elementów okrętu „Scorpion”, którego budowę rozpoczęto 1 listopada 1957 r. oraz „Skipjack”. W celu budowy USS „George Washington”, dokonano ponownego zamówienia, tym razem na okręt nowego typu. W związku z rozwojem radzieckiego programu rakietowego produkcja okrętów SSBN otrzymała najwyższy narodowy priorytet. W związku z nim, z uwagi na moce produkcyjne stoczni oraz zaopatrzenie w materiały i urządzenia, produkcja wszystkich innych jednostek – zwłaszcza okrętów myśliwskich – została spowolniona bądź wstrzymana. Do lipca 1960 roku w produkcji było pięć jednostek typu George Washington (598), pięć ulepszonych okrętów typu Ethan Allen (608) oraz cztery jednostki typu Lafayette (616).

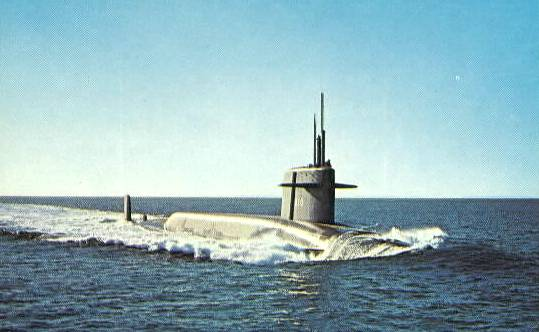
USS „Thomas A. Edison” typu Ethan Allen

Pierwszych pięć okrętów bazowało na konstrukcji typu Skipjack, z testową głębokością zanurzenia 215 metrów, z wyjątkiem pierwszego okrętu „George Washington”, którego przedział rakietowy nie został – jak kadłuby pozostałych jednostek – zbudowany ze stali HY-80, lecz z mniej wytrzymałej High-Tensile Steel, z powodu której zanurzenie testowe tego okrętu wynosiło 183 metry. Pięć jednostek typu Ethan Allen było większymi okrętami opartymi na kadłubie i maszynach okrętów typu Thresher/Permit z testową głębokością zanurzenia 400 metrów i wypornością podwodną 7800 ton. Okręty typu Lafayette były ostatnimi jednostkami Polaris, wymiarami i wypornością (8250 t w zanurzeniu) przewyższały pozostałe jednostki, miały przy tym ulepszony system wyciszenia okrętu. Pierwszy okręt Polaris – „George Washington” – został przyjęty do służby 20 grudnia 1959 roku, a 18 czerwca następnego roku wypłynął na pierwszy patrol, podczas którego dokonał pierwszego odpalenia nieuzbrojonego pocisku Polaris A-1. Na pokładzie okrętu znajdował się w tym czasie kontradmirał William F. Raborn – szef SPO – oraz obydwie załogi, a także pewna liczba techników – razem około 250 osób. W trakcie odpalenia wystąpiły niewielkie problemy procedury odliczania przed startem, co spowodowało, iż okręt powrócił do portu, rezygnując z odpalenia dwóch pozostałych zaplanowanych do wystrzelenia pocisków.

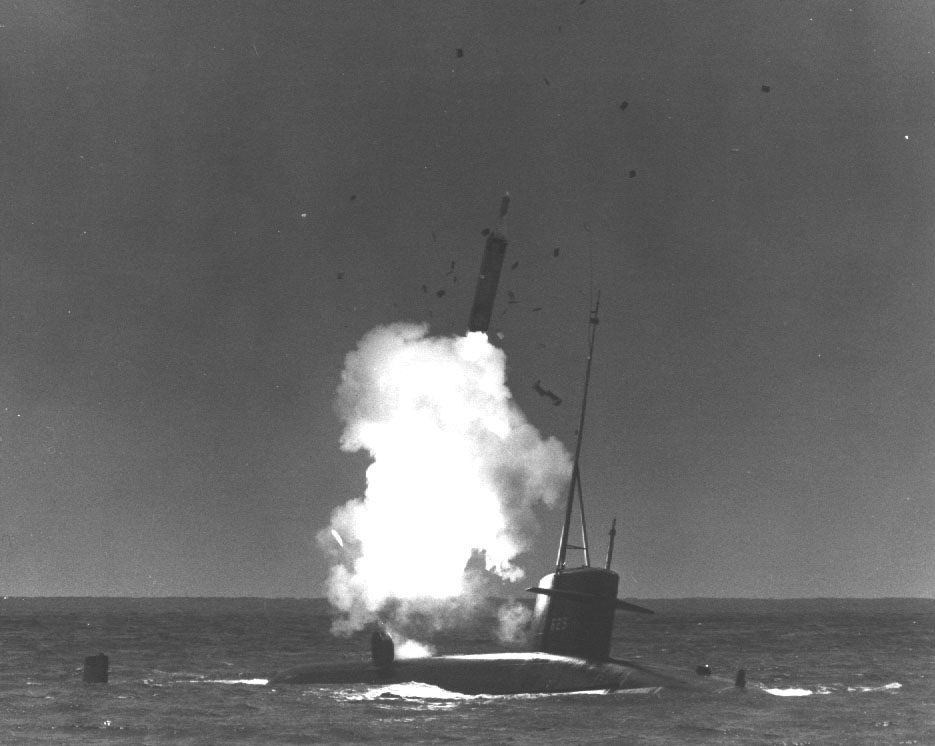
USS „Henry Clay” typu Lafayette odpalający pocisk Polaris A-2 w pobliżu Przylądka Kennedy’ego na Florydzie w 1964 roku. Maszt na szczycie kiosku jest anteną telemetryczną stosowaną przy startach testowych. Test ten, był pierwszym z jedynie dwóch w historii odpaleń amerykańskich pocisków SLBM z powierzchni oceanu

Po usunięciu usterek okręt ponownie wyszedł w morze, dokonując dwóch pozostałych odpaleń. Po drugim z nich kontradmirał Raborn wysłał z pokładu okrętu bezpośrednią depeszę do prezydenta Dwighta Eisenhowera o treści POLARIS – FROM OUT OF THE DEEP TO TARGET. PERFECT (Polaris – z głębin do celu. Perfekcyjnie). Jednostki te wprowadziły do służby nowy standard operacyjny, w którym każdy okręt ma dwie pełne załogi, w tym wypadku 135 oficerów i marynarzy. Załogi te nazywane są „złotą” i „niebieską”. Jedna z załóg wypływa okrętem na sześćdziesięciodniowy patrol, po czym dostarcza okręt do portu celem uzupełnienia zapasów i przeprowadzenia drobnych napraw, a następnie jednostka wypływa na kolejny sześćdziesięciodniowy patrol z drugą załogą, podczas gdy pierwsza z nich poświęca czas na odpoczynek i trening. W ten sposób, dwie trzecie wszystkich okrętów Polaris było w każdym momencie na morzu. Cały program „polaris-poseidon” do dziś uważany jest za bardzo udany. Jednostki Polaris przewyższały radzieckie podwodne okręty rakietowe pierwszej generacji pod każdym względem. W odróżnieniu od okrętów radzieckich, mogły odpalać pociski w zanurzeniu, przenosiły aż 16 pocisków (w odróżnieniu od 2-3 pocisków w okrętach radzieckich), bardziej precyzyjnie ustalały swoją pozycję i co najważniejsze, były całkowicie niewrażliwe na radzieckie środki zwalczania okrętów podwodnych. W roku 1961, jeden z najwyższych oficerów radzieckich pisał w tajnym wówczas raporcie: „Ściśle rzecz biorąc, nie mamy jeszcze dopracowanych metod zwalczania okrętów podwodnych przenoszących pociski rakietowe. Nie zdefiniowaliśmy jeszcze nawet sił jakie byłyby niezbędne do wykonania tego zadania”. W odpowiedzi na pojawienie się w Stanach Zjednoczonych morskiego systemu rakietowego, Związek Radziecki rozpoczął szereg programów rozwojowych broni przeciwpodwodnej, jednakże aż do późnych lat 70., nie stanowiła ona poważnego zagrożenia dla amerykańskich okrętów przenoszących pociski strategiczne.
Do 1967 roku ukończono budowę 41 okrętów SSBN, przenoszących łącznie 656 pocisków. ZSRR wybudował wcześniej 8 okrętów z napędem jądrowym oraz 29 jednostek diesel-elektrycznych przenoszących w sumie 104 pociski. Na dodatek, pociski amerykańskie pociski przenoszone były w „nowoczesnych” napędzanych energią jądrową okrętach, miały większy zasięg, były celniejsze oraz możliwe do odpalenia spod wody. W 1971 roku do służby w US Navy weszły pierwsze na świecie pociski wyposażone w głowice niezależnie wycelowywane – Poseidon C-3, których do 14 głowic MIRV mogło być skierowane każda w odrębny cel w określonym rejonie geograficznym. Radzieckie okręty SSBN drugiej generacji miały zmienić tę amerykańską przewagę. Pierwszym programem radzieckiego okrętu drugiej generacji była konstrukcja jednostki projektu 667, która zrodziła tyle problemów i wad, że ich korekta doprowadziła do skonstruowania całkowicie odrębnego projektu 667A o wyporności podwodnej 9600 ton.

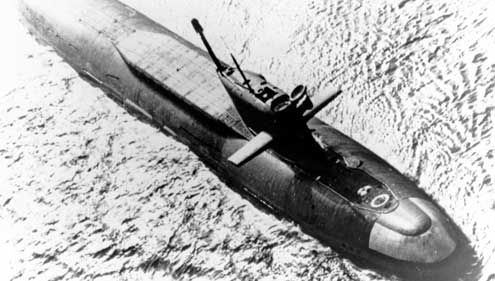
Jednostka projektu 667A

Jednostki 667A (NATO: Yankee I) zapoczątkowały rodzinę okrętów, która przez następne dziesięciolecia stanowiła trzon radzieckich, a następnie rosyjskich strategicznych morskich sił jądrowych. Następne po jednostkach 667A systemów rakietowych D-5 i D-5U, okręty projektów 667B (NATO: Delta I), 667BD (Delta II), 667BDR (Delta III) i 667BDRM (Delta IV), podobnie jak okręty amerykańskiej pierwszej generacji stanowiły konstrukcje tej samej linii rozwojowej. Podobnie jak jednostki amerykańskie, okręty projektu 667A i ich następcy, przenosiły 16 pocisków SLBM (R-27 w przypadku pierwszych jednostek 667A) rozmieszczonych w dwóch rzędach za kioskiem. W przeciwieństwie jednak do swoich amerykańskich kontrpartnerów, w których pociski umieszczono w jednej dodatkowej sekcji, pociski radzieckie umieszczone były w dwóch odrębnych sekcjach (nr 4 i 5). Po raz pierwszy w okrętach radzieckich, stery głębokości umieszczone zostały w kiosku okrętu, co dzięki umieszczeniu ich bliżej środka ciężkości pomagało utrzymać okręt na właściwej głębokości w trakcie odpalania rakiet. Jednostki radzieckie wyposażone zostały w siłownię z dwoma reaktorami WM-2-4 (w odróżnieniu od jednego w okrętach amerykańskich) zapewniających parę dla dwóch turbin OK-700, napędzających dwie śruby. Okręty radzieckie mogły zanurzać się głębiej niż jednostki amerykańskie, mogły szybciej odpalać pociski z większej głębokości przy większej też prędkości okrętu niż jednostki Polaris. Jednostki 667A/Yankee miały możliwość odpalania pocisków z głębokości do 50 metrów, co stanowiło wartość o ponad połowę większą niż w przypadku okrętów amerykańskich. Okręty te generowały jednak duży poziom hałasu, znacząco ustępując w tym względzie jednostkom amerykańskim. Jak twierdził główny konstruktor biura konstrukcyjnego CKB-18 Siergiej Kowalow:

Okręty podwodne projektu 667A od samego początku były bardzo dobre z wyjątkiem ich hałaśliwości. To nie było tak, że nie przykładaliśmy wagi do tego problemu, lecz zwyczajnie na polu naukowym i technicznym, nie byliśmy przygotowani do osiągnięcia niskiego poziomu szumów. Słabo na poziomie naukowym rozumieliśmy naturę dźwięku pod wodą, sądząc że jeśli opracowaliśmy niskoszumową przekładnię turbiny, wszystko powinno być w porządku. Tymczasem rozpoczynały się testy okrętu i wszystko było nie tak.

 Pierwszy okręt projektu 667A został zwodowany 28 sierpnia 1966 roku, zaś przyjęty do służby jako K-137 „Leniniec” 5 listopada 1967 roku. Pierwszy okręt tego projektu wyszedł na patrol atlantycki w czerwcu 1969 roku, a 16 miesięcy później, w październiku 1970 roku 667A rozpoczęły patrole na Pacyfiku.

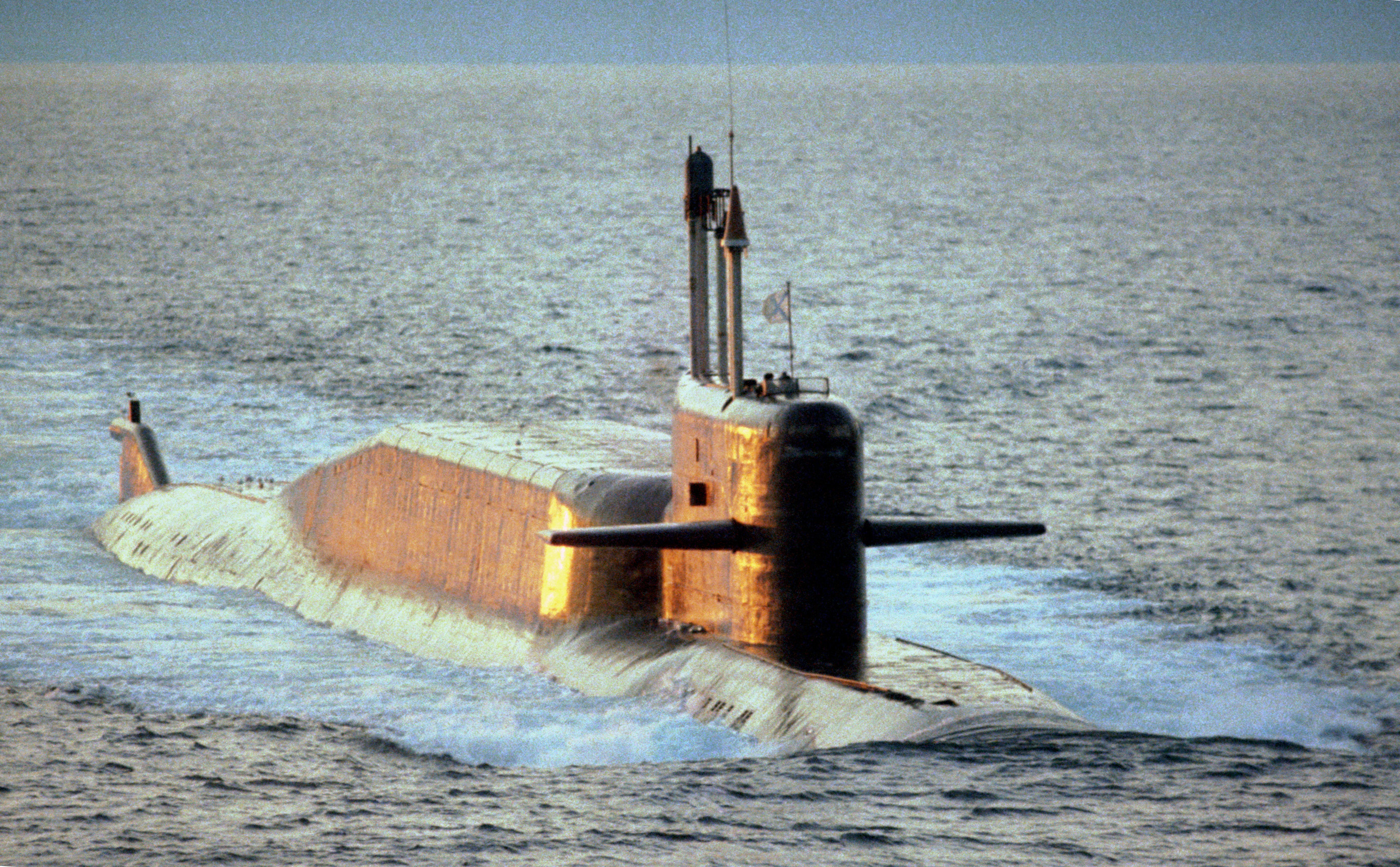
K-18 „Karelia” projektu 667BDRM

W 1965 roku, po odrzuceniu przez marynarkę wojenną całkowicie nowego projektu, biuro CKB-18 pod kierunkiem Kowalowa rozpoczęło prace nad projektem 667B (NATO: Delta I), będącym powiększoną wersją projektu 667A. W kolejnych latach powstały następne unowocześnienia projektu, które doprowadziły do powstania ostatniego projektu 667BDRM (NATO: Delta IV). Okręty tego ostatniego typu były pierwszymi rzeczywiście dobrze wyciszonymi radzieckimi jednostkami strategicznymi, co osiągnięto w bardzo dużej mierze dzięki znacznej poprawie jakości i precyzji wykonania elementów układu napędowego (wałów napędowych, śrub, przekładni, turbin, etc.). Innymi metodami, które pozwoliły na ulepszenie akustycznego stealth, były zastosowane techniki wyciszania – w tym po raz pierwszy w radzieckiej marynarce użyte metody aktywnego wytłumiania hałasu.
W 1966 roku amerykański sekretarz obrony Robert McNamara zarządził przeprowadzenie studiów strategicznych pod kryptonimem Strat-X, których zadaniem było określenie możliwych alternatyw przeciwdziałania sowieckiemu systemowi antybalistycznemu i zwiększenie możliwości przetrwania pierwszego radzieckiego uderzenia atomowego. Rezultatem prac Start-X było m.in. uruchomienie przez Stany Zjednoczone programu Undersea Long Range Missile System (ULMS), którego zadaniem było opracowanie całkowicie nowego podwodnego systemu rakietowego, który otrzymał wkrótce nazwę „Trident”. Program zmierzał do konstrukcji okrętu podwodnego i przeznaczonego dla niego pocisku balistycznego o zasięgu międzykontynentalnym, którego celność nie ustępowałaby celności lądowego systemu ICBM. O ile ówczesne technologie rakietowe pozwalały już na konstrukcje pocisków o odpowiednim zasięgu, o tyle zapewnienie pociskom wystrzeliwanym z morskich platform mobilnych równie wysokiej celności, jak w przypadku pocisków wystrzeliwanych ze stacjonarnych wyrzutni lądowych, wymagało zakrojonych wielka skalę prac naukowo-badawczych oraz bardzo skomplikowanego procesu konstrukcyjnego, związanego z niezwykle precyzyjnym określaniem pozycji okrętu w morzu. Według dominującej pierwotnie koncepcji, pociski balistyczne przenoszone miały być w pozycji poziomej (a nie pionowej) na zewnątrz kadłuba sztywnego w ochronnych kapsułach. Według tych założeń pociski mogły być uwalniane z okrętu przy każdej możliwej do osiągnięcia przez okręt prędkości oraz głębokości zanurzenia. Aby uniknąć ujawnienia pozycji okrętu przez śledzoną wstecz trajektorię pocisku, jego odpalenie następować miało z opóźnieniem – co miało w wielkim stopniu zwiększyć szanse przetrwania jednostki.

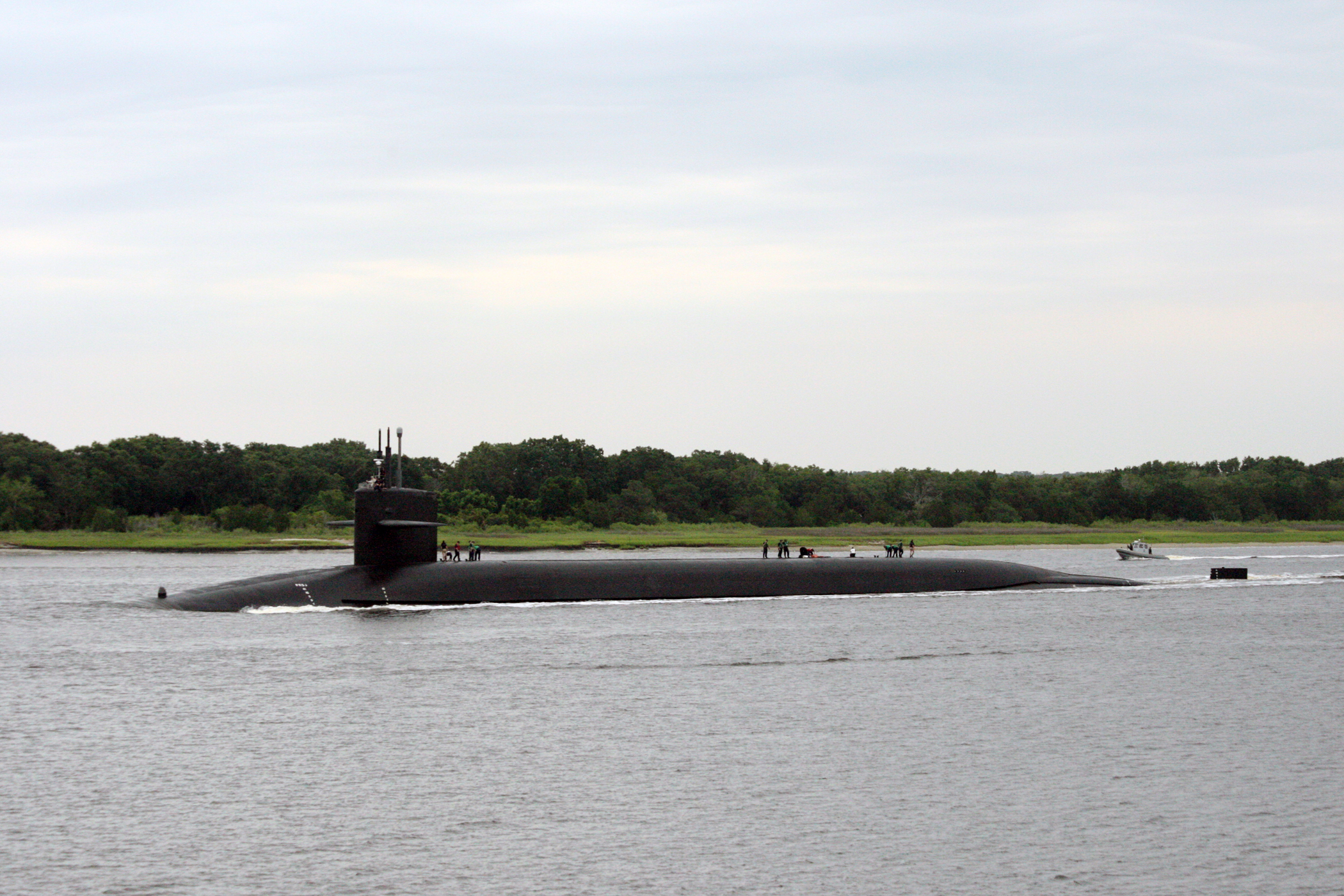
USS „West Virginia” typu Ohio

Ostatecznie amerykańska marynarka zdecydowała się na zastosowanie klasycznego, pionowego umieszczenia pocisków. Rezultatem programu „Trident” było powstanie okrętów typu Ohio zdolnych do przenoszenia 24 pocisków balistycznych w dwóch rzędach po 12 silosów każdy. Jednakże, kiedy przygotowano projekt okrętów ULMS i rozpoczynano budowę pierwszych jednostek, program konstrukcyjny przeznaczonych dla nich pocisków nie został jeszcze ukończony. Co gorsza, przewidywano, iż zajmie to jeszcze wiele lat. W tej sytuacji odpowiedzialne za ten program biuro Strategic Systems Project Office (SSPO) zaproponowało tymczasową alternatywę dla tego pocisku w postaci opartego na konstrukcji Poseidona C-3 pocisku zwanego EXPO (Extended Range Poseidon) lub C3D.

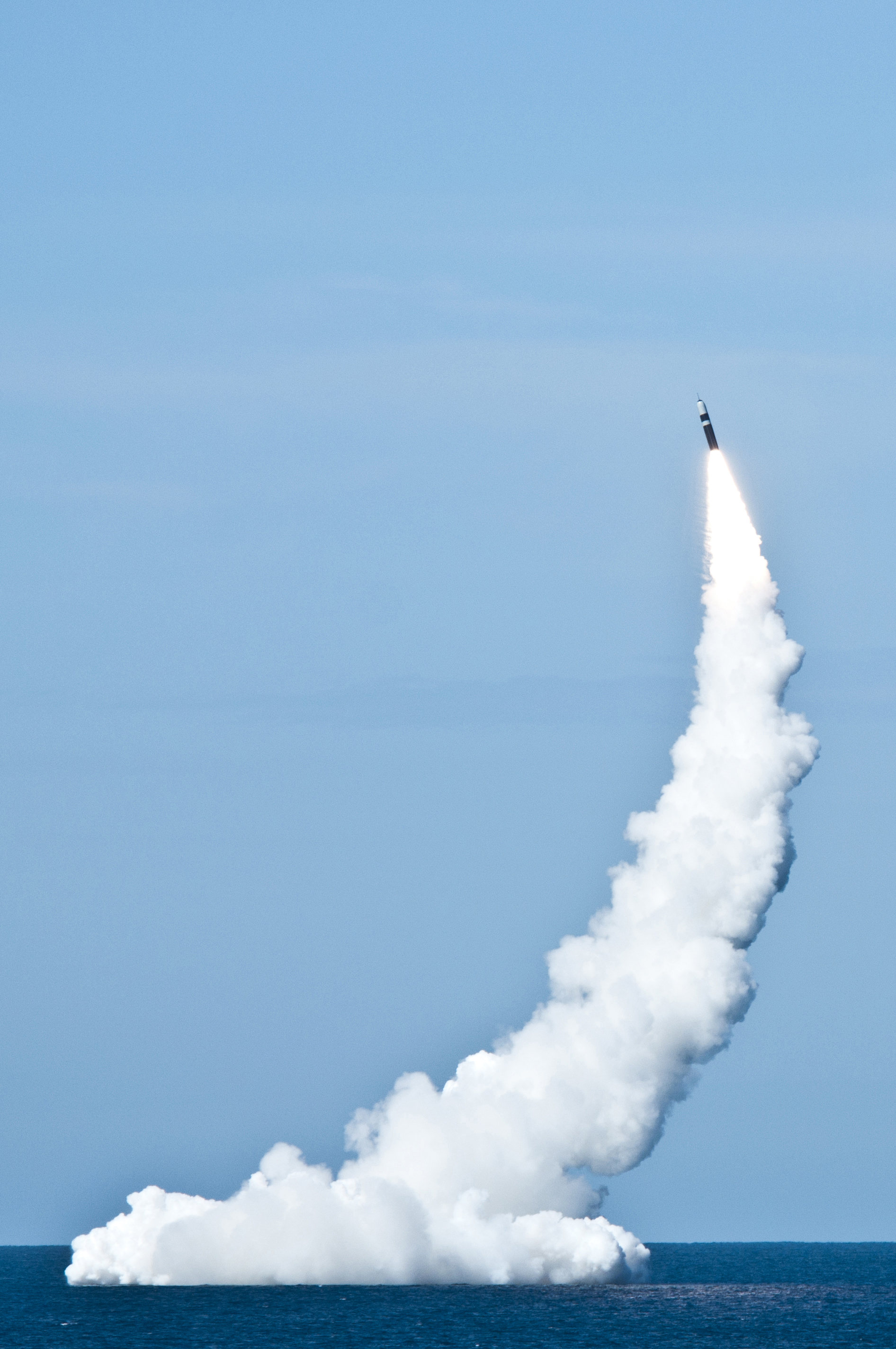
11 marca 2011 roku; 135 z rzędu udany start testowy Trident II D-5, przeprowadzony z pokładu USS „Nevada” typu Ohio

Koncepcję pocisku tymczasowego, który miał być używany niejako w zastępstwie do czasu zakończenia programu R&D pocisku docelowego przyjęto, i tak zdefiniowany pocisk oznaczono jako UGM-93A Trident I C-4. System docelowy jednak wymagał o wiele bardziej zaawansowanego układu nawigacji i naprowadzania, i to zarówno na poziomie okrętu, jak i pocisku. Przeprowadzone badania wykazały bowiem, że nawet drobne błędy w określeniu pozycji okrętu w chwili startu skutkują znacznymi błędami precyzji pocisku na poziomie celu. Dla wymaganego poziomu precyzji ustalenia pozycji okrętu, nie jest wystarczający okrętowy system nawigacji bezwładnościowej, który musi być resetowany z zewnętrznego źródła w trakcie rejsu okrętu, co wymaga kontaktu zanurzonej jednostki ze światem zewnętrznym, a co za tym idzie, ułatwia jej lokalizację przez przeciwnika. Jako sposób rozwiązania problemu, przyjęto system resetowania układu bezwładnościowego za pomocą pomiaru lokalnych zmian ziemskiego pola magnetycznego i jego porównania z mapą ziemskich pół magnetycznych zapisanych w pamięci komputerowego układu nawigacyjnego okrętu. 11 listopada 1981 roku wszedł do służby pierwszy okręt systemu rakietowego „Trident” USS „Ohio”, o wyporności podwodnej 18700 ton, który stał się jednostką prototypową typu – zgodnie z amerykańską praktyką – o jego nazwie. Okręt ten przenosił pierwotnie 24 pociski Trident C-4. Docelowe pociski „Trident” UGM-133 Trident II D-5 weszły do służby dopiero po wejściu w skład amerykańskiej floty dziewiątego okrętu typu Ohio – USS „Tennessee”) w grudniu 1988 roku. Po zakończeniu zimnej wojny, na mocy postanowień traktatu START I, cztery najstarsze wówczas jednostki typu Ohio zostały wycofane ze służby w siłach strategicznych USA, i po odpowiedniej przebudowie zostały skierowane do służby w charakterze nosicieli niestrategicznych pocisków manewrujących. Amerykański program budowy okrętów „Trident” przyspieszył budowę okrętów trzeciej generacji w ZSRR. W trakcie spotkania Leonida Breżniewa z prezydentem Geraldem Fordem w listopadzie 1974 r. we Władywostoku, obaj przywódcy uzgodnili formułę traktatu SALT II nakładającego dalej idące ograniczenia strategicznych broni ofensywnych. Sekretarz generalny KC KPZR zadeklarował jednak, iż jeśli Stany Zjednoczone rozmieszczą system „Trident”, Związek Radziecki będzie zmuszony rozwinąć program nowego strategicznego okrętu. W rzeczywistości program nowego okrętu balistycznego projektu 941 rozpoczęto już dwa lata wcześniej – w 1972 r. w biurze konstrukcyjnym Rubin. W wyniku tego programu powstały okręty projektu 941 „Akuła”, (NATO: Tajfun) – największe okręty podwodne spośród kiedykolwiek zbudowanych. Była to konstrukcja „ciężkiego podwodnego krążownika strategicznego”. Niezwykłą cechą tego okrętu – obok jego wielkości – jest wykonany ze stopów tytanu podwójny kadłub sztywny w układzie katamaranu, składający się z dwóch równoległych kadłubów sztywnych, połączonych ze sobą centralą bojową okrętu, sekcją rakietową oraz sekcją torpedową, całość zaś „owinięta” jest zewnętrznym kadłubem lekkim.

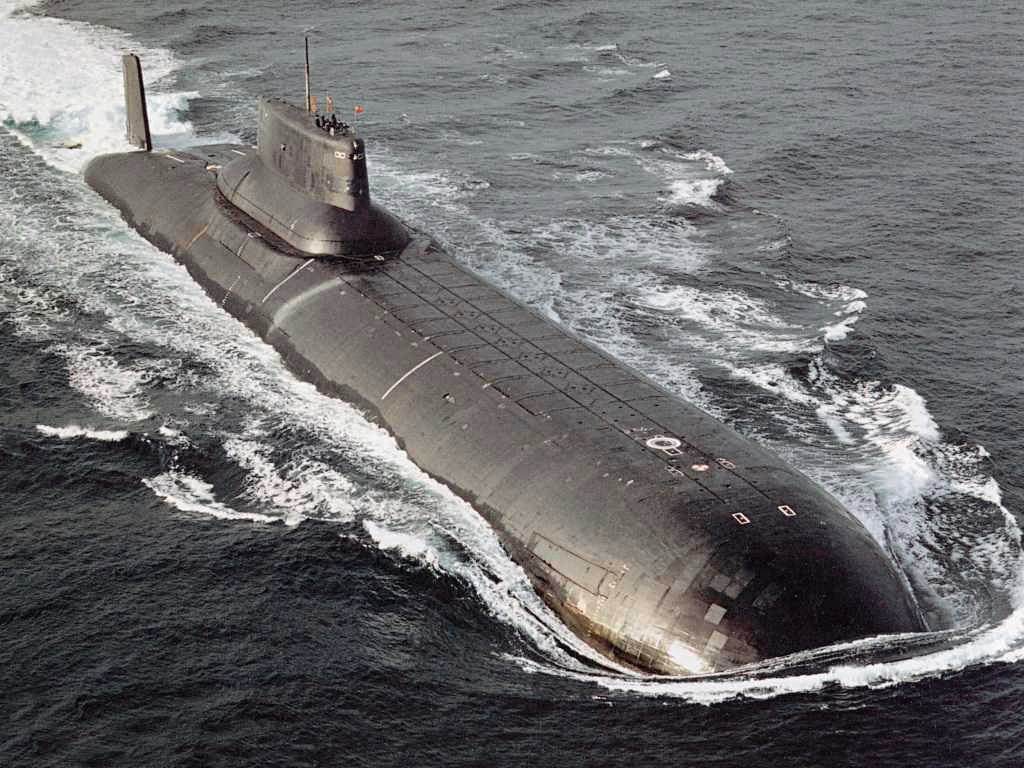
Jednostka projektu 941

Kowalow i pracownicy jego zespołu przeanalizowali liczne koncepcje projektu, w tym gigantycznego okrętu o długości 235 m – ta koncepcja została zarzucona z powodu braku w Związku Radzieckim suchych doków i innych obiektów o długości odpowiedniej dla tak dużych jednostek. W trakcie opracowywania konstrukcji okrętu w leningradzkiej Stoczni Admiralicji przygotowano zautomatyzowany model badawczy – według niedopracowanego jeszcze projektu – w skali 1:10, wyposażony w instrumenty pomiarowe. Ostatecznie biuro Rubin opracowało unikatowy i niezwykle innowacyjny projekt, według 441. koncepcji przeanalizowanej przez konstruktorów. W rzeczywistości okręty typu Akuła mają długość porównywalną z amerykańskimi okrętami typu Ohio – 172 m przy 170 m długości tych ostatnich. O ile jednak amerykańskie okręty mają – określaną jako beam – szerokość 11,7 m, szerokość okrętów radzieckich wynosi 23,2 m, a wyporność podwodna 48 000 ton – trzykrotnie większa od wyporności okrętów typu Ohio. Okręty typu 941 miały rezerwę wyporu hydrostatycznego wynosząca około 48%, podczas gdy okręty Ohio – jedynie około 15% rezerwy. Rezerwa ta pomaga w zmniejszeniu zanurzenia jednostki, a także znacznie ułatwia przebicie się okrętu przez lód, a zwłaszcza pak lodowy w celu wystrzelenia pocisków (25 sierpnia 1995 roku jeden z okrętów projektu 941 wynurzył się na biegunie północnym, przebijając przed wystrzeleniem pocisku R-39 około 2,5-metrową warstwę lodu).
Wielka Brytania, Francja i Chiny także używają rakietowych okrętów podwodnych o charakterze strategicznym. Brytyjski program zapoczątkowany został dzięki zakupowi w Stanach Zjednoczonych pocisków Polaris A-3, wyrzutni startowych i systemów kontroli ognia, Brytyjczycy opracowali jednak swoje własne głowice bojowe. Program rozwoju czterech pierwszych brytyjskich rakietowych okrętów typu Resolution przebiegał podobnie jak w USA – do ich budowy Wielka Brytania wykorzystała konstrukcję jednostek myśliwskich typu Valiant, umieszczając w nich dodatkową (amerykańską) sekcję startową. Pierwsza jednostka tego typu wypłynęła na swój pierwszy patrol operacyjny 15 czerwca 1968 roku. Kiedy w USA został opracowany nowy strategiczny system rakietowy „Trident”, Zjednoczone Królestwo wynegocjowało zakup nowej broni i niezbędnego wyposażenia dla swoich własnych okrętów. Cztery jednostki nowego typu Vanguard, stanowią znacznie powiększoną wersję okrętów typu Resolution – w przeciwieństwie jednak do swojego amerykańskiego odpowiednika „Trident”, okręty te przenoszą jedynie 16 pocisków.
Pod wpływem prezydenta Charles’a de Gaulle’a Francja postanowiła wystąpić ze struktur dowodzenia wojskowego NATO i opracować swój własny system morskiego odstraszania nuklearnego. Decyzja ta uniemożliwiła jej jednak skorzystanie z pomocy i kooperacji USA. W tym czasie Francja nie była jednak zdolna do wzbogacania uranu, toteż usiłowała opracować siłownię jądrową opartą na ciężkiej wodzie, która jednak okazała się za duża, by ją zastosować na okrętach podwodnych. Ostatecznie powstał projekt 6 okrętów typu Redoutable, które były jednocześnie pierwszymi francuskimi okrętami z napędem jądrowym, a ich siłownia opierała się na paliwie w postaci nisko wzbogaconego uranu (20%, w porównaniu z 95% wzbogacenia w przypadku okrętów amerykańskich i brytyjskich). Opracowała w tym celu także pocisk M1. Okręty te rozpoczęły działalność operacyjną w 1971 roku. Po roku 1984 jednostki te przeszły modernizację wprowadzającą system rakietowy MIRV M4. Podobnie jak USA, ZSRR i Wielka Brytania, także Francja pracowała nad nowymi, większymi jednostkami zdolnymi do przenoszenia potężniejszej broni. Cztery okręty typu Triomphant przenoszą aktualnie 16 pocisków M45, wyposażonych w 6 głowic MIRV każdy, o zasięgu 3750 mil morskich. Co jest nietypowe, jednostki Triomphant wyposażone zostały w zasilany energią jądrową napęd turboelektryczny. W przyszłości, okręty te przeznaczone są do instalacji nowego systemu rakietowego M51 o zasięgu 5000 mil morskich.

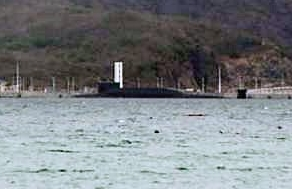
Chińska jednostka SSBN typu 094

Krótko po przystąpieniu Chin do „klubu atomowego”, kraj ten zaczął zmierzać do wyposażenia swoich sił zbrojnych w okręty podwodne zdolne do wystrzeliwania pocisków balistycznych. Z braku własnych zdolności do opracowania tego rodzaju systemu rakietowego, Chiny zwróciły się o pomoc do Związku Radzieckiego, który na potrzeby Chin wybudował kadłuby dwóch okrętów podwodnych projektu 629 (NATO: Golf) i przekazał je Krajowi Środka wraz z maszynowniami i systemami startowymi. Urządzenia te miały być razem zmontowane w Chinach w początku lat 60., jednakże zbudowano w ten sposób tylko jeden okręt, który otrzymał oznaczenie typu 035. Nowa jednostka została następnie skierowana do testów z użyciem radzieckiego pocisku R-11F, a następnie została wyposażona w chińskiej konstrukcji rakiety stanowiące jego pochodną. W 1981 roku Chiny zwodowały pojedynczy okręt typu 092 (NATO: Xia), stanowiący powiększoną wersję pierwszego chińskiego okrętu z napędem nuklearnym, myśliwskiego typu 091 (NATO: Han). Okręt ten został przedłużony w celu umieszczenia w jego kadłubie 12 pocisków JL-1 o zasięgu 1100 mil morskich, wyposażonych w jedną głowicę o mocy 200 do 300 kt, i wszedł do służby w 1983 roku. Jednak aż do roku 1988, Chiny nie były w stanie rozwiązać problemów z systemami kontroli startu pocisków. W latach 1995–1998 okręt przeszedł modernizację wprowadzającą pociski JL-2 z 4 głowicami MIRV, o zasięgu 5000 mil. W roku 2010 do służby wszedł pierwszy okręt nowego typu jednostek strategicznych 094 (NATO: Jin), jednakże publicznie brak jest wiarygodnych informacji na temat tej konstrukcji.
W 2015 roku do grona państw posiadających rakietowe okręty podwodne o charakterze strategicznym dołączyły Indie, ze swoją pierwszą jednostką typu Arihant, wyposażoną w rodzime pociski typu K-4 lub K-15 Sagarika.

### Okręty diesel-elektryczne
USS „Albacore” nie był okrętem operacyjnym, nie był uzbrojony i nie był przeznaczony do prowadzenia normalnych działań podwodnych (był tylko pływającym laboratorium). Pierwsze zastosowanie opracowanej przy jego udziale koncepcji kadłuba, miało miejsce w 3 okrętach z napędem konwencjonalnym typu Barbel, które były formą bezpośredniego zastosowania rezultatów badań z „Albacore” w jednostkach operacyjnych. Już jednak w połowie lat 50. admirał Arleigh Burke (szef operacji morskich) podjął decyzję o całkowitej rezygnacji US Navy z budowy jednostek o napędzie innym niż jądrowy, co pociągnęło za sobą rezygnację z budowy wszystkich zaplanowanych, a nie rozpoczętych okrętów z napędem konwencjonalnym. Zaprezentowane przez pierwsze okręty podwodne z napędem jądrowym możliwości były tak deklasujące współczesne im okręty z napędem diesel-elektrycznym, że decyzja ta nie budziła większych kontrowersji. Co więcej, Wielka Brytania zakupiła w Stanach Zjednoczonych część projektu okrętów typu Skipjack, stosując siłownię okrętów Skipjack z reaktorem S5W do budowy pierwszego brytyjskiego okrętu podwodnego z napędem jądrowym HMS „Dreadnought”. W rezultacie pierwszy brytyjski okręt podwodny z napędem atomowym był jednostką hybrydową, z brytyjskim dziobem okrętu i amerykańską rufą. Fizyczne połączenie tych dwóch elementów otrzymało nazwę Check-Point Charlie. Rząd Stanów Zjednoczonych wykonał w ten sposób znaczący gest, podkreślając specjalne stosunki łączące USA i Wielką Brytanię, oraz umożliwiając Royal Navy przejście na napęd nuklearny znacznie szybciej, niż byłoby to możliwe w innym przypadku. Chęć zakupu jednostek typu Skipjack wyrażała także Holenderska Królewska Marynarka Wojenna oraz Kanada. W tych dwóch ostatnich przypadkach na przeszkodzie zakupom stanęła zmiana spojrzenia Hymana Rickovera i całego dowództwa technicznego US Navy na konieczność zachowania tajemnicy w zakresie technologii nuklearnych. Hyman Rickover uważał bowiem dotychczas, że nie jest możliwe utrzymanie tajemnicy w tym zakresie. Poglądy Rickovera uległy jednak zmianie po jego wizycie na pokładzie radzieckiego lodołamacza „Lenin” − szczegóły budowy jego siłowni jądrowej bowiem przeraziły go. Uważał odtąd, że warto utrzymywać technologie napędu jądrowego w ścisłej tajemnicy. Inne państwa, które budowały okręty podwodne z napędem jądrowym, Wielka Brytania i Francja, także zdecydowały się zaprzestać używania okrętów z napędem chemicznym – wyjątek stanowią w tym względzie Rosja i Chiny. Inne państwa nie używają jądrowych okrętów podwodnych ze względów politycznych, ekonomicznych i innych.
Po okresie przymusowego rozbrojenia i demilitaryzacji, pierwszymi jednostkami podwodnymi wprowadzonymi do służby w marynarce wojennej Republiki Federalnej Niemiec, były jednostki drugowojennego typu XXIII, które wprowadzono do służby w roku 1957. Następnym okrętem tej klasy, który został włączony do służby w odrodzonej marynarce wojennej Niemiec, był zbudowany w styczniu 1945 roku U-2540 typu XXI, który po zbombardowaniu bombami lotniczymi 3 maja tego samego roku, został wydobyty i wyremontowany, po czym 1 września 1960 roku został formalnie włączony do składu floty. Został przy tym nazwany na cześć wspomnianego wyżej dziewiętnastowiecznego niemieckiego pioniera okrętów podwodnych – „Wilhelm Bauer”.

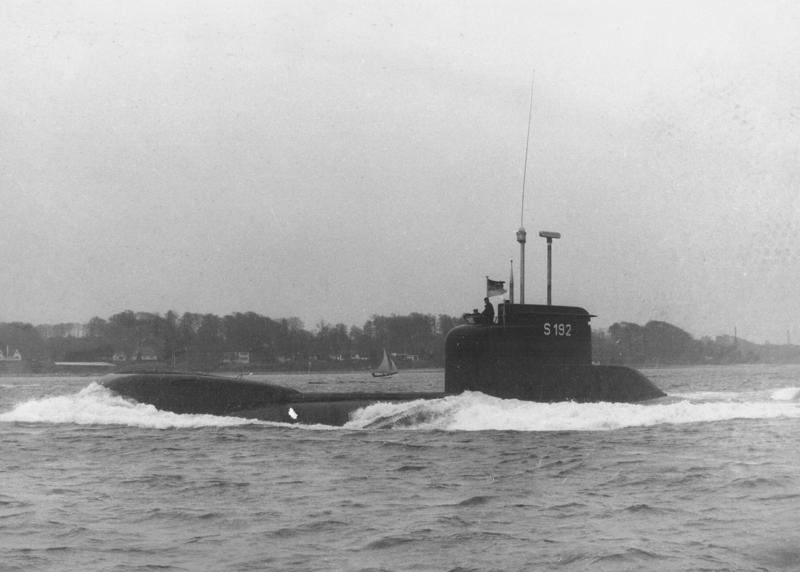
„U-13” (S192) typu 206

W marynarce RFN okręt ten odgrywał rolę szkoleniową, jednakże rozległe prace remontowe, które musiały zostać dokonane na okręcie po jego wydobyciu, przyczyniły się do częściowego odtworzenia zespołu niemieckich specjalistów w zakresie budowy okrętów podwodnych, co pozwoliło na podjęcie prac projektowych nad nowymi typami jednostek. Wkrótce też powstały dwa projekty małych jednostek przybrzeżnych typów 201 i 202 o wyporności odpowiednio 395/433 i 100/137 ton. Jednostki te nie były jeszcze zbyt udane, choć nowością było zastosowanie do ich budowy stali niemagnetycznej, co miało zmniejszyć ich wrażliwość na działanie min magnetycznych, zwiększyło jednak ich podatność na korozję. Na podstawie doświadczeń zebranych przy budowie tych jednostek, w roku 1959 rozpoczęto prace na nowym typem 205 o wyporności 419/455 ton i długości 44 metrów, w których zastosowano m.in. importowane radary. W celu ochrony, ponownie zastosowano do ich budowy stal niemagnetyczną, została ona galwanicznie pokryta cyną. Wzorem amerykańskim, wprowadzono też wówczas konfigurację napędu opartego na pojedynczym wale napędowym i jednej śrubie, co zwiększyło wydajność napędu i zmniejszyło poziom generowanego przez opływ wody wokół kadłuba hałasu. Podstawowym typem okrętu podwodnego przez większość czasu istnienia Niemiec Zachodnich były jednostki typu 206. Prace nad konstrukcją tego typu zostały rozpoczęte w latach 1964–1966, a produkowano je do roku 1974 – była to prawdopodobnie pierwsza niemiecka dojrzała konstrukcja powojenna. Na bazie tej konstrukcji, na zamówienie marynarki norweskiej opracowany został kolejny typ okrętów podwodnych: 207, który u zamawiającego nosił nazwę Kobben. Norweskie zamówienie na typ 207 otworzyło drogę do całego szeregu zamówień zagranicznych, z których największy sukces eksportowy odniosły okręty kolejnego typu 209, zamówione przez 14 państw. Ogółem, w Niemczech i za granicą na podstawie udzielonej licencji, zbudowano łącznie 63 jednostki tego typu w kilku wersjach, przede wszystkim dla odbiorców z Ameryki Płd.
Szczytowym osiągnięciem powojennego niemieckiego przemysłu stoczniowego w dziedzinie budowy okrętów podwodnych przełomu XX i XXI wieku jest typ 212A. W odróżnieniu od wcześniejszych typów 207 i 209, jest to konstrukcja opracowana dla niemieckiej marynarki wojennej, gdzie zastępuje przestarzałe już jednostki typu 206. Rozwój komputerowych technik sterowania okrętem pozwolił na zastosowanie w tym typie usterzenia ogonowego opracowanego w amerykańskim programie „Albacore” w układzie „X”, który zwiększa bezpieczeństwo okrętu w pływaniu podwodnym, czyni też okręt bardziej manewrowym.

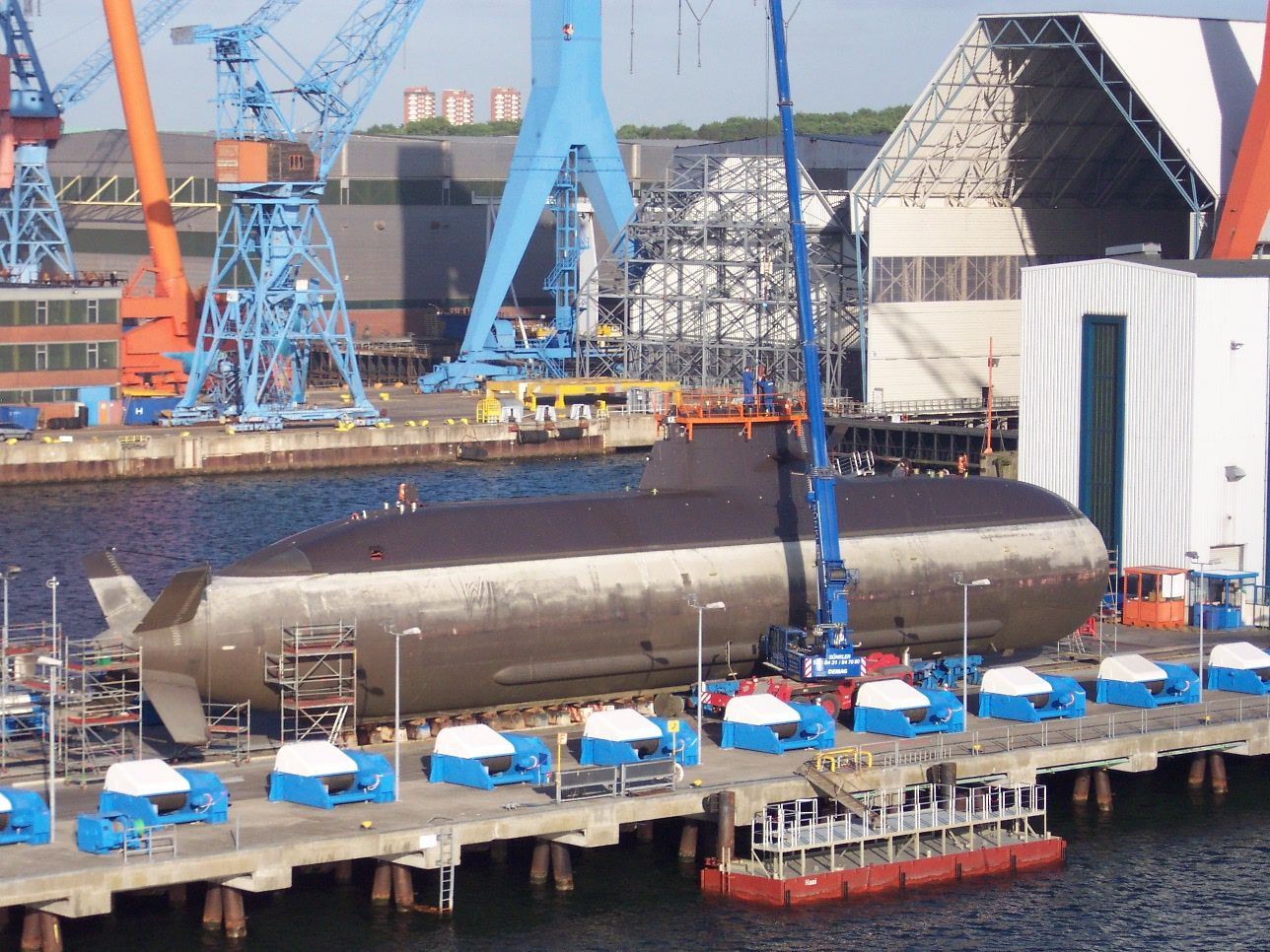
Jednostka typu 212A na pochylni. Widoczne usterzenie ogonowe w układzie „X”

Cechą szczególną okrętów tego typu jest zastosowany napęd niezależny od powietrza (Air Independent Propulsion – AIP) w postaci ogniw paliwowych działających na zasadzie utleniania wodoru przez tlen na powierzchni polimerowych membran jonowymiennych, dzięki czemu energia chemiczna jest z dużą wydajnością zamieniana na energie elektryczną. Siłownia tego rodzaju pozwala uniezależnić system napędowy okrętu od dostępu powietrza atmosferycznego z powierzchni morza, a co za tym idzie, niweluje podstawową bolączkę okrętów podwodnych od czasów konstrukcji Johna Hollanda, i źródło ich dotychczasowej słabości. Zapas tlenu i wodoru jednostek 212A, przy wykorzystaniu energii z ogniw paliwowych, pozwala im na przepłynięcie w zanurzeniu 420 mil morskich z prędkością 8 węzłów. Zasięg ten wzrasta na powierzchni do 8000 Mm przy tej samej prędkości, przy użyciu do napędu spalinowo-elektrycznego. Maksymalna prędkość podwodna 212A wynosi 20 węzłów, na powierzchni zaś 12 węzłów.
Okręty typu 212A opracowane zostały dla marynarki niemieckiej, jednakże dwie jednostki tego typu zakupiły również Włochy. Dla celów eksportowych natomiast, opracowano konstrukcję typu 214 o mniejszych możliwościach. W typie tym wykorzystano szereg rozwiązań zastosowanych w jednostkach 212A, jednakże okręty te maja o pół metra mniejszą średnicę kadłuba sztywnego, o 50 metrów mniejszą testową głębokość zanurzenia (350 zamiast 400 metrów), nie zastosowano też w nich doskonałego usterzenia ogonowego w układzie „X”. Prawdopodobnie też wyposażone zostały w inne układy elektroniczne.
Inny przebieg miał rozwój radzieckich powojennych konstrukcji diesel-elektrycznych. Wraz z zakończeniem II wojny światowej, Związek Radziecki uruchomił intensywną produkcję okrętów dalekiego zasięgu projektu 611 (NATO: Zulu), średniego zasięgu projektu 613 (NATO: Whiskey) oraz okrętów przybrzeżnych projektu 615 (NATO: Quebec). Wraz z różnymi modyfikacjami, okręty te przez wiele lat stanowiły kręgosłup radzieckich podwodnych sił torpedowych. Przebudowane okręty Zulu i Whiskey były także pierwszymi radzieckimi nosicielami pocisków balistycznych i manewrujących. Program ich budowy został przerwany w połowie lat 50., jako część wielkiej redukcji programów rozbudowy floty po śmierci Stalina w marcu 1953 roku. Ich anulowanie było jednakże również odbiciem dostępności projektów bardziej zaawansowanych okrętów. Typem, który miał zastąpić projekt 611 jako okręt torpedowy dalekiego zasięgu, był 641 (NATO: Foxtrot) oraz 633 (NATO: Romeo) zastępujący projekt 613 w roli okrętu średniego zasięgu. Wczesne plany przewidywały budowę 160 jednostek projektu 641, skonstruowanego przez biuro konstrukcyjne CKB-18 dużego okrętu o długości 91,3 metra wyposażonego w 10 wyrzutni torpedowych, trzy silniki Diesla, 3 silniki elektryczne i trzy wały napędowe. Przy niewielkiej prędkości, okręty te zdolne były do przebywania w zanurzeniu do 8 dni bez użycia chrap, co w tym czasie było nadzwyczajnym rezultatem. Zastosowana do ich budowy stal AK-25 zwiększała testową głębokość zanurzenia do 288 metrów.

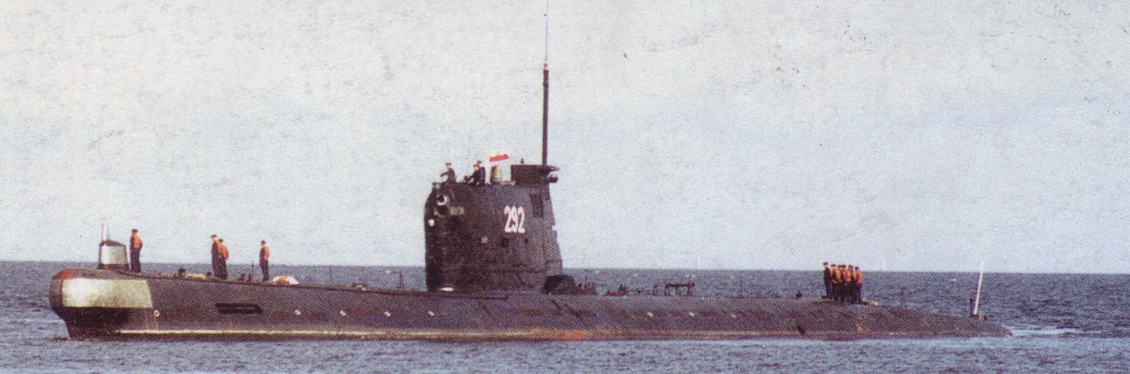
Polski okręt projektu 641 ORP „Wilk”

Okręt prototypowy tego projektu, B-94, został zwodowany 28 grudnia 1957 roku w stanie ukończenia 67%, po niecałych trzech miesiącach od rozpoczęcia budowy. Po zakończeniu testów, został włączony w skład floty 25 grudnia 1958 roku. Dla marynarki wojennej Związku Radzieckiego wyprodukowano ogółem 58 „Foxtrotów”, zaś produkcja na eksport podniosła liczbę wybudowanych jednostek do 75 okrętów, co uczyniło ten projekt najliczniej wybudowanym typem zimnej wojny z wyjątkiem jednostek projektów 613 (Whiskey) i 633 (Romeo). Okręty te grały również główne role w pierwszej amerykańsko-radzieckiej konfrontacji morskiej.
Następcą jednostek proj. 641 o napędzie konwencjonalnym był typ 641B, zwodowanych w latach 70. i wczesnych 80. w liczbie 18 jednostek. W latach 80. wprowadzono do służby okręty podwodne projektu 877 (NATO: Kilo), które w liczbie ponad 50 jednostek służą w wielu flotach. Ulepszone okręty projektu 636 pierwotnie przeznaczone na eksport do Chin, Algierii i Wietnamu zostały także wprowadzone do służby w rosyjskiej marynarce.

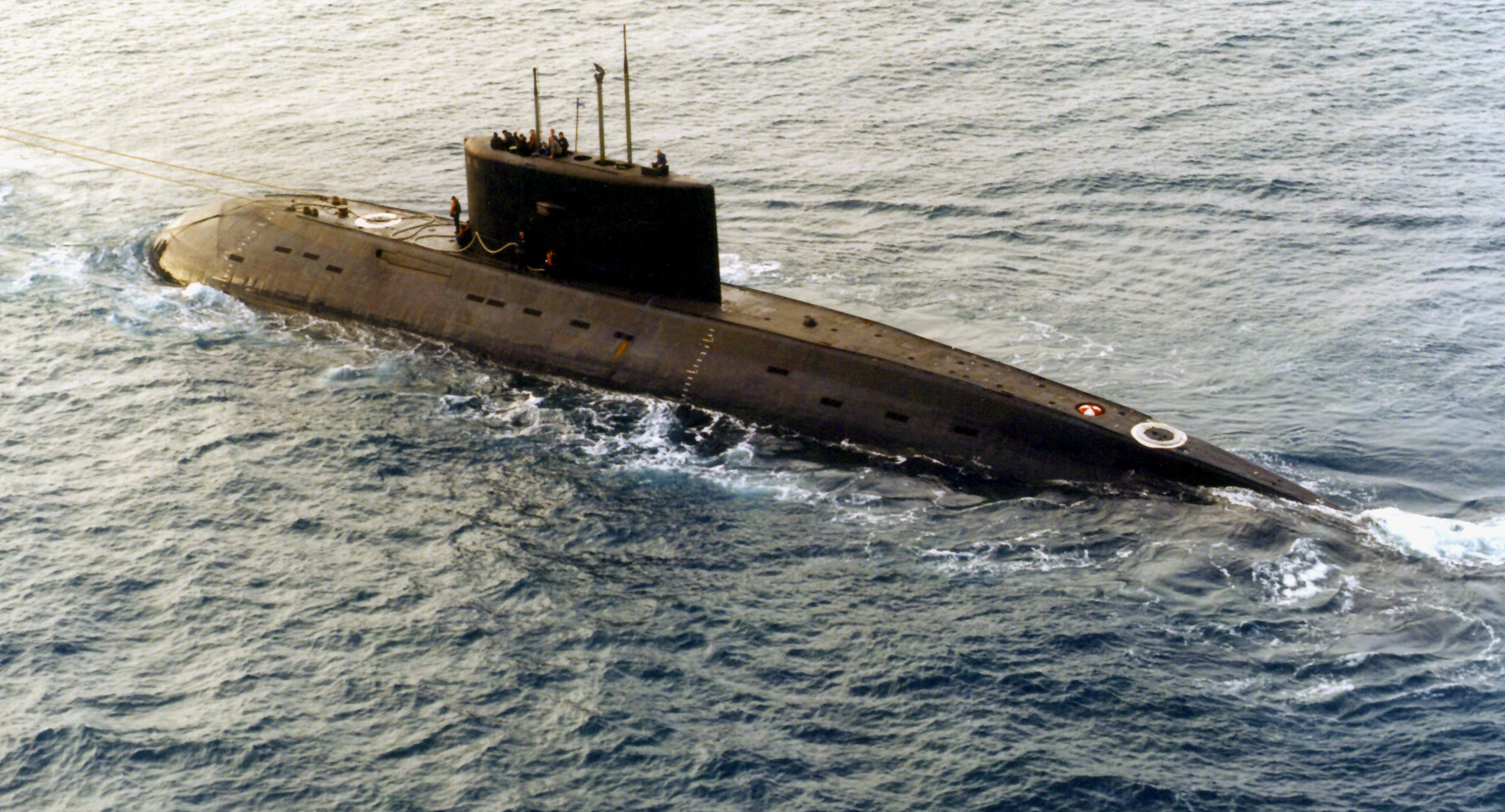
Jednostka proj. 877 w Irańskiej Marynarce Wojennej

### Zimnowojenne operacje podwodne
Trzy okoliczności radykalnie zmieniły model zachodnich operacji podwodnych po zakończeniu II wojny światowej: alianckie druzgocące zwycięstwo w tym konflikcie, przekształcenie się Związku Radzickiego z sojusznika w największego alianckiego oponenta, oraz rozpoczęcie epoki prawdziwych okrętów podwodnych, symbolizowane przez wejście do służby niemieckich okrętów typu XXI.

#### Operacje zachodnie
Technologia jednostek typu XXI była dostępna dla wcześniejszych sojuszników. Przeciwdziałanie potencjalnemu zagrożeniu ze strony szybkich okrętów podwodnych dla transatlantyckich i transpacyficznych linii komunikacyjnych oraz zachodnich zespołów okrętów nawodnych skupiło uwagę planistów w pierwszym okresie po zakończeniu wojny. W konsekwencji działania ZOP stały się głównym zadaniem zachodnich sił podwodnych. Ograniczenia techniczne ówczesnych okrętów podwodnych, nawet po dużych modyfikacjach jak w amerykańskim programie GUPPY, spowodowały koncentrację flot zachodnich przede wszystkim na przechwytywaniu obcych jednostek podwodnych. Jednostki tej klasy zostały rozmieszczone na wysuniętych pozycjach, jeśli to było możliwe w pobliżu radzieckich baz morskich, w wypadkach zaś w których takie rozmieszczenie było niepraktyczne, w „wąskich gardłach” – relatywnie precyzyjnie określonych przejściach przez które radzieckie okręty podwodne musiały przepływać w drodze do swoich celów. Ta wczesna taktyka uzależniona była od powolnych, choć cichych okrętów, wyposażonych w sonary pasywne i systemy kontroli ognia, jednak prowadzone operacje szybko zademonstrowały ograniczoną efektywność zarówno samych okrętów, jak i ich elektroniki. W latach 60. sytuację zmieniło wprowadzenie do służby operacyjnej jednostek z napędem nuklearnym. Ich większe rozmiary umożliwiły instalację zaawansowanych systemów sonarowych, których możliwości zbliżyły zdolność bojową jednostek do wypełnienia wyznaczonych im zadań. Zdolność do długotrwałego przebywania pod wodą bez konieczności okresowego wypływania na powierzchnię, umożliwiło rzeczywiste rozmieszczanie jednostek w pobliżu nieprzyjacielskich baz i przejściach. Duże możliwości sonarów, prędkość podwodna oraz zerwanie przez okręty jądrowe z pływaniem nawodnym otworzyło także możliwość prowadzenia stałych obserwacji sowieckich okrętów podwodnych (co stało się najpilniejszym zadaniem od czasu, gdy Związek Radziecki rozpoczął rozmieszczanie na okrętach podwodnych rakietowych pocisków balistycznych). Cechy te umożliwiły także praktyczną realizację starej koncepcji „okrętów podwodnych floty”. Nie oznaczało to jednak w zachodniej doktrynie przechwytywania radzieckich okrętów nawodnych, lecz raczej towarzyszenie dużym zespołom nawodnym, które stały się jednymi z głównych celów radzieckich, w charakterze ich eskorty. Innym zadaniem myśliwskich okrętów z napędem jądrowym, stanowiącym w tym czasie trzon zachodnich sił podwodnych, była ochrona własnych strategicznych okrętów podwodnych oraz śledzenie, a w razie wystąpienia takiej konieczności, zwalczanie radzieckich okrętów rakietowych.

#### Operacje bloku wschodniego
Krótko po zakończeniu drugiej wojny światowej, Związek Radziecki dysponował największą flotą podwodną świata, choć flota ta daleka była od wysokiej efektywności, tak pod względem jakości wyposażenia, jak i poziomu wyszkolenia załóg. Wzrost napięcia między byłymi sojusznikami w Europie Zachodniej i Ameryce Północnej, który doprowadził do zapoczątkowania zimnej wojny, zagrażającej zachodnim siłom morskim, zwłaszcza zaś lotniskowcom, które stały się głównym radzieckim celem militarnym. W konsekwencji, korzystając z przejętej technologii elektrobootów pozyskanych dzięki pracom nad konstrukcją niemieckich okrętów typu XXI, ZSRR rozpoczął szybką budowę wielkiej floty nowoczesnych okrętów podwodnych, których pierwszoplanowym zadaniem było zwalczanie zachodnich zespołów lotniskowcowych, a także transatlantyckich dostaw dla Europy.
Związek Radziecki szybko jednak rozwinął drugą misję swoich okrętów podwodnych – przeciwstawianie się zachodnim siłom podwodnym, dla których zwalczanie floty podwodnej ZSRR było zadaniem pierwszoplanowym. Rozpoczęło to realnie niebezpieczne zimnowojenne działania obu stron, które skoncentrowały się na wodach Arktyki, północnym Atlantyku, północno-zachodnim Pacyfiku i Morzu Śródziemnym. W miarę upływu kolejnych lat zmianie ulegała technologia: wyposażenie i broń, coraz bardziej zaawansowane było też szkolenie załóg, niezmienione natomiast pozostawały cele obu stron rywalizacji: skryte przechwytywanie jednostek potencjalnego wroga i utrzymywanie kontaktu z nim samemu pozostając niewykrytym.
Wprowadzenie na wyposażenie flot krajów NATO strategicznych okrętów rakietowych, zmusiło radzieckie dowództwo do reakcji analogicznej jak w przypadku dowództw zachodnich – rozpoczęcia prowadzenia działań przeciwpodwodnych, w celu wykrywania, lokalizowania i potencjalnego zwalczania jednostek rakietowych, co było kontynuowane przez cały okres zimnej wojny i pozostaje aktualne aż do czasów współczesnych. Początkowa radziecka misja zwalczania zachodniej żeglugi, zespołów okrętów nawodnych oraz jednostek strategicznych krajów NATO, szybko została też rozszerzona o własne operacje strategicznych okrętów podwodnych. Zadanie to stało się jeszcze bardziej istotne z momentem wprowadzenia na wyposażenie WMF pocisków balistycznych o zasięgu pozwalającym na wystrzeliwanie pocisków na cele w Stanach Zjednoczonych z silnie bronionych przy pomocy sił nawodnych, podwodnych oraz lotnictwa „bastionów” w pobliżu brzegów ZSRR.
Pierwsze poważniejsze starcie radzieckich sił podwodnych z flotami państw zachodnich, miało jednak miejsce już w 1962 roku, podczas tzw. kryzysu kubańskiego.

##### Kryzys kubański
1 października 1962 roku cztery okręty typu Foxtrot B-4, B-36, B-59 oraz B-130 wypłynęły z bazy na półwyspie Kolskim udając się w rejon Karaibów w misji wsparcia dostawy broni na Kubę w ramach radzieckiej operacji „Anadyr”. Oprócz konwencjonalnych torped, każdy z tych okrętów miał na swoim wyposażeniu jedną torpedę z głowicą jądrową. Dodatkowe dwa okręty – jeden projektu 641 oraz jeden projektu 611/Zulu – znajdowały się już w tym czasie na zachodnim Atlantyku. W trakcie wywołanego radziecką operacją „kryzysu kubańskiego”, Stany Zjednoczone i Kanada podjęły zakrojoną na szeroką skalę operację zmierzającą do odnalezienia czterech jednostek, które opuściły bazę 1 października, z użyciem startujących z Argentii w Nowej Fundlandii i Labradorze oraz baz w Kanadzie i Stanach Zjednoczonych samolotów patrolowych P2V Neptune oraz P3V Orion. W poszukiwania włączyły się także nieprzystosowane do zadań przeciwpodwodnych samoloty rozpoznania powietrznego amerykańskich sił powietrznych (US Air Force) RB-47 oraz RB-50. Dodatkowo, w skład sił tworzących amerykańską linię blokady przed Kubą, wchodził lotniskowiec ZOP USS „Essex”, w późniejszym czasie wsparty przez dwa kolejne lotniskowce zwalczania okrętów podwodnych.

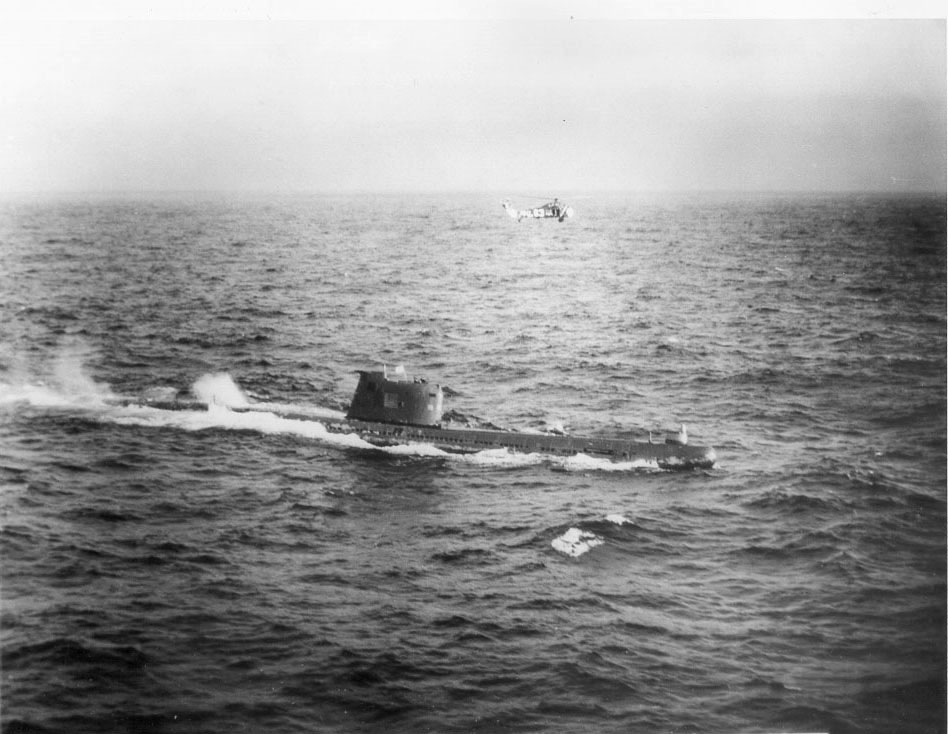
28-29 października 1962 roku; radziecki B-59 zmuszony do wynurzenia się

W wyniku podjętych działań poszukiwawczych, wszystkie radzieckie okręty zostały wykryte przez amerykańskie siły przeciwpodwodne – jeden projektu 611 oraz cztery Foxtroty. Piąta jednostka projektu 641 (o numerze 945) z powodu problemów technicznych zmuszona została do wynurzenia się i została wykryta na powierzchni w drodze powrotnej do Związku Radzieckiego w towarzystwie holownika „Palmir”. Także jednostka projektu 611 została wykryta na powierzchni, w trakcie tankowania paliwa z tankowca „Terek”. Sytuacja osiągnęła punkt krytyczny 24 października kilka minut po godzinie 10 rano czasu waszyngtońskiego, kiedy amerykański sekretarz obrony Robert McNamara poinformował prezydenta Kennedy’ego, że dwa radzieckie frachtowce znajdują się już jedynie kilka mil morskich od strefy blokady, gdzie powinny zostać przechwycone przez amerykańskie niszczyciele oraz że każdemu ze statków towarzyszy jeden okręt podwodny. Biały Dom podjął decyzję, że amerykańskie okręty powinny za pomocą sonaru wydać radzieckim okrętom polecenie wynurzenia się i identyfikacji. W razie odmowy wykonania polecenia, amerykańskie okręty miały użyć małych ładunków wybuchowych w charakterze sygnalizatorów akustycznych.
Trzy z czterech Foxtrotów zostały zmuszone do wynurzenia się w obecności sił amerykańskich na północny wschód od linii blokady. W rzeczywistości ich dowódcy zignorowali sygnały wzywające do wynurzenia, jednak nacisk amerykańskich niszczycieli trwał tak długo, że radzieckie okręty musiały się wynurzyć celem wymiany powietrza w jednostkach, naładowania akumulatorów oraz usunięcia problemów mechanicznych. Pierwszy został wykryty B-59, który 25 października 1962 roku został namierzony na powierzchni przez startujący z lądu samolot patrolowy 350 mil na południowy zachód od Bermudów. Jego dowódca wydał wobec tego rozkaz przygotowania do użycia torpedy z głowicą nuklearną, został jednak powstrzymany. W połowie listopada, statki transportujące radzieckie pociski balistyczne na Kubę zostały zawrócone do ZSRR, a trzy operujące jeszcze w pobliżu Kuby Foxtroty otrzymały rozkaz powrotu do bazy.
Radzieckie okręty podwodne próbowały unikać wykrycia przez siły amerykańskie przez stosowanie krótkich zrywów wysokiej prędkości, gwałtowne manewrowanie (włączając w to gwałtowne nagłe wstecz), wykorzystywanie termoklin, chowanie się pod śladem torowym jednostek nawodnych, wypuszczanie bąbli powietrza oraz pozoratorów akustycznych. Ich dowódcy wiedzieli, że prawdopodobnie nie zostaną zaatakowani bronią bojową i nie byli sami zobowiązani do atakowania amerykańskich okrętów, toteż nie działali w warunkach realistycznej sytuacji konfliktowej. Mogli sobie zatem pozwolić na częste i długie przebywanie na powierzchni w celu ładowania akumulatorów i używanie radarów, co prawdopodobnie nie byłoby możliwe w realnych warunkach wojennych. Z tych powodów, zarówno doświadczenia radzieckie jak i amerykańskich sił ZOP podczas kryzysu kubańskiego nie pozwalają na wyciąganie daleko idących wniosków co do użycia okrętów podwodnych w konflikcie morskim.

## Wojna falklandzka
W trakcie wojny falklandzkiej (2 kwietnia – 14 czerwca 1982 roku) między Wielką Brytanią i Argentyną nieliczne argentyńskie okręty podwodne zmusiły Royal Navy do podjęcia znacznego wysiłku w celu zachowania kontroli nad morskim obszarem działań wojennych, w tym zaangażowania w działania przeciwpodwodne (ZOP) 12 okrętów nawodnych, sześciu okrętów podwodnych oraz 25 helikopterów. W momencie wybuchu konfliktu stanowiące część argentyńskiej marynarki wojennej, argentyńskie siły podwodne dysponowały czterema dieslowskimi okrętami podwodnymi. Dwa z nich to zwodowane w latach 1944–1945 amerykańskie okręty modernizacji GUPPY ARA „Santa Fe” (ex-USS „Catfish”) i ARA „Santiago del Estero” (ex-USS „Chivo”) typu Balao, dwa pozostałe zaś to zakupione w Niemczech jednostki typu 209 ARA „Salta” oraz ARA „San Luis”. Ostatnie dwa z nich stanowiły w tym czasie cieszący się największą popularnością nowoczesny projekt eksportowy. Jedynie dwie z czterech jednostek argentyńskich nadawały się do prowadzenia operacji bojowych – „Salta” kończyła planowy remont w stoczni, „Santiago del Estero” był niezdolny do zanurzenia, w związku z czym w roku 1981 został wyłączony ze służby liniowej. Zdolne do prowadzenia działań operacyjnych były więc stary „Santa Fe” o ograniczonej już zdolności bojowej oraz „San Luis”.
W pierwszym okresie operacji „Santa Fe” wykonał zadanie wysadzenia oddziału sił specjalnych oraz zaopatrzenia, „San Luis” natomiast przeprowadził patrol na północ od Wysp Falklandzkich, podczas którego zaatakował brytyjski okręt, który wpłynął do jego sektora. W pierwszym okresie konfliktu „Santa Fe” nie został jeszcze wykryty, toteż patrolował obszar między Wyspą Wniebowstąpienia a Georgią Południową w celu przecięcia brytyjskich linii komunikacyjnych. „Santa Fe” był jedynym argentyńskim okrętem podwodnym zaangażowanym w inwazję na Falklandy – 2 kwietnia 1982 roku wysadził na ląd oddział komandosów. Podczas następnego patrolu połączonego z dostarczeniem 20 ludzi i zaopatrzenia do Georgii Południowej, 24 kwietnia „Santa Fe” wykrył działanie brytyjskiego sonaru aktywnego, sam pozostał jednak niewykryty. Następnego dnia, w trakcie przepływania na powierzchni w kierunku głębszych wód umożliwiających zanurzenie, argentyński okręt został wykryty przez brytyjskie śmigłowce i ostrzelany pociskami rakietowymi. Z obawy przed atakiem za pomocą bomb głębinowych oraz torped, dowódca okrętu nie zdecydował się na zanurzenie. „Santa Fe” został w efekcie kilkakrotnie trafiony pociskami, odczuł też skutki pobliskich wybuchów bomb głębinowych. Uszkodzenia jednostki były na tyle poważne, że jego dowódca zdecydował się wyrzucić okręt na brzeg w Zatoce Króla Edwarda.

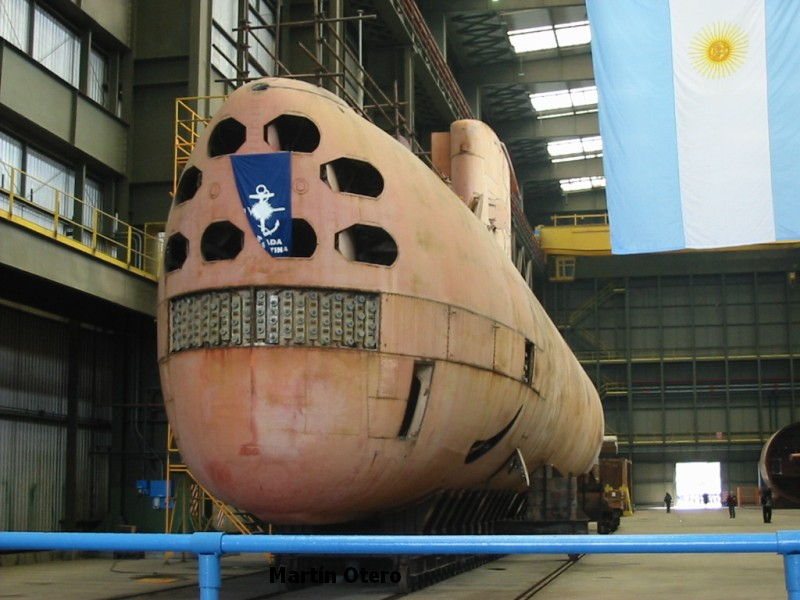
Widok od dziobu ARA „San Luis” w suchym doku

„San Luis” wyszedł na patrol w drugim tygodniu kwietnia 1982 roku. W trakcie patrolu okręt przeprowadził trzy ataki torpedowe, dwa z użyciem przeznaczonych do ataku na jednostki nawodne torped SST-4 oraz jeden atak przy użyciu amerykańskiej torpedy przeciwpodwodnej Mark 37. Celem pierwszych ataków przeprowadzonych 1 maja 1982 roku były średniej wielkości jednostki brytyjskie wyposażone w helikoptery ZOP: fregata rakietowa typu 22 HMS „Brilliant” oraz fregata typu 12 HMS „Yarmouth”. Oba ataki nie przyniosły powodzenia, a okręty brytyjskie przypuściły trwający 20 godzin kontratak za pomocą bomb głębinowych oraz co najmniej jednej torpedy. Drugi atak argentyńskiego okrętu, którego celem był okręt podwodny, został przeprowadzony 8 maja. 12 minut po odpaleniu przeciwpodwodnej torpedy Mk 37, z kierunku celu słyszalny był odgłos eksplozji, jednakże Wielka Brytania nigdy nie potwierdziła straty okrętu podwodnego, toteż przypuszcza się, że torpeda mogła eksplodować uderzając w dno. Ostatni atak miał miejsce 10 maja – podobnie jak poprzednie przeprowadzony został bez użycia peryskopu. Jego celami były fregaty rakietowe typu 21: HMS „Arrow" i „Alacrity”, przy czym atak na każdy z okrętów nastąpił przy użyciu pojedynczej torpedy. Podobnie jak poprzednie, także ten atak nie przyniósł sukcesu, mimo że na atakującym okręcie usłyszano niewielką eksplozję z kierunku celu, 6 minut po odpaleniu torpedy.
Przebieg operacji argentyńskich okrętów podwodnych był sporym zaskoczeniem. Z jednej strony dwa działające w trakcie operacji argentyńskie okręty bardzo dobrze radziły sobie z brytyjskimi działaniami przeciwpodwodnymi, z drugiej natomiast strony wykazały się zadziwiającą nieskutecznością w ataku. Powód takiego stanu jest przedmiotem wielu dociekań, wydaje się jednak, że związany był z wadliwym działaniem komputerowego układu kontroli ognia „San Luis”, w związku z czym dane kontroli ognia przekazywane torpedom przed odpaleniem musiały być obliczane samodzielnie przez członków załogi, dodatkowo – kable łączące naprowadzane przewodowo torpedy z okrętem były prawdopodobnie zrywane krótko po odpaleniu torpedy, co uniemożliwiało sterowanie nimi. Tego rodzaju problemy oraz fakt, że torpedy były prawdopodobnie odpalane zbyt głęboko, miały decydujący wpływ na skuteczność każdego ze strzałów.

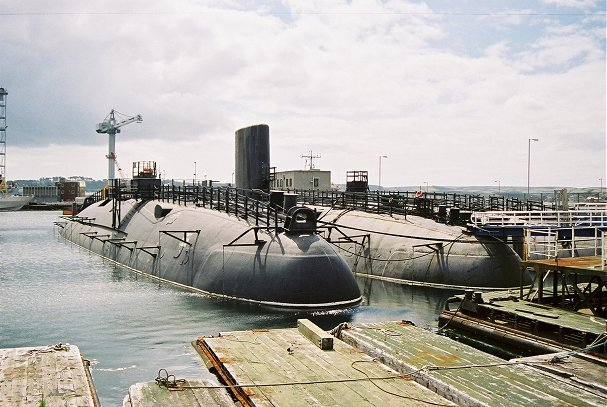
HMS „Conqueror” (drugi z lewej) podczas Dni Marynarki w Devonport (Plymouth) w 2006 roku

W rejon działań zbrojnych wojny o Falklandy-Malwiny skierowane zostały także brytyjskie okręty podwodne. 1 kwietnia 1982 roku wypłynęły na południowy Atlantyk okręty podwodne okręty podwodne z napędem jądrowym typu Swiftsure – HMS „Spartan” oraz „Splendid”, które przybyły w rejon Falklandów 10 dni później. 4 kwietnia w rejon Falklandów wypłynął także HMS „Conqueror” typu Churchill, który dotarł tam 11 kwietnia – równocześnie z dwiema wcześniejszymi jednostkami. Celem wsparcia ogłoszonej przez Wielką Brytanię „Zamkniętej Strefy Morskiej” (Maritime Exclusion Zone), „Spartan” patrolował w pobliżu Port Stanley. Między 12 a 30 kwietnia przez cztery kolejne dni obserwował argentyński okręt desantowy ARA „Cabo San Antonio”, przeprowadzający w tym czasie operacje minowe. Zadaniem HMS „Splendid” było patrolowanie wód między wybrzeżem Argentyny a Falklandami.
HMS „Conqueror” przed wypłynięciem na wody południowo-atlantyckie przyjął na pokład zespół sił specjalnych Special Boat Service (SBS), który wysadził 19 kwietnia na brzegu Georgii Południowej, po czym kontynuował patrolowanie powierzonej mu w tym miejscu strefy działań. 23 kwietnia okręt otrzymał informację, że w kierunku Georgii Południowej płynie argentyński okręt podwodny („Santa Fe”) – „Conqueror” przeprowadził bezskuteczne w rezultacie poszukiwania jednostki argentyńskiej. Po przybyciu głównych sił brytyjskich, „Conqueror” objął nowy sektor patrolowania na południe od wysp falklandzkich. 1 maja wykrył argentyński zespół nawodny skupiony wokół krążownika ARA „General Belgrano”. „General Belgrano” znajdował się poza zastrzeżoną strefą morską, jednakże zmieniające się co kilka dni brytyjskie zasady użycia broni, 2 maja upoważniały już okręty podwodne Royal Navy do otwarcia ognia w kierunku każdej argentyńskiej morskiej jednostki wojskowej. HMS „Conqueror” odpalił trzy stare prosto płynące torpedy Mark VIII z czasów drugiej wojny światowej. Dwie z nich uderzyły w argentyński krążownik, trzecia zaś w okręt eskorty krążownika, ostatnia z nich jednak nie eksplodowała. Brytyjska jednostka nuklearna wycofała się z rejonu operacji, bezskutecznie kontratakowana przez siły argentyńskie, „General Belgrano” natomiast zatonął około 45 minut po trafieniach.

## Operacje postzimnowojenne
Zakończenie zimnej wojny, rozumianej jako rywalizacja między dwoma przeciwstawnymi blokami ideologiczno-wojskowymi, zmieniło warunki działania okrętów podwodnych, nie zniweczyło jednakże ich roli. Przeciwnie – zmiany sytuacji politycznej, społecznej, gospodarczej oraz ogólnowojskowej na świecie rozszerzyły zakres stawianych im zadań, zmodyfikowały ich rolę oraz zwiększyły zainteresowanie tym rodzajem broni na świecie. Pierwszym znakiem nowych zastosowań okrętów podwodnych po zakończeniu zimnej wojny był udział 9 jednostek typu Los Angeles w I wojnie w Zatoce Perskiej w 1991 roku, podczas której dwa z nich wystrzeliły pociski manewrujące Tomahawk SLCM na ważne cele w Iraku. 19 stycznia tego roku USS „Louisville” został pierwszym w historii okrętem podwodnym, który wystrzelił pociski manewrujące woda-ziemia podczas operacji bojowej. Odpalił wówczas pięć pocisków TLAM (Tomahawk Land Attack Missile), wspierając sojuszniczą operację powietrzną nad Irakiem „Desert Storm”.

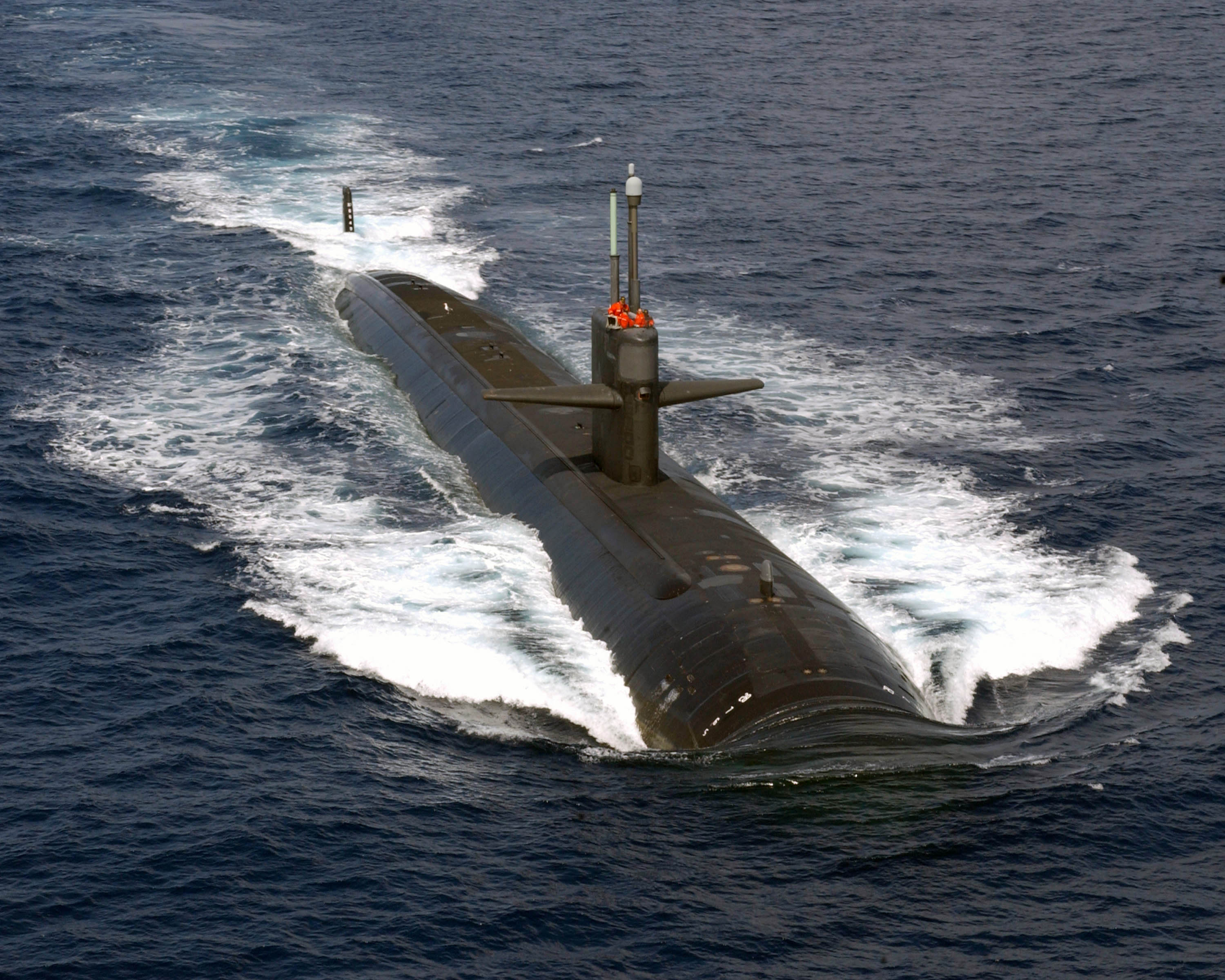
USS „Louisville”, pierwszy okręt podwodny, który odpalił pociski manewrujące podczas operacji bojowej

Była to jednocześnie pierwsza operacja bojowa amerykańskich okrętów podwodnych od zakończenia II wojny światowej. „Louisville” wystrzelił następnie trzy kolejne pociski z Morza Czerwonego, po czym 6 lutego 1991 roku został zmieniony na tej pozycji przez USS „Chicago”. Drugą jednostką, która odpaliła pociski manewrujące w ramach tej operacji, był USS „Pittsburgh”, który wystrzelił 4 pociski TLAM. Te pierwsze strzały, jakkolwiek przeprowadzone zostały z sukcesem, obarczone były problemami z zakresu dowodzenia i kontroli. 8 lat później (16-19 grudnia 1998), wystrzelone z USS „Miami” pociski TLAM rozpoczęły operację „Desert Fox”. W marcu 1999 roku okręty podwodne kilku państw NATO wzięły udział w operacji „Allied Force”, wspierając działania Sojuszu Północnoatlantyckiego w Kosowie, podczas której amerykańskie i brytyjskie okręty podwodne odpaliły z Adriatyku blisko 1/4 użytych wówczas pocisków TLAM.
Podczas tych operacji okręty podwodne przez długi czas przebywały na głębokości peryskopowej, co było tyleż novum w ich operacjach, ileż rozwiązaniem nieszablonowym, podkreśla to jednakże wzrost rangi okrętów podwodnych w nowej dla nich roli we współczesnych konfliktach zbrojnych oraz militarnych operacjach reagowania kryzysowego.
Po atakach z 11 września 2001 roku, w marcu i kwietniu 2003 roku, 12 jednostek typu Los Angeles wzięło udział w operacji „Iraqi Freedom” – każdy z tych okrętów odpalił pociski TLAM. W związku ze wzrostem zagrożenia terroryzmem morskim, Sojusz Północnoatlantycki rozpoczął operację „Active Endeavour” na Morzu Śródziemnym, która w drodze stałego patrolowania oraz monitorowania tego obszaru ma pomóc w zapewnieniu bezpieczeństwa statkom cywilnym w rejonie Cieśniny Gibraltarskiej i Morza Śródziemnego oraz ochrony przed atakami terrorystycznymi. W operacji tej uczestniczą również okręty podwodne państw członkowskich NATO, w tym także okręty podwodne polskiej marynarki wojennej.
Podobnie jak w okresie zimnej wojny, także po jej zakończeniu istotnym zadaniem okrętów podwodnych jest prowadzenie działań o charakterze rozpoznawczym, zwłaszcza w zakresie rozpoznania elektronicznego, zarówno działalności morskiej jak i lądowej potencjalnych adwersarzy.